# 동로마 제국
동로마 제국(현대 그리스어: Ανατολική Ρωμαϊκή Αυτοκρατορία 아나톨리키 로마이키 아프토크라토리아[*]) 또는 비잔티움 제국(현대 그리스어: Βυζαντινή Αυτοκρατορία 비잔디니 아프토크라토리아[*])은 로마 제국이 동서로 분할된 395년부터 1453년까지 동방 황제의 치하에서 계속 존속한 로마 제국의 연속체이다. 수도는 콘스탄티노폴리스였고, 제국의 공식 국호는 이전과 같은 로마 제국(중세 그리스어: Βασιλεία Ῥωμαίων 바실리아 로메온[*])이었다. 제국에 거주하는 주민들 역시 자국을 로마 제국 또는 로마니아(중세 그리스어: Ῥωμανία)라고 불렀으며, 주민들은 자신들을 로마인(중세 그리스어: Ῥωμαῖοι 로메이[*])라고 불렀다.
"팍스 로마나Pax Romana" 시대 초기부터 제국의 서부 지역은 점점 더 라틴화되었던 반면에, 동부 지역 대부분은 기존의 헬레니즘 문화를 유지했다. 이로 인해 동그리스, 서라틴이라는 이분법적인 구별이 생겨났다. 이후 4세기부터 6세기까지 일어난 일련의 사건들로 인해 로마 제국의 영역이 차츰 줄어들게 되었다. 324년부터 337년까지 황제였던 콘스탄티누스 1세는 제국을 재조직하여 아시아와 유럽을 잇는 요지인 비잔티움을 콘스탄티노폴리스로 명명하여 새로운 수도로 삼았고, 기독교를 공인했다. 테오도시우스 1세가 집권한 시기에 기독교는 제국의 국교가 되었고 여러 다른 종교 행위는 금지되었다. 마침내 이라클리오스 시기에 제국의 행정과 군사가 재조직되고 그리스어가 라틴어를 대체하는 공용어로 채택되었다.
덕분에 '로마'라는 국가는 존속되었고 그 전통은 계속 유지되었지만, 현대 역사학자들은 동로마 제국의 중심이 콘스탄티노폴리스였다는 점과 그 문화가 라틴 문화보다는 그리스 문화에 기원을 두고 있으며, 동방 정교회라는 종교적인 특징이 있기 때문에 고대 로마와 동로마 제국을 별개로 구별하고 있다.
제국의 국경은 여러 차례 변화했으며 쇠퇴와 수복을 되풀이했다. 유스티니아누스 1세 시기에 동로마 제국은 고토 수복 전쟁을 통해 역사적으로 서로마 제국의 영토였던 서지중해 일대를 회복함으로써 최대 영토를 확보했다. 이때 동로마 제국은 북아프리카, 이탈리아, 안달루시아, 시칠리아, 사르데냐를 점령하고 2세기 동안 이 지역을 다스렸다.
유스티니아누스 1세 사후 페르시아와의 지속적인 전쟁으로 인해 동로마 제국의 국력은 상당히 소모되었는데, 이것은 7세기의 아랍 무슬림들의 침공 당시 제국이 상당한 영토를 잃어버리는 결과로 이어졌다. 이슬람 제국의 정복 전쟁으로 인해 동로마 제국은 이집트, 시리아와 같은 부유한 속주들을 상실했다.
마케도니아 왕조 시기에 제국은 다시 팽창했고, 2세기 동안 지속되는 마케도니아 르네상스를 맞이했다. 특히 바실리오스 2세로 대표되는 마케도니아 왕조의 확장기에 동로마 제국의 영토는 발칸반도 대부분과 남이탈리아, 크레타, 키프로스, 소아시아와 아르메니아까지 넓혀져 7세기 이후 최대 강역에 달했다. 그러나 콘스탄티누스 8세 이후 시작된 내란과 급변하는 중동의 정세에 대처하지 못한 두카스 왕조의 황제들로 인해 동로마 제국은 1071년 만지케르트 전투에서 셀주크 튀르크에게 패배하여 소아시아를 잃게 되었다. 이후 튀르크족은 이 전투를 계기로 아나톨리아에 정착하게 될 발판을 마련하였다.
알렉시오스 1세부터 시작된 콤니노스 왕조 이후 제국은 다시 부흥했으며, 12세기 콘스탄티노폴리스는 유럽에서 가장 크고 부유한 도시였다.
그 정점인 마누일 1세의 치세에 동로마 제국의 경제력은 절정에 달했고 이때 제국의 영향권은 발칸반도 남부와 소아시아 대부분, 그리고 키프로스와 크레타, 안티오키아에 이르렀다. 하지만 이도 절대 오래가지 못했다. 앙겔로스 왕조 황제들의 무능과 내전으로 국력이 약화된 제국은 제4차 십자군 때 콘스탄티노폴리스가 약탈당하고 함락되었으며, 옛 동로마 제국의 남발칸계 국가들과 라틴 제국 사이에서 전쟁이 벌어졌다. 1261년 미하일 8세에 의해 동로마 제국은 회복되었으나, 이미 그 영향력은 상당히 쇠퇴한 뒤였다.
미하일 8세가 개창한 팔레올로고스 왕조는 잦은 전쟁으로 국력을 손실시켜 아나톨리아의 잔존 영토로 밀려들어오는 튀르크족을 막지 못했다. 또한 계속되는 내전 역시 국가 재건을 방해했다. 결국 14세기 이후 제국의 영토는 트라키아와 그리스 일부로 축소되었고, 요안니스 5세의 치세를 거치며 완전히 몰락하여 콘스탄티노폴리스와 테살로니카, 모레아만이 영토로 남게 되었다. 마침내 제국은 1453년 콘스탄티노폴리스의 함락 이후 완전히 멸망했다. 동로마 제국의 계승 국가였던 트라페준타 제국은 1461년 트라페준타 포위전으로 멸망했다.

## 국호
1557년 서유럽에서 독일인 역사가 히에로니무스 볼프가 제국의 사료를 모은 비잔티움 역사집(Corpus Historiæ Byzantinæ)을 출간하면서 칭하게 된 ‘비잔티움’란 표현은 콘스탄티누스 1세가 천도한 이후 콘스탄티노폴리스로 개명된 비잔티온(기원전 667년에 메가라의 식민자들이 세운 그리스 도시)에서 나온 말이다. 이때부터 제국 수도의 구 명칭인 ‘비잔티움’은 사서나 시문 외에는 거의 쓰이지 않았다. 1648년 '루브르의 비잔티움'(Byzantine du Louvre, Corpus Scriptorum Historiæ Byzantinæ)이 출판되고, 1680년 뒤 캉주의 '비잔티움 역사'(Historia Byzantina)가 출판되면서 몽테스키외를 위시해 프랑스 작가들 사이에서 '비잔티움'이라는 표현이 널리 퍼져 친숙해졌다. 그이후 이 표현은 서방 세계에서 19세기에 일반 용어으로 굳어졌다.
제국 사람들은 자국을 로마 제국(라틴어: Imperium Romanum, 그리스어: Βασιλεία τῶν Ῥωμαίων), 로마인의 제국(라틴어: Imperium Romanorum, 그리스어: Αρχη τῶν Ῥωμαίων), 로마니아(라틴어: Romania, 그리스어: Ῥωμανία), 로마 공화국(Res Publica Romana, Πολιτεία τῶν Ῥωμαίων),, 그라이키아(Γραικία),, 로마이스(Ῥωμαΐς)라고 불렀다.
제국은 오랜 세월 다민족 국가이면서도 그리스-로마 전통을 계승한 나라였다. 당대 서방과 북방에서는 그리스인의 제국이란 표현이 쓰였는데, 그것은 이 제국에서 점차 그리스적 요소가 우세해졌기 때문이다.
서방 세계에서는 동로마 제국을 로마 제국의 연장이라는 사실을 거부하는 의미로 해당 국가를 그리스인의 제국(Imperium Graecorum)으로 지칭하기도 하였다. 적들에게서 자신을 지킬 도움이 필요했던 교황 레오 3세는 동로마 제국의 황위가 공위 상태라고 간주하고 서기 800년 카롤루스를 서로마 제국의 황제로 인정하여 대관식을 치루면서, 기존의 "로마 제국"으로서의 권위가 도전받았다.
로마 교황이나 서방 군주들이 동방 제국의 황제에게 '로마'라는 이름을 쓰려고 할 때 로마인의 황제(Imperator Romanorum) 대신 로마니아 황제(Imperator Romaniæ)라는 표현을 선호했는데, 그 이유는 전자를 서방인들은 카롤루스와 그 사람의 후계자를 일컫는 의미로만 썼기 때문이다.
그러나 페르시아, 이슬람 그리고 슬라브 세계에서는 동로마 제국을 여전히 로마 그 자체로 간주하였다. 이슬람 세계에서는 제국을 주로 룸(아랍어:  روم , ‘로마’), 또는 빌라드 알 룸(Bilād al-Rūm, '로마인들의 땅')이라 불렀다.
중국에서는 고대 로마를 불러 온 말인 대진(大秦)을 문맥에 따라 제국이나 근동 지방의 여러 나라 또는 시리아 정교회로 지칭하기도 하였다. 《속자치통감장편(續資治通鑑長編)》을 보면, 북송 신종 때인 원풍 4년(1081년)에 대진국의 왕인 멸력이령개살(滅加伊靈改撒)이 사신을 보내 왔다고 기록돼 있는데, 이 대진이 로마 제국으로 추정되며, 또는 불름으로도 불렸다. 《송사(宋史)》 권490 열전 제249 외국6의〈불름(拂菻)〉에서는 위 원풍 4년의 일을 두고서 《속자치통감장편》과 달리 불름국의 왕인 멸력이령개살(滅力伊靈改撒)이 사신을 보냈다고 서술한다.
元豐四年十月, 其王滅力伊靈改撒始遣大首領你廝都令廝孟判來獻鞍馬·刀劍·眞珠, 言其國地甚寒, 土屋無瓦[...]

원풍(元豐) 4년(1081) 10월 불림국(拂菻國)의 왕(王)인 멸력이령개살(滅力伊靈改撒)이 처음으로 대수령(大首領)인 이시도령시맹판(你廝都令廝孟判)을 보내어 말과 도검(刀劍), 진주(眞珠)를 바쳤으며, 그 나라가 너무 춥고 흙으로 된 집에는 기와도 없다고 말하였다...(중략)— 《송사(宋史)》 490제 열전 249권 외국 6

## 역사

### 로마 제국의 분할
기원전 3세기에서 기원전 1세기 사이에 일련의 연속된 사건들을 통해 로마 공화국은 점차 동부 지중해의 패권을 잡았고, 그 정부는 궁극적으로 황제의 1인 통치제로 변모했다. 로마 제국은 서기 3세기까지 상대적으로 안정된 시기를 누렸는데, 이후에는 외부 위협의 증가와 내부의 불안정과 같은 요소들이 복합적으로 작용하여 군인 황제 시대가 열리면서 쇠퇴하기 시작했다. 이 시기의 황제 중 한명이었던 디오클레티아누스는 국가의 영토가 너무 커서 한 사람이 이것을 다 통치할 수는 없다고 보았고, 신행정 제도인 사두 체제(테트라키아)를 설립하여 제국의 영토를 동방과 서방으로 나누었다. 그는 자신과 같은 공동 황제를 두어 정제라 칭하였다. 공동 황제(정제)는 각자 젊은 후계자인 부제를 두어 규칙에 따라 양위할 수 있게 했으나 실제로는 디오클레티아누스와 막시미아누스가 퇴위하자 이 사두 체제는 무너졌으며, 뒤를 이은 콘스탄티누스 1세는 사두 체제 대신 황제 세습제를 세웠다. 하지만 사두 체제의 설립은 로마 제국의 분열이 영속적으로 이어질 것임을 예고했다는 점에서 그 의의가 있다.

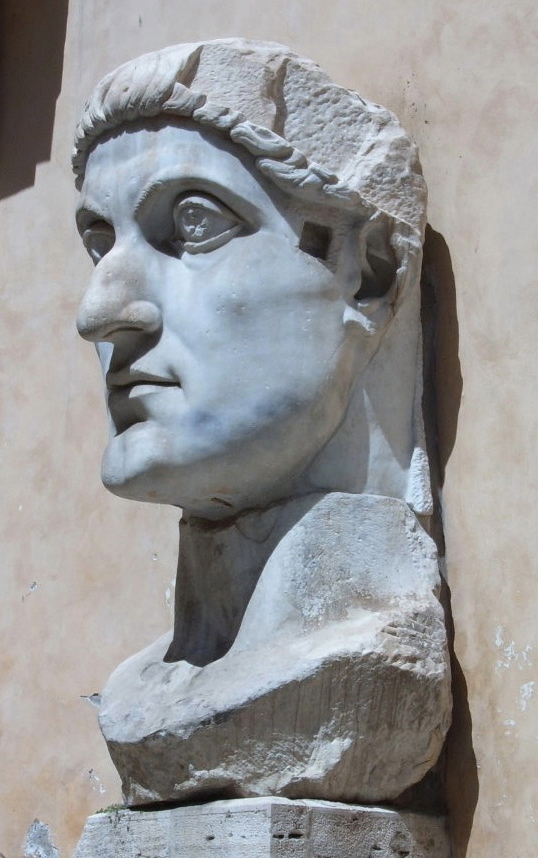
콘스탄티누스 1세의 두상

콘스탄티누스 황제는 수도를 옮기면서 사회와 종교 체제에 중요한 변화를 일으켰다. 기원후 330년에 그는 옛 그리스의 비잔티움을 제2의 로마(노바 로마)로 삼아 천도를 단행하였으며 이 도시를 자신의 이름을 따서 콘스탄티노폴리스로 개명하였다. 이전의 수도였던 로마가 중요한 동부 지방에서 멀리 떨어져 있었으며 전략적으로 덜 중요한 위치에 있었던 반면에, 콘스탄티노폴리스는 동방과 서방 간 교역로에 위치한 요충지였다. 그리고 천도와 함께 콘스탄티누스는 디오클레티아누스가 도입한 행정 개혁을 다시 개선하였다. 그는 금화를 도입하여 화폐 변동성을 안정시켰으며 군사 조직 및 민정을 대대적으로 개혁하였다. 콘스탄티누스 시대에 로마 제국은 상당한 군사력을 회복하였고 안정과 번영을 누릴 수 있었다. 또한, 이 시대에 기독교는 더는 국가에 박해받지 않았으며 오히려 황제가 관대한 특전을 베풂에 따라 로마 황실의 비호를 받았다. 새로운 종교의 통일된 교리를 정하고자 공의회를 소집해야 한다는 원칙을 설립한 콘스탄티누스 황제는 아를에서 교회 회의를 소집했고 제1차 니케아 공의회에서 황제가 교회의 수장이라는 주장을 반영하였다.

395년 테오도시우스 1세가 사망한 이후 로마 제국의 분열 양상.
서로마 제국
비잔티움 제국/동로마 제국

콘스탄티누스 1세의 사망 이래로 동방에서는 그의 개혁과 원칙이 꾸준히 계승되었다. 비록 콘스탄티누스 왕조는 사산조 페르시아와 오랜 전쟁을 벌이는 과정에서 363년 마지막 황제였던 율리아누스가 사망함으로써 단절되었지만, 이미 동방에서 세습의 원칙은 철저하게 확립된 뒤였으며 이후에도 새로운 왕조가 설립되어 계속 제국을 통치하였다. 이민족과의 전쟁 및 종교 논쟁, 그리고 반부패 운동 등으로 점철된 발렌티니아누스 왕조는 378년에 막을 내렸고 그 뒤를 이어 테오도시우스 왕조가 개창되었다. 왕조의 개창자 테오도시우스 1세는 제국 동서방 전역을 통치한 마지막 로마 황제였으며, 그의 치세는 이단으로 여겨졌던 네스토리우스파에 대한 신학적인 논쟁과 테오도시우스 법전의 편찬으로 특징지어졌다. 또한 이때 로마인들은 발칸반도를 황폐화시키고 제국으로부터 막대한 공물을 탈취해간 아틸라의 훈족이 유렵에 도착하는 것을 목격했다. 395년 테오도시우스 1세 황제가 죽자 그의 아들 아르카디우스와 호노리우스가 각각 동방과 서방을 맡았다. 아르카디우스의 동방 제국은 발칸반도, 소아시아, 레반트, 이집트, 그리고 동지중해의 섬들로 이루어졌다.
3세기와 4세기에 동로마 제국은 사회 및 문화가 서로마 제국보다 발달해 있었고 재정 자원 역시 풍부하였기 때문에, 지속적으로 공물을 지불함으로써 국가의 침략자들을 회유할 수 있었으며 용병을 고용할 여력이 있어서 대개 서로마 제국이 직면한 곤란한 상황을 도와주는 역할을 맡았다.
테오도시우스 2세는 콘스탄티노폴리스 성벽을 더욱 요새화한 테오도시우스 성벽을 건설하였는데, 덕분에 수도 콘스탄티노폴리스는 막강한 방어력을 갖추게 되었으며 어지간한 공격은 대체로 막아낼 수 있게 되었다. 이 성벽은 1204년까지 한번도 적의 공격에 무너지지 않았다. 아틸라가 이끄는 훈족의 공격을 피하고자 테오도시우스는 그들에게 공물(300kg의 금)을 바쳤고 타 이민족과 교역을 장려하여 콘스탄티노폴리스에 사는 상인들에게 혜택을 주었다.
그를 계승한 마르키아누스는 훈족에게 이런 막대한 액수의 공물을 계속 바치는 것을 거부했으나, 아틸라는 이미 무너져 가고 있던 서로마 제국으로 관심을 돌린 뒤였다. 453년 아틸라가 죽자 훈족은 몰락했고 동로마 제국은 남은 훈족 무리와 평화로운 관계를 이어나갔으며, 훈족들은 결국 로마 제국 군대의 용병으로서 싸우게 된다.
아틸라가 죽자 동로마 제국은 평화기를 누렸으나 서로마 제국에서는 476년에 게르만족 출신의 로마 장군 오도아케르가 유명무실한 서로마 황제 로물루스 아우구스툴루스를 폐위시켰으며, 다른 꼭두각시 황제를 세우는 대신 스스로 왕이 되었다. 그러나 율리우스 네포스 등은 달마티아와 이탈리아 북부 지역을 중심으로 다시 로마의 황제를 자임했다. 480년, 율리우스 네포스 마저 오도아케르에게 사망함으로써 서로마 제국은 최종적으로 붕괴되었다.

### 서로마 붕괴 이후
유럽에서는 로물루스 아우구스툴루스가 폐위당하는 476년 또는 율리우스 네포스가 사망하는 480년을 서로마 제국 붕괴의 해로 보지만, 동방에 남아있던 로마 제국에서는 자신들이 로마 제국을 통일한 것으로 정치적으로 해석하였는데, 이것은 근본적으로 타당한 것이였다. 당시 콘스탄티노폴리스 정부는 오도아케르와 동고트의 테오도리크를 이탈리아의 파트리키우스로 봉한 것을 통해 형식적으로나마 이탈리아를 자신들이 석권한 것으로 여겼다. 동로마 제국은 이후 멸망할때까지 공식 국호를 로마 제국이라 칭하였다. 그리고 이탈리아는 단순히 적의 영향력 하에 들어간 실지 영역으로 인식되었다.
서로마 제국 멸망 당시 동로마의 황제였던 제논은 이탈리아를 회복하고자 모이시아에 정착해 있던 테오도리크의 동고트족과 협상하여 동고트족을 이탈리아로 보냈다. 493년 오도아케르가 몰락하자 젊은 시절 콘스탄티노폴리스에서 머물렀던 경험이 있는 테오도리크 왕은 이탈리아를 스스로 통치하였다. 테오도리크가 동고트 왕국으로 이탈리아를 통치하자 제논 황제는 서방 영토에 최소한의 명목상 수위권만 유지하였다.
491년 로마인 혈통의 관리 출신인 늙은 아나스타시우스 1세가 황제가 되었으나, 새로운 황제는 498년이 되어서야 이사우리아족의 저항을 제대로 통제했다. 자신이 여전히 기운차게 활동할 힘이 넘치는 개혁가이자 유능한 행정가라는 사실을 드러낸 아나스타시우스 1세는 상품 거래에 범용되는 폴리스(follis) 동화의 무게를 최종 결정하여 콘스탄티누스 1세의 화폐 제도를 최종적으로 완성했으며, 세제를 개혁하고 사람들이 싫어하던 크리사르기론 세금을 폐지하였다. 아나스타시우스 1세가 죽을 당시 제국의 국고에는 금이 32만 파운드나 있었다. 그는 디오클레티아누스 이래로 제국에 심각한 문제를 일으키지 않고 사망한 첫 번째 황제였다. 아나스타시우스 1세가 단행한 일련의 개혁은 이후 유스티니아누스 1세가 엄청난 대사업인 고토 수복 전쟁을 벌일 수 있게 하는 기반이 되어주었다.

#### 서방 고토 수복

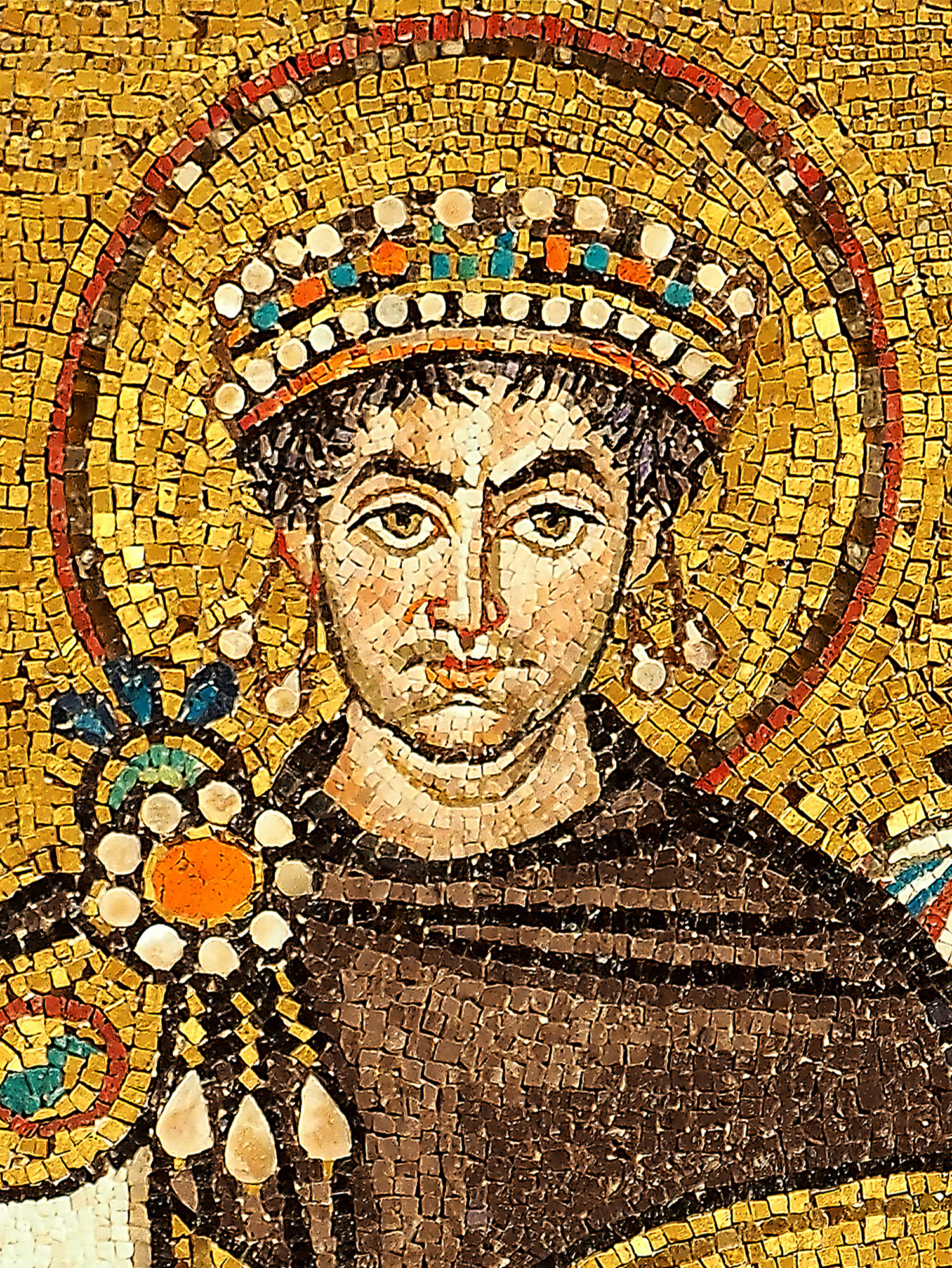
유스티니아누스 1세의 모자이크. 오늘날 라벤나 산비탈레 성당에 있다.

유스티니아누스 1세의 치세는 동로마 역사의 분수령이었다. 527년에 즉위한 그는 일리리아 지방 출신으로써 숙부 유스티누스 1세(518–527) 치세 때부터 권력을 쥐고 있었다. 532년에 유스티니아누스는 동부 국경을 안정시키고자 페르시아 샤한샤 호스로 1세와 평화조약을 체결하여 사산 제국에 많은 연공을 바치기로 합의하였다. 같은 해에 니카의 반란이 일어났으나 황제는 생존하였고 관련자들 중 3만 명이 사망하면서 봉기는 막을 내렸다. 이 성공으로 유스티니아누스의 권력은 한 층 더 공고해졌다. 3년 뒤, 동고트족 왕 테오다하드가 교황 아가피토 1세를 콘스탄티노폴리스에 보내어 동로마 제국과의 중재를 부탁했다. 교황은 유스티니아누스 황제와의 평화협정에 실패했으나, 그와는 별개로 당대 동로마 제국에서 단성론이 횡행했음에도 그에게서 정통 신앙을 고수한다는 고백문을 받아내는데 성공하였다.
533년 황제가 북아프리카 구 속주의 반달족을 축출하게 벨리사리우스 장군과 군대 15,000명을 파견하면서 서방 고토 정복이 시작되었다. 이들은 경이로울 정도로 쉽게 승리했으나 548년이 되어서야 주요 독립 부족들을 복종시켰다. 이탈리아 동고트 왕국에서 테오도리크 대왕이 죽고 그 사람의 조카이자 후계자인 아탈라리크와 대왕의 딸 아말라순타는 권력이 약한 테오다하드를 왕위에 올렸다. 535년 소규모 로마 제국 원정대가 시칠리아로 파견되어 손쉽게 승리하였으나 고트족의 저항이 커졌으며, 벨리사리우스가 로마와 나폴리를 포위하여 함락하고 라벤나를 수복한 540년에야 겨우 승리할 수 있었다.

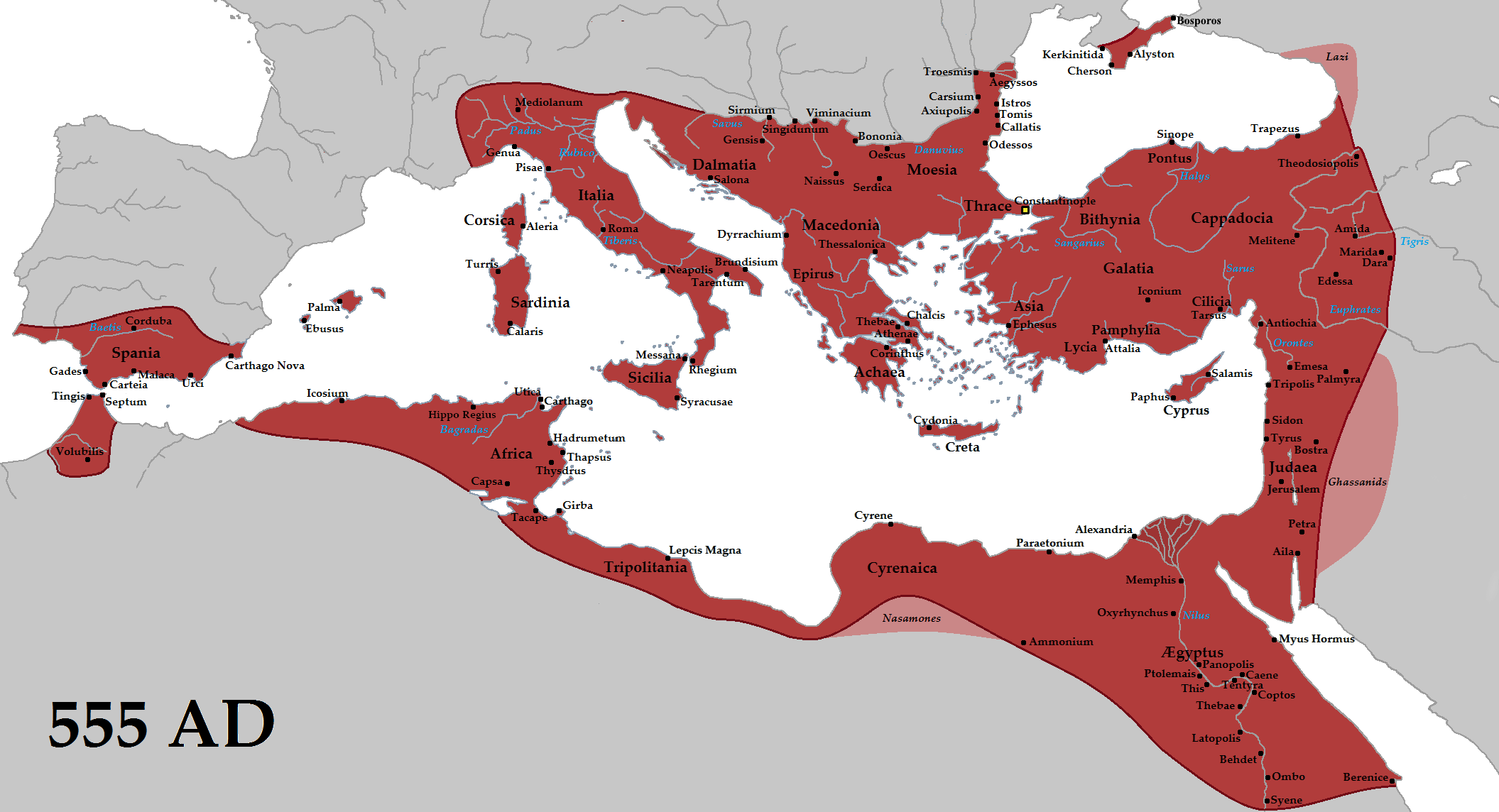
유스티니아누스 시대의 동로마 제국 판도.

그러나 546년 12월 17일 동고트족은 토틸라의 지휘 아래 이내 규합하여 로마를 함락하였다. 549년 초 벨리사리우스는 결국 소환되었다. 뒤이어 551년 말 아르메니아인 환관 나르세스가 군대 35,000여 명을 이끌고 고트족을 물리쳤다. 토틸라는 부스타 갈로룸 전투에서 패사하였다. 그 사람을 계승한 테이아스도 552년 10월 몬스 락타리우스 전투에서 패하였다. 일부 고트족 부대가 계속 저항하였고 프랑크족과 알레마니족이 침입하였으나 이탈리아에서 전쟁은 결국 일단락되었다. 551년 히스파니아의 서고트족 귀족 아타나길드는 왕에 반역하고 유스티니아누스에게 도와달라고 청했다. 황제는 늙었지만, 훌륭한 군 사령관 리베리우스에게 군대를 주어 파견하여 이라클리우스 시대까지 히스파니아(Hspania)의 일부 지역을 점유했다.
동부에서는 로마와 페르시아간의 전쟁이 이어지다가 561년 유스티니아누스와 호스로의 사절들이 50년간 화평을 맺었다. 550년대 중반 유스티니아누스는 전장 대부분에서 승리했으나 발칸반도만은 예외였는데 이곳은 슬라브인의 침입이 계속되었다. 559년 황제는 쿠트리구르와 스클라베니의 대규모 침략에 직면하였다. 황제는 퇴역한 벨리사리우스를 불렀으나 위기가 끝나자마자 자신이 상황을 관리하였다. 유스티니아누스가 자신의 다뉴브 함대를 강화한다는 소식에 쿠트리구르인들이 우려하였으나 제국은 이들에게 공물을 지불하고 강 사이에 안전한 통로를 확보한다는 조약을 조인했다.
유스티니아누스는 입법 사업으로도 유명하다. 529년 10명으로 구성된 위원회를 설치하고 카파도키아인 요한네스가 위원장으로 삼아 고대 로마 법전을 개정하게 하여 로마법 대전(Corpus Juris Civilis)을 편찬하였다. 로마법을 수합한 이 법은 "유스티니아누스 법전"으로 불리기도 한다.
동부 지역에서 자고로 이어져 내려오는 그리스-로마 문화의 영향력은 6세기까지 건재하였고, 자연철학자 요한네스 필로포노스와 같은 그리스-로마 문화를 대표할 정도로 전형이 될만한 특징이 있는 학자들도 있었으나 나중에 기독교 철학과 문화가 부상하면서 옛 문화를 압도했다. 로마노스가 쓴 성가는 성체 전례를 발전시켰고 건축가들은 니카 반란으로 파괴된 구 성당 자리에 하기아 소피아 성당을 세웠다. 하기아 소피아는 오늘날까지 건축사에서 중요한 건축물이다.
유스티니아누스 1세의 치세 전반기(527~539)에 동로마 제국은 놀라운 성과를 거두어, 북아프리카의 속주들을 회복하고 이탈리아에서 중요한 진전을 이룰 수 있었다. 이것은 현명한 군사 운영과 신중한 노력의 결합에서 비롯된 것이였으며, 확장된 영토에서 발생할 수 있는 문제들을 처리하는 데 융통성을 발휘하였기 때문이기도 했다. 그러나 540년대부터 시작된 유스티니아누스 치세 후반기(540~565)에 이러한 균형을 이루는 일이 점점 더 힘들어졌다. 인력의 감소와 계속되는 군사원정은 지출을 증가시켰고, 다시 이것은 줄어들고 있던 국고에 결정타를 가했다.
541년 유스티니아누스 역병이 발생했다. 흑사병으로 추정되는 이 역병은 9세기에 사그라질 때까지 수백 년간 창궐했다가 잦아들기를 반복하면서 유라시아 서부의 정치경제 지형도를 완전히 바꾸어 놓았다. 이 역병은 중동부 아시아 스텝 지역에서 기원한 뒤 인도나 페르시아를 관통하는 비단길을 따라 전파되었다. 이로 인해 동로마 제국은 인구가 크게 감소했고, 사회적 · 재정적 안정성이 심각하게 감소하여 경제가 쇠퇴함에 따라 국력이 매우 약화되었다. 유스티니아누스 1세의 통치 기간은 다른 동로마 황제들보다 더 많은 성공을 거두었지만, 확실히 그에 비례하여 더 많은 위협이 생겨난 때이기도 했다.
565년 유스티니아누스 1세가 죽었을 때 제국의 재정은 완전히 파탄난 상태였으므로, 유스티누스 2세는 어쩔 수 없이 사산조 페르시아에 바치는 조공을 거부해야 했다. 한편 롬바르드족은 제국이 동쪽에 관심을 돌린 틈을 타서 이탈리아를 침공하였고, 6세기 말 마우리키우스의 치세에는 로마 제국의 영토로 남은 이탈리아 영토는 반도의 1/3 정도에 불과하였다. 유스티누스 2세의 후계자 티베리우스 2세는 페르시아와 싸우면서도 북방의 아바르족은 공물로써 회유하려고 했다. 티베리우스의 장군 마우리키우스는 동부 전선에서 활약하였으나 조공만으로는 아바르족을 달래지 못하였다. 아바르족은 582년 발칸 지역의 시르미움과 싱기두눔 요새를 함락하였으며, 이에 맞춰 슬라브족들이 다뉴브 강을 건너기 시작했다. 마우리키우스는 사산조의 호스로 2세와 화평 조약을 맺어 아르메니아에 접근할 권리를 얻었으며, 제국의 역량이 발칸반도에 집중될 수 있도록 하였다. 602년에 아바르족과 슬라브족을 다뉴브 강 이북으로 축출하기는 했으나 그 뒤에도 서방 영토에 계속 이민족이 침입하자, 마우리키우스는 라벤나와 북아프리카의 카르타고에 황제 대리로서 총독을 두어 제국의 행정 효율성 강화에도 힘썼다.

### 감소하는 영토

#### 이라클리오스 시대

650년의 로마 제국. 이 해에 제국은 카르타고 관구를 제외한 나머지 남부 속주를 전부 잃었다.

그러나 마우리키우스가 재정난 해결을 위해 아바르족이 잡아간 포로들의 몸값을 지불하지 않은 것은 가뜩이나 긴축 정책으로 좋지 않던 그의 인기를 곤두박질치게 하였으며, 이에 포카스라는 장교가 마우리키우스를 죽이고 황제에 오르면서 유스티니아누스 왕조는 단절되고 말았다. 포카스가 마우리키우스를 죽이자 페르시아의 호스로 2세는 이를 구실로 삼아 로마령 메소포타미아 속주를 대대적으로 침공했다. 포카스는 로마 사료에서도 줄곧 '폭군'으로 묘사될 정도로 인기가 없는 지배자였으며 원로원에서는 포카스에 대해 줄곧 모의를 꾸몄다. 결국 포카스는 610년 카르타고에서 뱃머리에 이콘을 붙인 배를 타고 콘스탄티노폴리스로 온 이라클리오스에게 폐위된다. 이라클리오스가 즉위할 당시에, 사산 왕조는 소아시아로 밀고 들어왔으며 615년까지 다마스쿠스와 예루살렘를 포함한 레반트 전역을 점령하고 최고 성유물이었던 성십자가를 크테시폰으로 가져갔다. 이라클리오스는 622년 말엽부터 본격적인 반격을 개시하여 페르시아 군대를 여러 차례 격파하였다. 이때 기독교의 아케이로포이에토스 성상이 군기로 쓰였는데, 이는 로마인들로 하여금 이교도의 침공에 대항하는 '성전'이라고 여기도록 만들었다. (626년에 콘스탄티노폴리스를 포위한 아바르족을 무찌를 때도 세르기오스 1세 총대주교가 성모 성상을 들고 수도 성벽을 돌았다.) 사산 왕조의 주요 군대는 627년 니네베에서 궤멸되었고 629년에 이라클리오스는 성십자가를 되찾아 엄숙한 의식을 치르며 예루살렘으로 다시 옮겼다. 그러나 이것은 피로스의 승리에 불과했다. 이 전쟁으로 상당한 국력을 소진한 양 제국은 발흥한 아랍 무슬림 군대의 침공에 완전히 무력하게 되었다. 로마인은 636년 야르무크 전투에서 아랍인에게 대패했으며 634년에 크테시폰이 함락되면서 페르시아는 아예 멸망했다. 641년에 이라클리오스가 죽자 동로마 제국은 영토뿐만 아니라 경제적으로도 심각한 쇠퇴를 겪었다. 부유한 속주의 상실로 인해 콘스탄티노폴리스 정부는 이전 수입의 4분의 3을 잃어버렸다.
이제 아랍인은 시리아와 레반트를 확고히 장악했고, 아나톨리아도 곧잘 급습했으며 674~678년 사이에는 아예 동로마 제국의 수도인 콘스탄티노폴리스까지 쳐들어올 정도가 되었다. 로마 제국은 그리스의 불 덕분에 아랍 함대를 겨우 무찔렀고 우마이야 왕조와 30년간의 휴전 조약을 조인했으나 이슬람의 아나톨리아 공격은 계속되는 와중에 고전기의 도시 문화가 가파르게 쇠퇴했으며, 여러 도시민들은 구 도시 성곽 내의 더욱 좁은 지역을 재요새화하거나 아예 주변 요새로 이주해야 했다. 콘스탄티노폴리스의 도시 규모도 상당히 감소하였는데, 618년에 이집트를 페르시아인에게 빼앗기면서 자유롭게 이용할 곡물 생산지를 잃자 기존의 인구 500,000여 명이었던 것이 겨우 40,000~70,000여 명으로 급격히 줄었다. 구 반자치 수준의 공공 제도가 무너지면서 들어선 테마 제도에 따라, 콘스탄티노폴리스 정부는 아나톨리아 반도를 각 군대가 담당한 '속주'로 분할하여 민간 업무를 담당하고 제국 행정에 직접 관리받도록 하였다. 테마 제도는 이라클리오스가 임시변통으로 마련한 방책에서 기원하였으나 7세기에 이르러서는 제국 행정의 새로운 제도로서 이미 확고하게 자리를 잡은 상태였다.

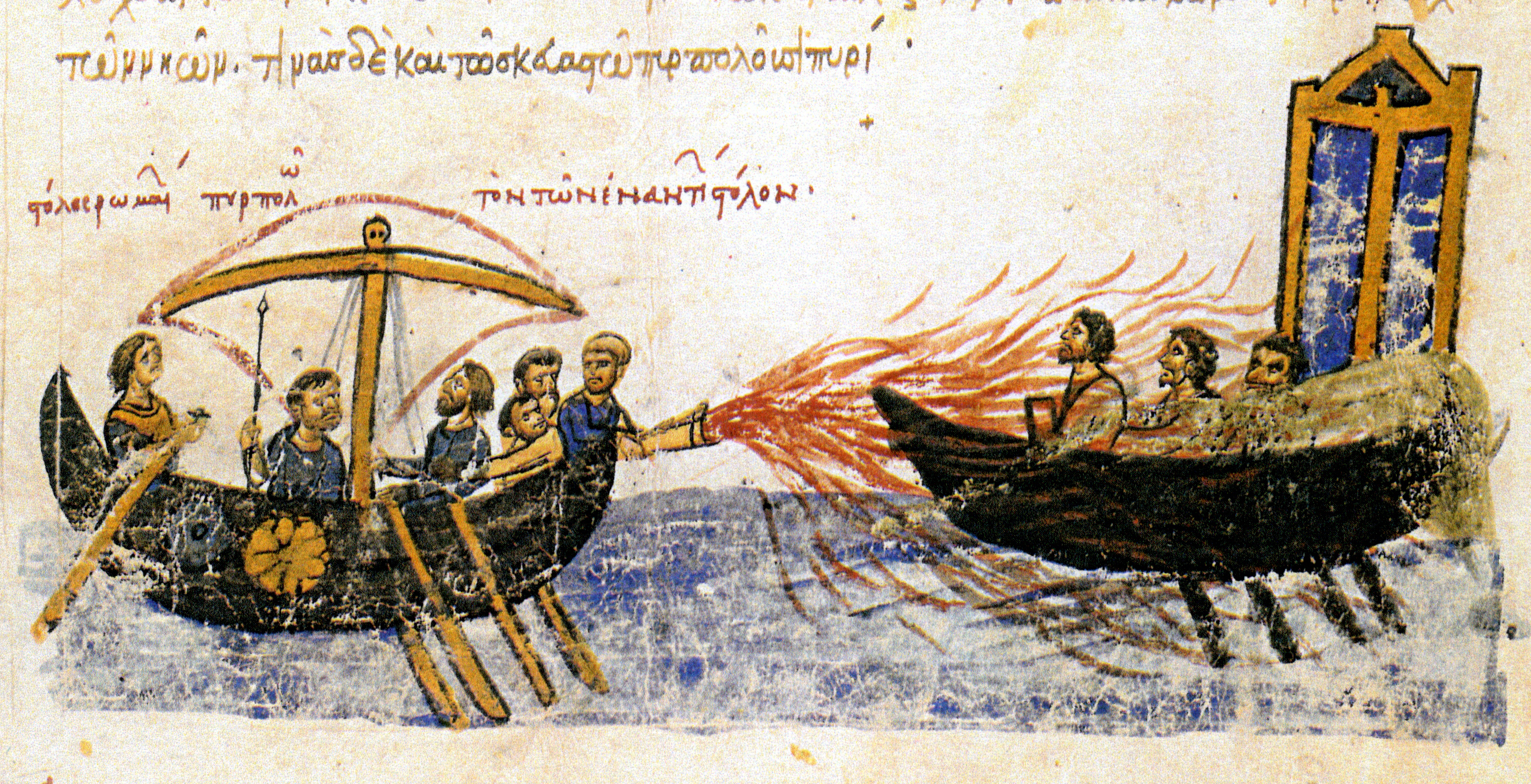
그리스의 불은 로마 제국과 아랍인 간 전쟁기에 동로마 해군이 처음으로 사용했다. (마드리드 스페인 국립 도서관, 마드리드 스킬리체스)

사산 왕조와, 뒤이어 침입한 아랍 세력의 공격을 방어하기 위해 발칸반도에서 상당한 병력을 차출한 것은 그 지역에 대한 동로마 지배력의 약화를 불러일으켰다. 슬라브족이 발칸반도 남쪽까지 세력을 점차 확장했고 아나톨리아에서는 여러 도시가 소규모 요새지로 전락했다. 670년대에 불가리아인이 하자르 때문에 도나우 강 이남으로 밀려왔으며 680년에는 새로이 생긴 불가리아 정착지들을 해산하기 위해 파견된 로마 군대가 도리어 패배를 거듭했다. 이듬해 콘스탄티누스 4세는 불가리아의 아스파루흐 칸과 조약을 조인하였고, 그 과정에서 과거에는 명목상이나마 동로마 제국의 지배를 인정하던 수많은 슬라브 부족이 제1차 불가리아 제국의 지배권 하로 대거 편입되었다.
이라클리오스 왕조의 마지막 황제인 유스티니아노스 2세는 중과세 정책을 펼치고 '외부인들'을 행정직에 앉히면서 도시 귀족들의 권력을 분쇄하려고 했다. 687년~688년에 황제는 슬라브와 불가리아에 원정을 단행하여 상당한 성과를 거두었으나 별다른 변화는 일어나지 않았으며, 이에 그는 트라키아에서 마케도니아까지 자신이 어렵게 싸웠음에도 로마의 패권이 발칸반도 북부에서 예전같지 못한 사정을 현로했다. 유스티니아노스 2세는 695년에 권력을 잃었으나 처음에는 하자르로, 그 다음에는 불가리아로 피신했다. 705년에 그는 불가리아 칸 테르벨의 군대를 이끌고 콘스탄티노폴리스로 돌아와 권좌를 되찾았고, 이후 남은 통치 기간을 정적 숙청과 신민 처형으로 점철된 공포 정치로 일관했다. 유스티니아노스 황제는 711년에 도시 귀족의 지원으로 결국 재차 쫓겨났으며 이라클리오스 왕조도 여기서 막을 내렸다.

### 이사우리아 왕조에서 바실리오스 1세 즉위까지

#### 레온 3세와 성상 파괴운동의 유행

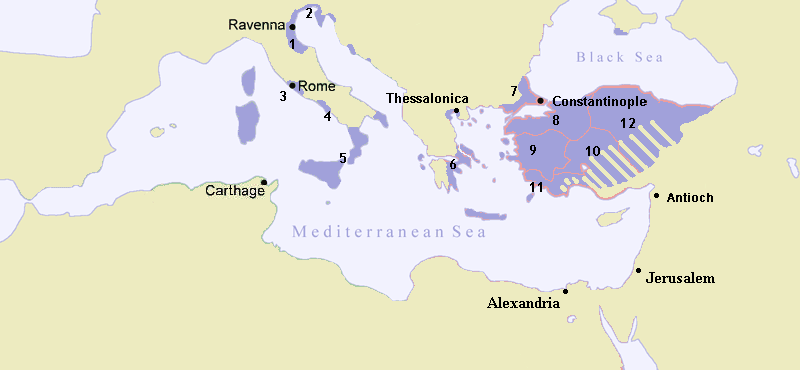
레온 3세 시대의 로마 제국. 717년경. 줄이 그어진 지역은 아랍에 침공받던 곳을 나타낸다.

이사우리아인 레온 3세 황제는 718년에 무슬림에게 반격을 개시하였는데, 주로 테르벨 칸이 도와준 덕분에 불가리아 군대로 하여금 아랍인 32,000여 명을 죽였다. 레온 황제는 또한 소아시아의 테마를 공고히 재조직하는 작업에 본격적으로 착수하였다. 그의 후계자 콘스탄티노스 5세는 시리아 북부에서 아랍에게 대승하고 불가리아의 힘을 크게 약화시켰다.
826년 아랍인이 크레타를 점령하고 뒤이어 시칠리아까지 공격했으나 863년 9월 3일에 페트로나스 장군이 랄라카온 전투에서 멜리테네 아미르인 우마르 알 아크타와 싸워 승리를 거두었다. 한편 크룸 칸의 지도 하에 불가리아가 제국의 큰 위협으로 떠올랐는데, 814년에 크룸의 아들 오무르타그와 평화 조약을 맺음으로써 잠시 동안이지만 숨을 고를 수 있게 되었다.
8세기와 9세기는 성상파괴주의 논쟁으로 종교상 논란과 분열이 극심했던 시대였다. 레온 3세와 콘스탄티노스 5세는 이콘을 금지하고 성상을 파괴하라 명했으나 이에 제국 전역에서 성상 옹호자들이 반란을 일으켰다. 이리니 황후의 노력으로 787년 제2차 니케아 공의회가 소집되어 이콘을 받들되 숭배하지는 않도록 정해졌다. 813년에 아르메니아인 레온 5세가 성상 파괴 정책을 재추진했지만 843년에 테오도라 황후가 콘스탄티노폴리스 총대주교 메토디오스 1세와 타협하여 이콘을 유지하는 방향으로 결정됐다. 성상파괴주의는 동서 교회가 더욱 멀어지는 사태에도 영향을 끼쳤으며, 이 시기의 소위 포티오스 분열로 말미암아 교황 니콜라스 1세 및 서방과의 관계가 나빠졌으며 포티오스가 콘스탄티노폴리스 총대주교로서 승격에 도전했다.

#### 프랑크 제국의 등장
동로마 제국의 황제들은 이탈리아 영토에 대한 종주권 요구를 넘어 이탈리아를 회복해야 할 실지로 여겼다. 랑고바르드 왕국의 군주들은 774년 멸망할 때까지 형식적이나마 콘스탄티노폴리스의 로마 황제에게 매년 조공을 바쳤다. 그러나 774년에 랑고바르드 왕국을 점령한 프랑크 왕국의 왕 카롤루스는 800년 12월 25일 교황 레오 3세로부터 서로마 황제의 제관을 받았다. 동로마 황제들은 예로부터 교황을 자신의 신하로 여겼으며 정치적으로 그들에게 강력한 영향력을 행사하였는데, 이러한 상황에서 반전을 꾀한 레오 3세가 동로마 대신 새로운 보호자로 프랑크 왕국을 택한 것이었다.
로마 황실에서는 카롤루스의 서로마 황제 제관 수여에 민감하게 대응하였고 그를 찬탈자, 가짜 황제로 규정하면서 반발하였다. 다만 카롤루스를 "서로마 황제"로 인정하는 것은 거부하되, 프랑크 왕국의 영토와 그 군사력을 묵살할 수는 없어 "황제"임은 일단 인정했다. 공식 문서에서 로마 제국은 카롤루스를 서로마 황제나 로마 황제가 아닌 프랑크인의 황제, 프랑크 황제라고 지칭하였다. 실제로 동로마 제국은 유일한 로마 제국으로서의 자신들의 역할이 흔들리고 있다고 여겼으며 그에 대한 반응으로 로마인의 우월성 및 정체성을 적극 강조하기 시작했다.
이리니는 자신과 카롤루스와의 혼인 협상을 추진했지만, 고백자 테오파네스의 기록에 따르면 황후의 총신인 아이티오스로 말미암아 이 계획은 좌절되었다. 이후 810년대에 와서 카롤루스의 딸 중 한 명과 콘스탄티누스 6세 사이의 결혼 동맹이 체결되기 전까지, 동로마에서는 프랑크족 출신 군주를 로마 황제로 승인하기를 거절하였다. 카롤루스가 죽은 뒤에 다시 동로마의 군주들은 그 후계자인 경건왕 루트비히나 이탈리아인 루트비히를 칭할 때 라틴어로 '왕'을 의미하는 렉스(Rex), 또는 레기움(Regium)이라 칭함으로써 프랑크 황제의 지위 인정을 거부하였다. 962년 독일 왕국의 오토 1세가 이탈리아 원정 이후에 신성 로마 제국 황제관을 수여받았을 때에도 역시 동로마 제국은 민감하게 대응하였다.

### 마케도니아 왕조의 등장

#### 무슬림과의 전쟁

867년 로마 제국

867년을 전후하여 동로마 제국은 동부와 서부 양방에서 구 위상을 회복했으며, 제국을 방어하는 군사 구조의 효율성 덕분에 황제들은 동방 영토에 대한 재정복 전쟁을 개시할 수 있었다.
재정복 과정은 우여곡절 끝에 이루어졌다. 크레타섬을 잠시 재정복했다가(843년) 로마 군대는 보스포로스 해협에서 패배한 와중에 황제들은 무슬림의 시칠리아 침략을 막지 못했다(827년~902년). 무슬림은 오늘날 튀니지 땅을 거점 삼아 831년 팔레르모, 842년 메시나, 859년 엔나, 878년 시라쿠사, 900년 카타니아, 그리고 마침내 902년에 동로마의 최후 거점이었던 요새 타오르미나를 잇달아 정복했다. 그러나 동로마 제국은 타지에서 설욕에 성공했는데, 이집트의 다미에타로 원정해 승리하고(856년), 멜라티네의 아미르를 무찔렀으며(863년 랄라카온 전투), 유프라테스강 방면으로 반격했다(870년대). 결과적으로 동로마 제국은 시칠리아를 상실하였으나, 바실리오스 1세는 남부 이탈리아 지방만은 잘 지켜내어 향후 200년간 이 땅은 동로마 제국의 영토로 남게 되었다.
904년, 로마를 배반한 트리폴리의 레온이 이끄는 아랍 함대가 제국의 제2도시인 테살로니키를 약탈하면서 동로마 제국은 한 차례의 시련에 직면했다. 동로마 군대는 908년에 아랍 함대를 궤멸시켰으며, 2년 뒤에는 시리아의 라오디키아를 약탈하여 이전의 굴욕을 보복하는 것처럼 보였다. 그러나 동로마 제국은 무슬림 세력이 치명타를 입을 만큼 확실하게 일격을 가하지 못했고, 오히려 아랍인들이 911년에 크레타 수복을 시도하면서 제국 군대를 대타격한 것에서 볼 수 있듯이 동로마 제국과 아랍 간 경계는 번갈아 반격하고 방어하는, 부단히 흘러 움직이는 상황인 일장일단의 형세에 놓이게 되었다. 한편 바랑인이 860년에 콘스탄티노폴리스를 처음 침략하면서 제국의 새로운 위협이 되었다. 941년에 다시 그들은 보스포루스 해협의 아시아 쪽 해안에 나타났으나 이때는 격퇴되었고, 907년에 동로마 제국이 바랑인과 외교 조약을 체결하여 그들의 침략을 방어한 것은 제고된 제국의 군사상의 위상을 재확인해주었다. 바랑인을 무찌른 인물은 당대 유명한 장군이었던 요안니스 쿠르쿠아스였는데, 특히 그는 메소포타미아에서 승리한 것(943년)과 에데사를 재정복하고 콘스탄티노폴리스의 만딜리온 성물을 되찾아온 일(944년)로 제국의 신민들로부터 존경과 축하르르 받았다.
장군 출신의 황제인 니키포로스 2세 포카스(963년~969년 재위)와 요안니스 1세 치미스키스(969년~976년)는 제국의 영토를 시리아 남부까지 넓히고 이라크 북서부의 토후들을 무찔렀으며, 크레타와 키프로스를 아랍으로부터 재탈환하는 업적을 세웠다. 요안니스 1세의 치세에는 동로마 군대가 남으로 예루살렘까지 위협하기도 했다. 그러나 이후 제국 최대 위협으로 떠오른 파티마 왕조가 레반트를 거쳐 북상하면서, 알레포의 함단 토후국과 그 인근 지역만이 동로마 제국의 봉신령이 되었다. 수차례의 전쟁 끝에 바실리오스 1세는 로마령 시리아를 평정하고자 기병 40,000명을 급파하여 아랍의 최후 위협을 격퇴했으며, 이로써 동부에서의 위협은 대부분 소강 상태로 접어들었다. 이후 바실리오스 2세는 불가리아와 시리아에서 승리해 얻은 잉여 자원을 동원해 아랍인이 장악하던 시칠리아를 수복할 원정을 계획한다. 1025년에 바실리오스 2세가 사망한 뒤, 1040년대가 되서야 원정대가 출정하여 당초 목적을 빈약하게나마 이루었다.

#### 불가리아와 제국 간 전쟁

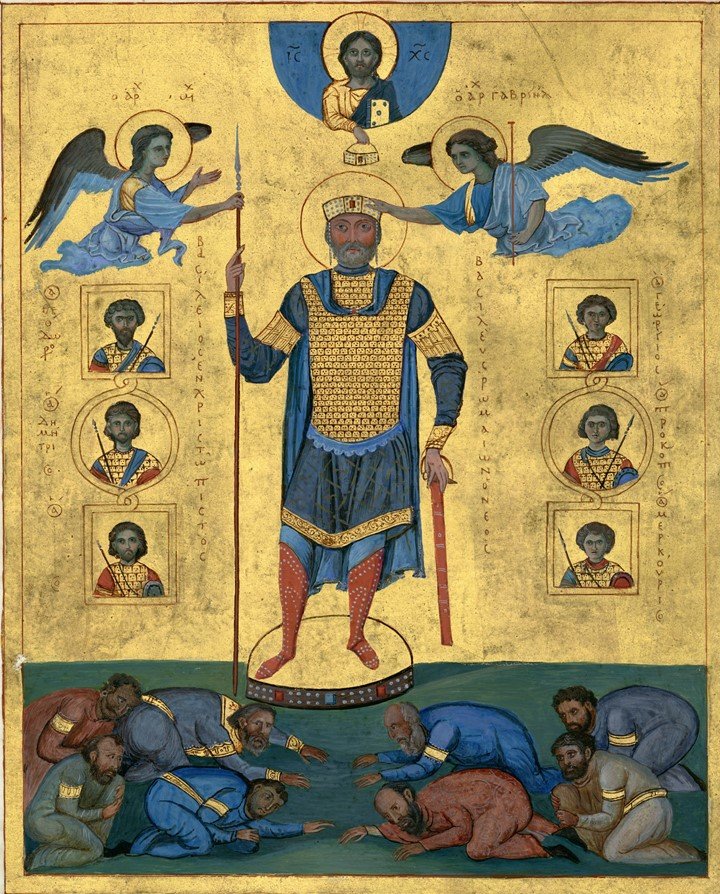
불가록토노스(불가르인의 학살자)라는 칭호를 받은 바실리오스 2세. 그는 마케도니아 왕조에서 동로마 제국의 중흥기를 이끈 마지막 황제였다.

로마 교황청과 콘스탄티노폴리스 총대주교좌 사이에 계속 이어졌던 장기간에 걸친 갈등은, 새롭게 기독교화한 발칸반도의 불가리아에서 양 세력의 종교상 수위권을 놓고 새롭게 떠올랐다. 이 일로 894년에 불가리아의 강력한 차르 시메온 1세가 동로마 제국을 침공했으며 황제는 온갖 외교 수단을 동원해 헝가리인에게 급히 부탁함으로써 이들을 겨우 물리쳤다. 그 뒤 불가로피곤 전투(896년)에서 동로마는 패배했고 불가리아인에게 연공을 바쳐야 했다. 912년에 시메온은 한술 더 떠 동로마 제국이 자신에게 불가리아 황제인 바실레프스의 관을 부여하게 하고 어린 콘스탄티노스 7세 황제에게 자신의 딸을 시집보내게끔 했다. 콘스탄티노폴리스에서 반란이 일어나면서 차르의 계획은 좌절되었으나 그에 대한 보복으로 시메온은 트라키아를 재침공해 아드리아노폴리스를 점령했다.
레온 포카스와 로마노스 레카페노스가 이끄는 원정군이 출정했으나 917년 아켈로오스 전투에서 동로마 제국군은 또다시 패배했으며 이듬해 불가리아인들은 코린토스까지 남하하여 북부 그리스를 유린했다. 923년 아드리아노폴리스가 불가리아 군대의 손아귀에 다시금 떨어졌고 924년에는 콘스탄티노폴리스에서 양측이 공방전을 벌이는 사태에까지 이르렀다. 927년에 시메온이 사망하자 발칸반도의 정세는 그제서야 나아졌다. 968년에 불가리아는 키예프 루스의 스뱌토슬라프 1세에게 침략받았고 3년 후에 요안니스 1세 치미스키스 황제는 도로스톨론 전투에서 루스를 무찌른 뒤 트라키아 동부를 제국 영토로 되돌려 놓았다.

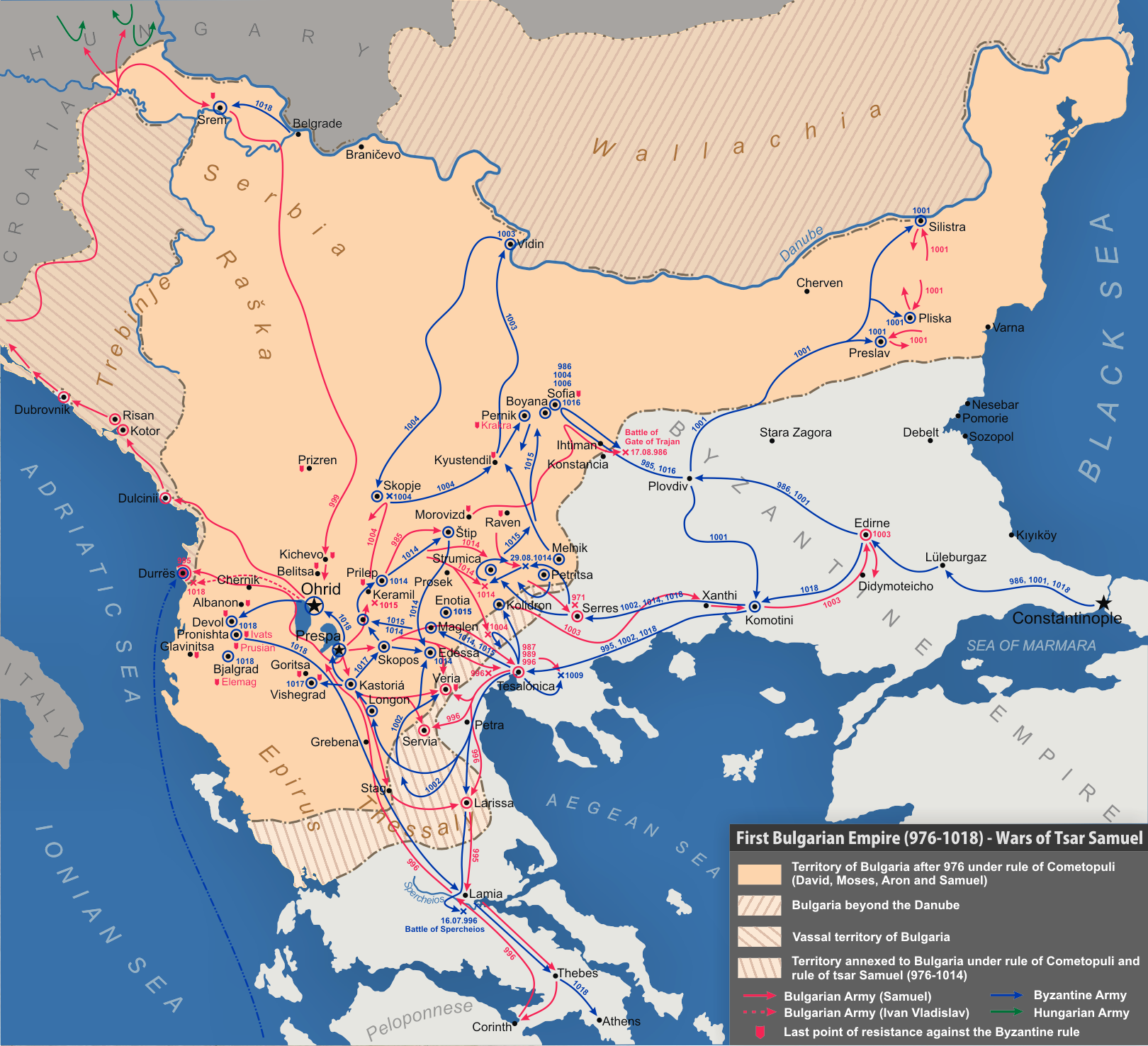
불가리아 제1제국 멸망전 지도

코메토풀리 왕조의 지도 아래에서 불가르인들이 제국에 다시금 저항했으므로, 바실리오스 2세(976년~1025년)는 불가리아의 복종을 우선 과제로 삼아 몇 차례의 원정대를 파견했다. 하지만 바실리오스의 첫 불가리아 원정대는 트라야누스 관문에서 치욕스럽게 패배하였으며 황제는 몇 년 동안 아나톨리아에서 일어난 반란을 진압하느라 불가리아가 발칸 지역에서 자신의 영역을 넓히는 상황을 좌시할 수밖에 없었다. 양 세력 간 전쟁은 거의 20년 가까이 질질 끌렸다.
한 차례 실패를 경험했던 동로마 제국은 이후 스페르키오스 전투와 스코페 전투에서 승리를 거두어 불가리아를 확실하게 약화시켰으며, 해마다 작전을 수행함으로써 적의 유기적인 거점들을 조직의 성격을 띨 정도로 계속 줄여 나갔고 마침내 1014년 클리디온 전투에서 불가리아인들을 완벽히 패배시켰다. 야사에서는 생포된 불가리아 포로들을 100명씩으로 나누어 99명은 눈을 멀게 하고 100번째 병사는 한쪽 눈만 남겨 맹인들을 고향으로 인도하게끔 하였다고 하지만, 공식적으로 확인된 바는 현재까지 없다. 차르 사무일은 한때 용맹했던 불가리아 군대의 참상을 보고 충격으로 죽었다. 1018년, 불가리아의 마지막 요새가 항복했으며 그 지역은 동로마 제국의 영토로 편입되었다. 이 승리 덕분에 동로마 제국은 이라클리오스 시대 이래 처음으로 다뉴브강 일대에 걸친 국경선을 확보했다.

#### 키예프 루스와 제국의 관계
850년부터 1100년까지 이르는 기간 동안, 동로마 제국은 흑해 북부 해안에서 일어난 키예프 루스와 이런저런 관계를 맺었다. 양국의 관계는 동슬라브족의 역사에 오랫동안 영향을 끼쳤다. 제국은 곧 키예프 루스의 무역과 문화 교류의 주요 상대가 되었으나 늘 사이좋게 관계하지는 않았다. 양 세력은 968년에서 971년에 불가리아에서 전쟁했고 루스인은 동유럽 평원의 하천들을 따라 남하하여 흑해 해안과 콘스탄티노폴리스에 침입하기도 했다. 동로마 제국이 대체로 침공을 격퇴했음에도 불구하고, 루스인은 자신들에게 유리한 조건으로 무역 조약을 체결했다.
포르피로게니타 안나 공주와 블라디미르 대공이 혼인하고 뒤이어 루스가 기독교화하면서 루스와 동로마의 관계는 매우 돈독해졌다. 동로마 제국의 성직자, 건축가, 예술가가 루스의 수많은 성당과 교회 건축에 초빙되면서 동유럽에도 동로마 문화가 전파되었다. 또한 수많은 바랑인들이 로마 군대에 용병으로 복무하였는데, 그중에는 유명한 바랑인 근위대도 있었다.

#### 절정기

동로마 제국의 1025년 영토(가운데가 하얗게 칠해진 곳은 속국을 의미한다). 이 무렵 동로마 제국은 지중해의 강대국이었다.

마케도니아 왕조 치하에서, 동로마 제국의 영토는 동쪽으로는 아르메니아 고원에서 서쪽으로는 남이탈리아의 칼라브리아까지 이르렀다. 동로마 군대는 불가리아를 정복하고 조지아와 아르메니아의 일부 지역을 병합했으며, 안티오키아 바깥에서 이집트의 아랍 침략군을 궤멸시켰지만, 이것만으로는 부족했다. 아랍의 시칠리아 지배를 치욕으로 간주한 바실리오스 2세는 제1차 포에니 전쟁 이래로 계속 로마의 영토였던 이 섬을 수복하기로 계획했으나, 1025년에 황제가 사망하면서 시칠리아 수복은 계획 상에만 그쳤다.
레온 6세는 그리스어로 동로마 법의 완전한 성문화를 이루어내는 업적을 달성하였다. 60권에 달하는 이 기념비적인 작품은 이후의 모든 동로마 법의 기초가 되었고 오늘날에도 여전히 연구되고 있다. 황제는 또한 제국의 행정을 개혁하여 각 지역의 행정 구역(테마/테마타)의 경계를 새롭게 설정했으며, 계급과 특권의 체계를 정비하고 콘스탄티노폴리스의 다양한 무역 길드의 행동을 규제했다. 레온 6세의 개혁은 이전의 제국의 분열을 해소하는 데 많은 도움이 되었을 뿐만 아니라 콘스탄티노폴리스 정부에 대한 중앙집권화적인 정책을 가능하도록 했다. 그러나 제국의 증가하는 군사적 성공은 근본적으로 농민들을 농노나 소작농의 상태로 전락시켰으며, 지방 귀족들의 권력을 강화하고 이들에게 힘을 실어주게 만들었다.
이 시기에 콘스탄티노폴리스는 대단히 번영하여, 9~10세기에 약 40만 명의 인구를 가진 당대 유럽에서 가장 규모가 크고 부유한 도시로 거듭났다. 또한 세금 징수, 국내 행정 및 외교 정책을 감독하는 유능한 귀족과 공무원들로 구성된 관료 체계가 조직되기도 했다. 황제들은 또한 서유럽과의 무역, 특히 비단과 금속 세공품 등의 판매를 통해 제국의 부를 늘리는 데에 관심을 가졌다.
11세기에는 종교상으로도 중요한 시기였다. 1054년에 동서 교회의 갈등은 돌이킬 수 없는 위기로 치달았다. 이미 조직 분리가 공식 선언된 바 있었으나 그 해 6월 16일 토요일 오후에 성체 의례 도중 교황이 파견한 특사 세 사람이 하기아 소피아에 들어와 제단에 파문을 내리는 교황 칙서를 놓음으로써 수백년 동안 이어져왔던 점진적인 갈등의 절정인 동서 교회의 분리, 이른바 동서 대분열이 일어났다. 그 원인은 교리적인 논쟁(특히 필리오퀘 문제)을 기반으로 한 것이었으나, 나중에 가서는 행정 및 정치 문제에 대해서까지 확대되어 수세기 동안 끓어올랐다. 동방 정교회와 서방 가톨릭의 공식적인 분리는 동로마의 미래에 대해 여러 결과를 가져올 것이었다.

#### 위기와 분열
그 뒤로 동로마 제국은 수 차례의 시련을 겪었는데, 테마 제도의 관리부실 및 군비 감축 등의 이유가 컸다. 니키포로스 2세와 요안니스 치미스키스, 바실리오스 2세는 기민하게 군대 단위(타그마타)를 개혁했고, 시민군을 직업군으로 개편하는 동시에 일부 전력은 점진적으로 용병을 고용함으로써 충원하는 정책을 펼쳤다. 한편 9세기 이후부터는 외침이 줄어듦에 따라 대규모 진지와 값비싼 요새를 유지할 필요성이 감소했다. 바실리오스 2세는 사망 당시에 풍부한 재정을 확보해두었으나, 정작 후계자 문제를 해결하지는 않았다. 바실리오스의 뒤를 이은 황제들은 아무도 그와 같은 군사·정치적 역량을 갖추지 못했다. 행정 문제는 점차 문민 관료들의 손으로 넘어갔고, 경제를 되살리려는 노력은 물가 상승만 초래했으며 금화 가치를 크게 떨어뜨린 판국에 군대는 불필요하게 재정에 부담을 줄 뿐 아니라 정치상의 위협으로도 비추어졌다. 따라서 동로마 자국 군대는 대부분 해산되었으며 대신 콘스탄티노폴리스 정부는 계약에 따라 비교적 재정부담이 적은 외국인 용병을 부르는 것으로 안보 문제를 해결하려 시도했다.
이러한 상황에서 동로마 제국은 새로 등장한 야심 가득한 외적의 침략에 직면했다. 8세기 초에 이탈리아에 나타난 노르만족이 남부 이탈리아의 로마 영토를 침공했다. 1054년에 동서 교회 분열이 일단락되기까지 양 교회가 싸우는 사이에 노르만족은 느리지만 꾸준히 동로마령 이탈리아 영토로 진출했다. 또한 1069년에 동로마 제국은 크로아티아의 페타르 크레시미르 4세의 침공으로 달마티아 해안 도시에서의 영향력을 잃었다. 그러나 최대 재앙은 소아시아에서 일어났다. 1065~1067년 사이에, 중앙아시아에서 발흥한 셀주크 튀르크가 제국 국경을 넘어 아르메니아 및 조지아 일대로 군사 원정을 감행한 사태가 바로 그것이었다. 이로 말미암아 아나톨리아 군사 귀족의 힘이 커졌고, 군부 출신의 로마노스 4세 디오예니스가 1068년에 황제로 선출되었다.

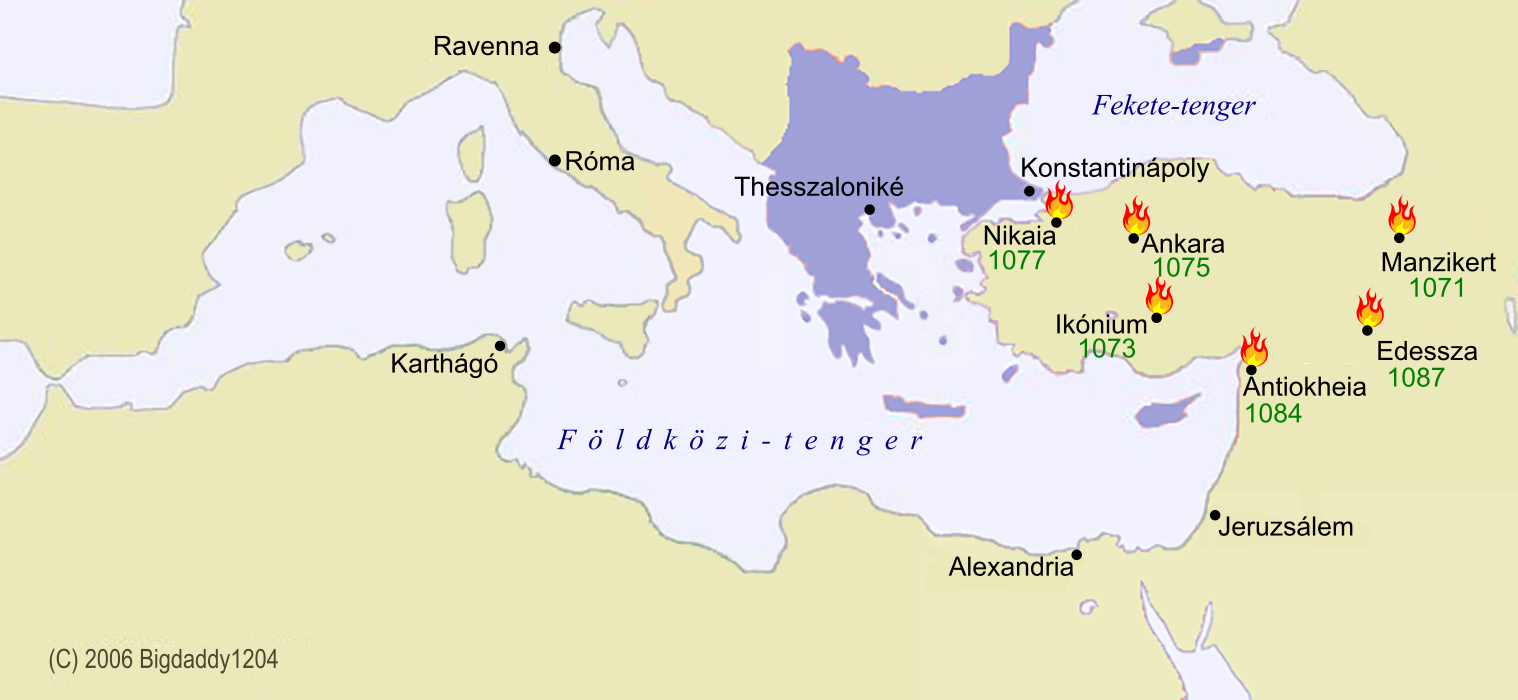
만지케르트 전투 이후인 1080년대 무렵 동로마 제국의 영토. 아나톨리아 영토를 거의 다 상실한 것이 보인다.

2년 뒤인 1071년 여름부터, 로마노스 4세는 셀주크 세력을 소탕하기 위해 동부 지역에 대규모 군사 작전을 개시했다. 하지만 만지케르트 전투에서 알프 아르슬란이 이끄는 셀주크 군대에게 동로마 제국군은 궤멸되었으며 로마노스 4세가 포로로 잡히는 초유의 사태가 일어났다. 알프 아르슬란은 황제를 제대로 예우했고 동로마 제국에 가혹한 조건을 강요하지도 않았으나 이미 콘스탄티노폴리스에서는 미카일 두카스를 지지하는 정변이 일어난 뒤였으며 니키포로스 브리에니오스와 니키포로스 보타니아테스가 미하일 두카스에게 반발했다. 동로마 제국이 정치적으로 혼란한 사이, 셀주크족은 1081년까지 동쪽으로는 아르메니아로부터 서쪽으로는 비티니아에 이르는 아나톨리아 고원 전체를 석권하였으며 콘스탄티노폴리스에서 불과 88 km 떨어진 니케아에 도읍을 두었다.

### 콤니노스 왕조와 십자군

#### 알렉시오스 1세와 제1차 십자군

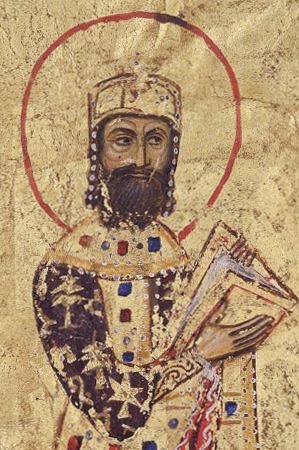
콤니노스 왕조의 창시자 알렉시오스 1세

만지케르트에서 패배한 이후, 콤니노스 왕조의 혁혁한 노력 덕분에 동로마 제국의 국력은 어느 정도 회복될 수 있었다. 콤니노스 왕조의 첫번째 황제는 이사키오스 1세(1057년~1059년 재위)였고 두번째 황제인 알렉시오스 1세는 등극하자마자 로베르 기스카르와 그 아들 보에몽 드 타란토가 이끄는 노르만족에 침략받았는데, 이들은 디라히온과 케르키라를 점령하고 테살리아의 라리사를 포위했다. 1085년에 기스카르가 죽으면서 노르만족 문제는 일시적이지만 완화되었다. 이듬해에 셀주크 술탄 역시 사망하면서 튀르크인들은 내적으로 분열되었다. 알렉시오스는 1091년 4월 28일에 레부니온 전투에서 북부 안보를 지속적으로 위협하던 페체네그인을 자력으로 급습하여 섬멸했다. 서부 국경의 안정을 확보한 알렉시오스는 악화된 경제 상황과 더불어, 예로부터 제국의 고질적인 문제였던 영토 방위 문제에 주목했으나 문제는 튀르크인들이 차지한 소아시아 고토를 회복하기에는 인력이 너무나도 불충분했다. 따라서 황제는 마지못해 서유럽에 도움을 요청하기로 결정했다.
1095년, 피아첸차 공의회에서 알렉시오스 1세의 사절단이 교황 우르바노 2세에게 동방에서 기독교도가 겪는 어려움을 전하고, 만약 서방이 돕지 않는다면 이들이 계속 무슬림에 지배받게 되리라고 역설했다. 교황은 알렉시오스 1세의 요청이 서유럽 국가들을 결합시키면서도 자신의 권력을 강화할 절호의 기회라고 판단했다. 1095년 11월 27일, 우르바노 교황은 클레르몽 공의회를 소집하여 모든 기독교인들이 십자가의 표식하에 무기를 들고 예루살렘과 동방을 무슬림에게서 탈환하기 위해 순례적인 성격의 무장 군사 원정을 개시할 것을 촉구했다. 서유럽은 매우 흥분하여 미친 듯이 날뛰었다. 이리하여 십자군 전쟁 및 제1차 십자군 원정(1096~1099)이 시작되었다. 그러나 이는 재앙이었다. 왜냐하면 그들은 동로마를 도와주기보다는 소아시아에 자신의 속주들을 세우는 데에만 더 관심을 가졌기 때문이었다. 동로마 입장에서도, 단기적으로는 안보 부담이 한층 감소하는 듯 했지만 장기적으로 보았을 때는 자신들에게 맞먹거나 어떤 부문에서는 오히려 능가하게 될 정도로 부쩍 성장한 가톨릭 서구권과의 충돌을 예고하는 것이었기 때문에 큰 위협이 아닐 수 없었다.

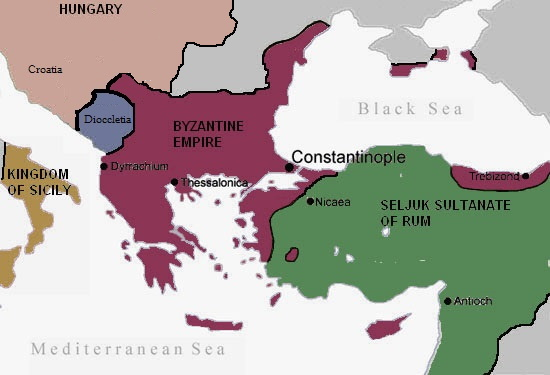
제1차 십자군(1095–1099) 직전 동로마 제국(붉은색)과 룸 셀주크족(녹색).

알렉시오스 1세는 서방이 용병 형태로 병력을 지원해주리라 예상했으며, 이렇게 거대하면서도 잘 훈련되지 않은 민병대 수준의 군대가 재빨르게 동로마 영토로 들어올 것이라고는 상상도 못했기 때문에 아무런 준비가 되어 있지 않았다. 황제는 십자군 주력군의 지휘관 8명 중 보에몽을 비롯하여 4명이 노르만족인 사실에 불만을 가졌으나, 십자군이 콘스탄티노폴리스를 통과하게 되는 상황이 오자 이들을 어느 정도 통제할 것이라고 다짐하였다. 알렉시오스는 자신은 십자군에게 길을 안내하고 이들을 호위하도록 하는 대신, 십자군 지휘관들이 성지로 가는 도중에 튀르크인에게서 정복한 모든 도시와 영토를 동로마 제국에 반환할 것을 요구했다. 십자군 측 대부분은 이에 서약하였다. 알렉시오스 1세는 십자군의 도움에 힘입어 수많은 중요 도시와 도서를 비롯해 소아시아 서부 상당 지역을 회복할 수 있었으나, 십자군은 안티오키아 공성전 당시 알렉시오스가 자신을 돕지 않자 당초에 했던 서약이 무효라고 판단한다. 보에몽은 스스로를 안티오키아의 공작이라 칭하면서 동로마 제국에 곧장 선전포고했으나, 1108년에 데아볼리스 조약을 체결한 뒤 알렉시오스 1세의 봉신이 되는 것에 합의함으로써 그의 치세에 노르만족의 위협은 일단락되었다.

#### 요안니스 2세와 마누일 1세, 그리고 제2차 십자군

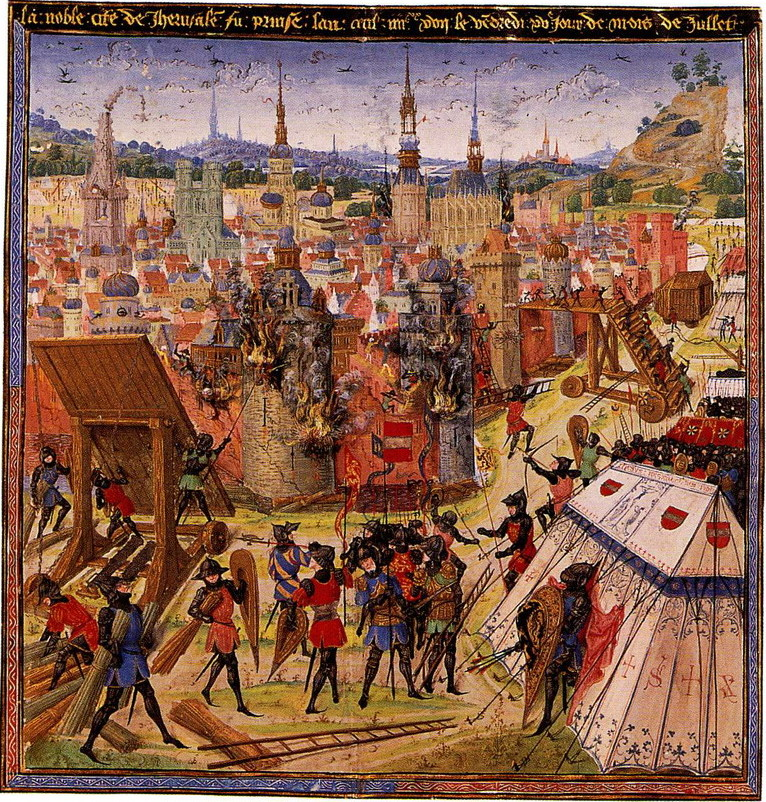
제1차 십자군 원정 당시 예루살렘 공성전을 묘사한 중세 필사본

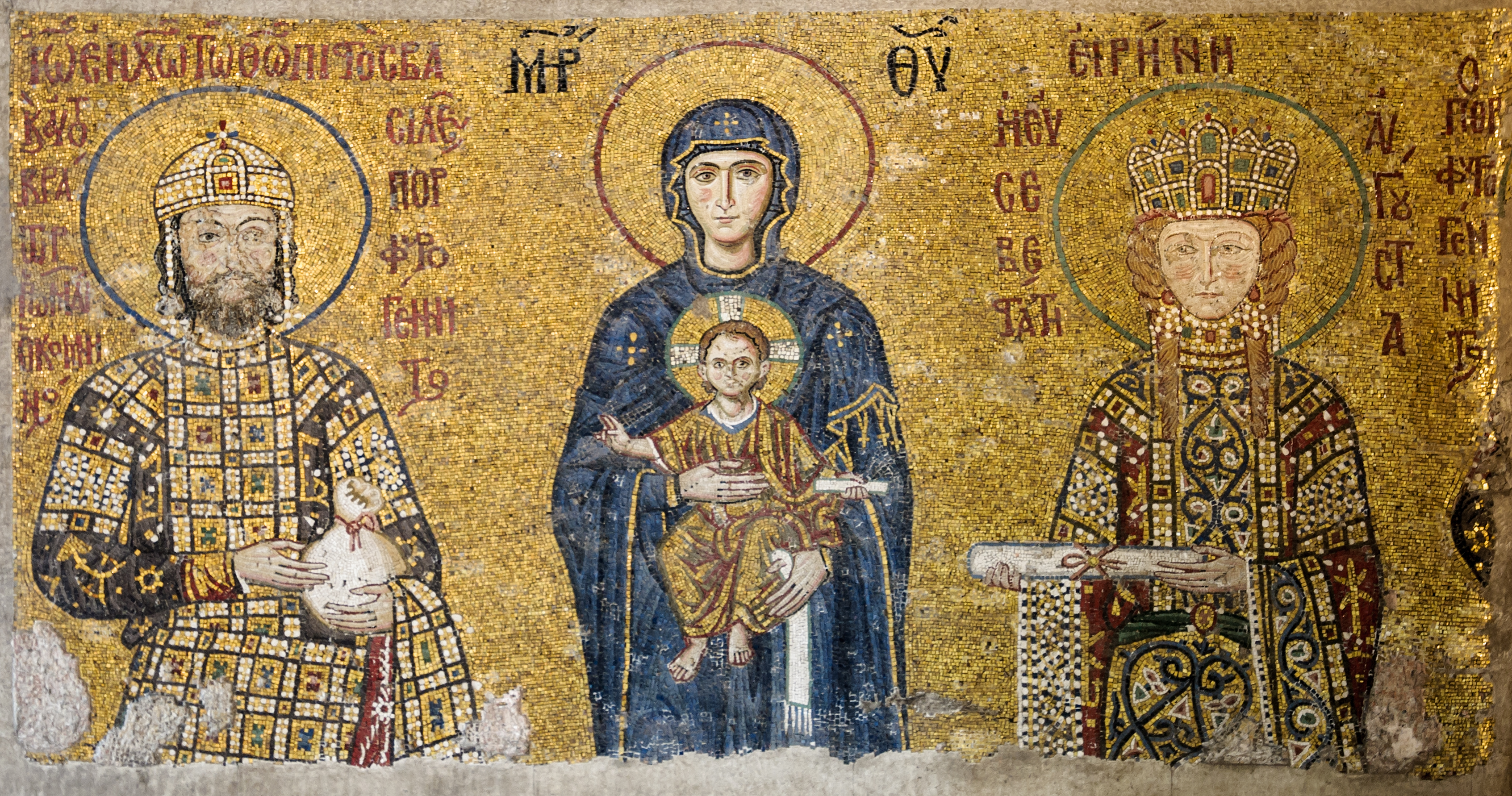
요안니스 2세 콤니노스(왼쪽)와 그의 황후 헝가리의 이리니(오른쪽)가 묘사된, 콘스탄티노폴리스(오늘날 이스탄불)의 하기아 소피아 성당에서 발견된 모자이크. 가운데에는 성모 마리아와 예수가 보인다. 12세기의 작품.

1118년, 알렉시오스 1세의 아들인 요안니스 2세 콤니노스가 부친을 계승하여 제위에 올랐다. 성실하고 심신을 바침으로써 있는 힘을 다하는 황제인 요안니스 2세는 반세기 이전 만지케르트 전투에서 제국이 입은 손실의 만회에 적임자였다. 경건하고 온화하며, 공정한 정치로 유명한 요안니스 2세는 잔인한 방식이 통하던 당시에는 극히 드물게도 도덕적인 지도자였는데, 이러한 연유로 그는 동로마 제국의 마르쿠스 아우렐리우스로도 불렸다. 25년에 걸친 치세 동안 요안니스 2세는 서방의 신성 로마 제국과 동맹을 맺었고, 베로이아 전투에서 페체네그인을 절멸에 이를만큼 확실하게 격퇴했으며 소아시아에서는 튀르크인들을 상대로 수많은 전쟁을 친히 지휘했다. 그 덕분에 이 기간 동안 동방에서의 힘의 균형은 튀르크에게서 동로마 제국으로 바뀌었고, 제국의 군대는 소아시아 반도의 수많은 읍락, 요새, 도시를 수복했으며 1120년대에는 헝가리인과 세르비아인의 위협을 좌절시켰을 뿐만 아니라 시칠리아 왕국의 노르만족 왕 루지에로 2세에 대항하여 독일 황제 로타르 3세와 동맹을 맺는 성과를 거두었다.
치세 후반기에, 동방에서 주로 활동한 요안니스 황제는 멜라티네의 다니슈멘드 토후국을 무찌르고 킬리키아 전역을 재정복했으며, 안티오키아 공작 푸아티에의 레몽을 제압하여 십자군에 대한 동로마 제국의 우월성을 확인했다. 또한 요안니스 2세는 동로마 황제가 기독교 세계의 지도자라는 사실을 알리고자 동로마 제국 및 십자군 국가들의 연합군을 앞세워 성지로 진군하였으나, 십자군 동맹들이 배반하여 그의 희망은 좌절되고 말았다. 1142년에 요안니스 황제는 안티오키아를 재압박하여 자신의 주장을 관철하려고 했지만 이듬해 봄에 사냥 도중 급작스럽게 불의의 사고로 사망하였다. 그러자 레몽은 용기를 얻어 킬리키아를 침공했으나 패배하고 새로운 동로마 황제에게 자비를 청하고자 콘스탄티노폴리스로 가야 했다.

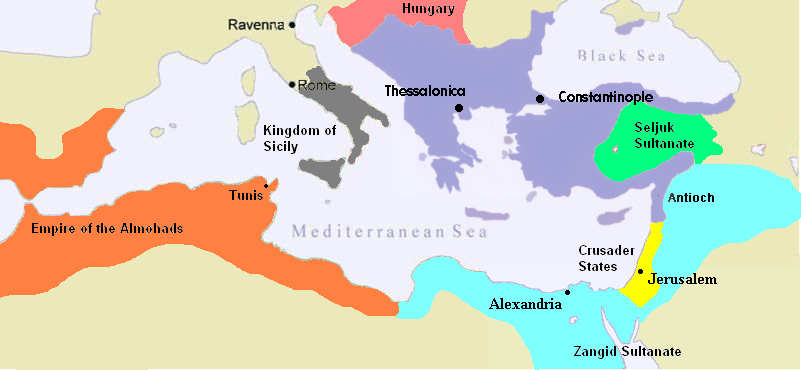
콤니노스 시대가 막바지에 접어든 1180년경, 동로마 제국과 주변 국가들

요안니스의 후계자는 그의 넷째 아들 마누일 1세 콤니노스였다. 마누일 1세는 동부와 서부 양면을 오가면서 이웃한 국가들을 상대로 공격적이고 확장주의적인 정책을 펼쳤다. 특히 팔레스타인에서 그는 예루살렘 왕국과 동맹을 맺고 대규모 함대를 파견하여 이집트의 파티마 왕조를 침공했다. 또한 마누일은 안티오키아의 공작 르노 드 샤티용 및 예루살렘 왕 아모리 1세과 협정을 조인해 십자군에게서 우위를 확보했고 이를 바탕으로 십자군 국가의 지배자로서 국제 사회에서의 자신의 위치를 강화하였다. 1155년에 마누일 1세는 남부 이탈리아에 있는 여러 항구를 재장악하고자 이탈리아로 원정대를 보냈으나 내부 분열 때문에 원정은 결국 실패했다. 1167년 마누일은 헝가리 왕국을 침공하여 시르미움 전투에서 헝가리를 대파했다. 1168년에 아드리아해 동안 대부분을 장악한 마누일 황제는 교황을 포함한 여타 서방 기독교 왕국의 통치자들과 수차례 동맹을 맺었으며 이러한 외교적 노력을 통해 제2차 십자군의 위협을 무사히 넘길 수 있었다. 동부에서, 마누일 1세는 1176년 미리오케팔론 전투에서 튀르크인에게 대패했지만, 패배로 입은 손실은 이내 금방 만회되었고 다음 해에 마누일의 동로마 군대는 튀르크인들을 무찔렀다. 히엘리온-리모키르 전투에서 튀르크 침략군을 섬멸한 로마 군대 사령관 요안니스 바타체스는 수도에서 군대와 함께 진군했을 뿐만 아니라 현지에서 군대를 추가로 모집할 수 있었는데, 이는 동로마 제국의 군대가 여전히 강력하며 소아시아 서부의 방어 제도가 아직 건재하다는 신호였다.

#### 12세기의 부흥
요안니스 2세와 마누일 1세는 활발한 군사 원정을 단행하여 도시 및 주요 거점들을 공격하고 방어하는 활동에 상당한 자원을 동원하면서도, 공격적인 요새화 정책을 제국 군사 정책의 핵심 기조로 삼았다. 비록 동로마 제국이 미리오케팔론에서 한 차례 패배를 겪었지만, 알렉시오스 1세, 요안니스 2세, 마누일 1세의 정책 덕에 광대한 영토를 확보할 수 있었으며 소아시아 및 유럽 양방 국경의 안정성을 높였다. 1081년부터 1180년까지 콤니노스 왕조 치하의 동로마 군대는 제국의 안보를 확립하고 동로마 문명이 번영을 구가하도록 하였다.
이를 통해 서방 속주는 12세기 말까지 지속된 경제 부흥을 이룰 수 있었다. 7세기에 페르시아의 침입을 받은 이래로 콤니노스 시대의 동로마 제국은 경제적인 측면에서 그 어느때보다 가장 번성했다. 12세기 내내 제국의 인구는 급격히 증가했고, 농지 면적이 확대되면서 생산력 역시 매우 증대되었다. 유럽과 소아시아의 고고학적 증거는 이 무렵에 도시 및 정착지의 규모가 상당히 커진데다가 새로운 도시 수가 눈에 띄게 증가했음을 보여준다. 무역도 번성하였는데, 특히 베네치아나 제노바의 상인들은 에게해에 있는 항구에서 출발하여 콘스탄티노폴리스를 중계 거점으로 삼아 십자군 왕국을 거쳐 파티마 왕조의 이집트까지 이르는 광범위한 지역에서 당대 무역을 주도하였다.

### 쇠퇴와 분열

#### 앙겔로스 왕조

앙겔로스 왕조 후반기의 동로마 제국

1180년 9월 24일에 마누일 1세가 사망하자, 당시 11살이었던 아들 알렉시오스 2세 콤니노스가 제위에 올랐다. 알렉시오스는 정치에 무능했고, 친서방 세력을 등에 업은 안티오키아의 마리아 탓에 섭정은 인기가 없었다. 결국 알렉시오스 1세의 손자 안드로니코스 1세 콤니노스가 어린 황제에게 반기를 들고 정변을 일으켰다. 1182년에 수도로 진군하여 라틴인들을 학살한 안드로니코스는 잠재적인 정적이 될지도 모를 세력들을 제거하고서 1183년 9월에 공동 황제로 즉위했고, 곧 알렉시오스 2세를 처단한 뒤 12살 난 프랑스의 아녜스를 자신의 황후로 맞이했다.

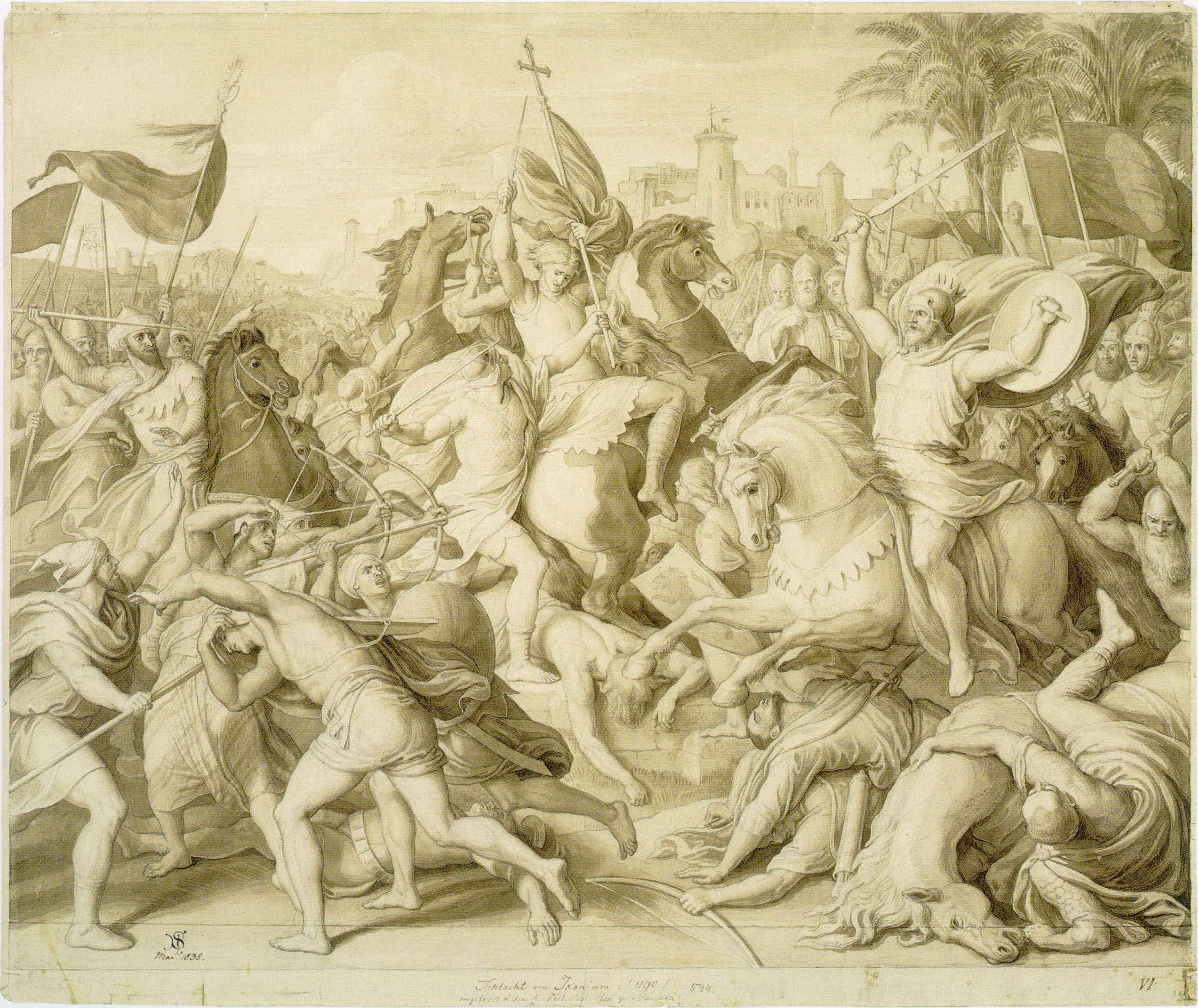
제3차 십자군이 이코니온을 점령했다.

안드로니코스 1세의 출발은 괜찮았다. 특히 그가 단행한 제국 행정부의 개혁은 역사가들에게 높이 평가받았다. 안드로니코스는 궁정에 만연한 부패를 근절하려 시도했는데, 그의 시대에 매관매직이 없어지고 편향 없이 능력과 공로에 따라 관리를 선발했으며, 뇌물의 유혹을 막고자 관료에게 충분한 봉급을 지불했다. 지방 관구에서 안드로니코스의 개혁은 신속하고 괄목할만한 성과를 보였다. 하지만 귀족들은 안드로니코스에게 분노했으며, 상황이 나빠지자 균형을 잃어 처형과 폭력을 일삼는 공포정치로 선회한 안드로니코스는 귀족 세력을 아예 절멸하려고 했다. 귀족과 황제의 권력투쟁은 대규모 살육으로 이어졌고 황제는 정권을 유지하고자 더욱 무자비한 수단을 휘둘렀다.
당시 이사키오스 콤니노스가 키프로스를 장악하고 헝가리의 벨러 3세가 크로아티아 영토를 병합했으며, 세르비아의 스테판 네마냐는 동로마 제국에 독립을 선언한 상황이었는데, 1185년에는 시칠리아의 굴리엘모 2세가 배 300척에 병력 80,000 명을 이끌고 동로마 제국을 대대적으로 침략했다. 안드로니코스는 수도를 방어하고자 100척 규모 소함대를 동원했으나 황제가 보낸 암살자를 도로 죽인 이사키오스 2세 앙겔로스가 시민에게 지지받아 권력을 잡고 안드로니코스 황제를 죽였다.
이사키오스 2세와 그의 동생 알렉시오스 3세 시대에 동로마인들은 중앙집권적인 제국 행정부와 방어 체계가 붕괴되는 것을 보았다. 노르만족은 그리스 일대를 약탈했고, 발칸반도에서는 1186년에 블라흐족과 불가르족이 반란을 일으켜 불가리아 제2제국을 세웠다. 그러는 사이에 앙겔로스 왕조는 막대한 국고를 탕진했으며 궁정에서는 부정 부패가 만연했다. 동로마 제국의 권위는 심각하게 손상되었고 제국 중심에 권력의 공백이 커지면서 나라의 분열을 부채질했다. 1204년 이전에 이미 트라페준타에 일부 콤니노스 왕조 귀족들이 세운 반독립 국가가 있었다는 사료도 있다. 알렉산드르 바실리예프는 "그리스계 출신의 앙겔로스 왕조는 이미 쇠약해졌으며, 분열되고 있던 제국의 파멸을 가속화했다."라고 기록했다.

#### 제4차 십자군

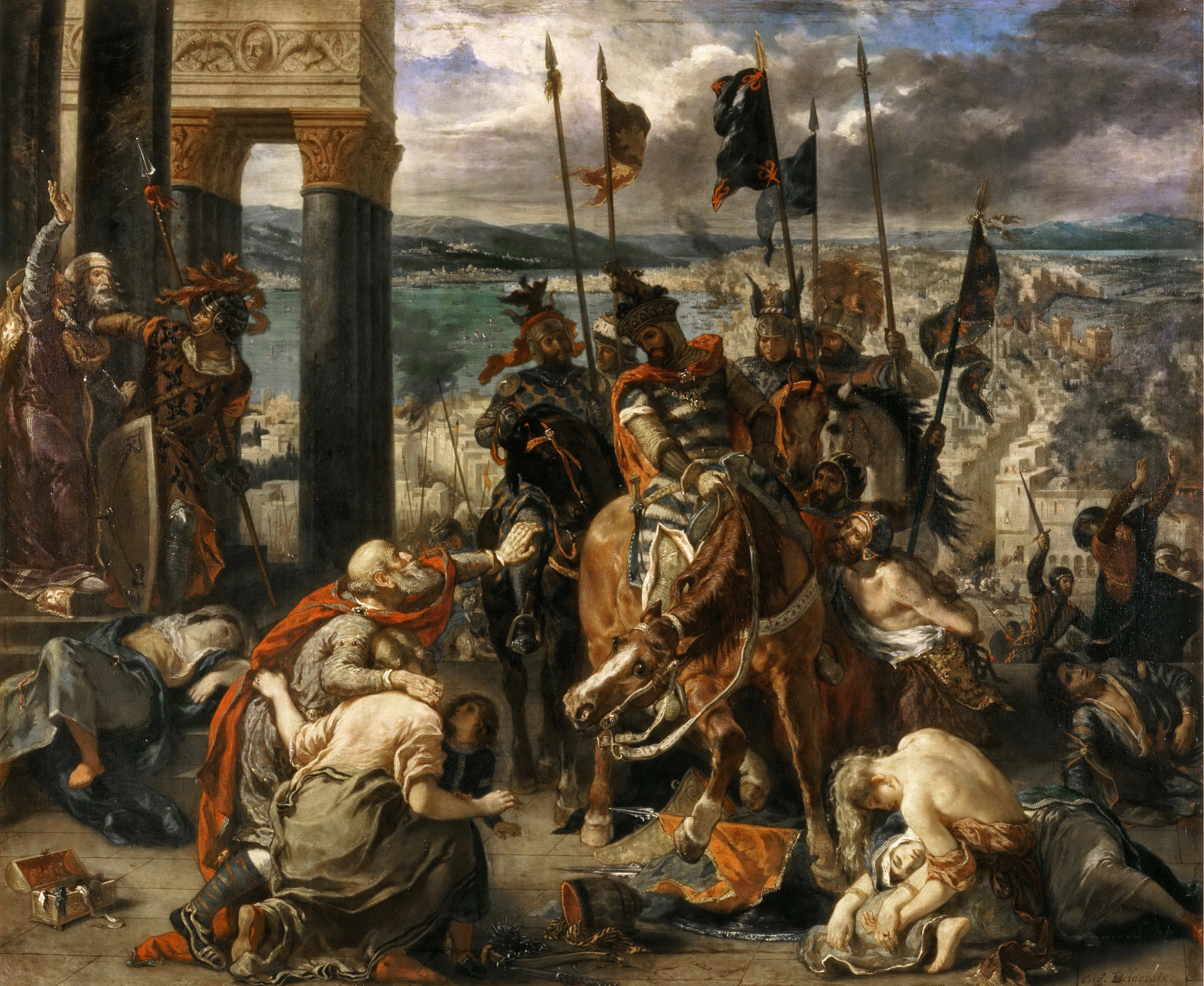
《십자군의 콘스탄티노폴리스 입성》, 외젠 들라크루아, 1840년작.

1198년에, 교황 인노첸시오 3세는 교황 특사 및 회칙서를 통해 새로운 십자군 창설을 제의했다. 당초 이 십자군은 레반트 무슬림 세력의 중심지였던 이집트를 목표로 했다. 1202년 여름에 베네치아에 당도한 십자군은 예상보다 규모가 작았고 이집트로 가고자 고용한 베네치아 함대에 지불할 비용도 불충분했으며, 도제 엔리코 단돌로가 이끄는 베네치아 공화국은 이집트와 밀접하게 교역하는 관계였으므로, 교황과 십자군 양측은 서로 이해관계가 상이했다. 베네치아는 십자군에게 함대 사용료를 지불하는 대신에 달마티아의 차라 항구를 장악해 달라고 요구했고 곧 승낙을 받았다. 1202년 11월 짧은 공성전 끝에 차라 시는 함락되었다. 인노첸시오 교황은 베네치아의 이러한 계획을 알고 서신을 보내어 이들을 파문했지만, 그들을 곤경에 빠뜨리고 싶어하지는 않았으며 이듬해 2월에 이들의 파문을 조건부로 면제했다

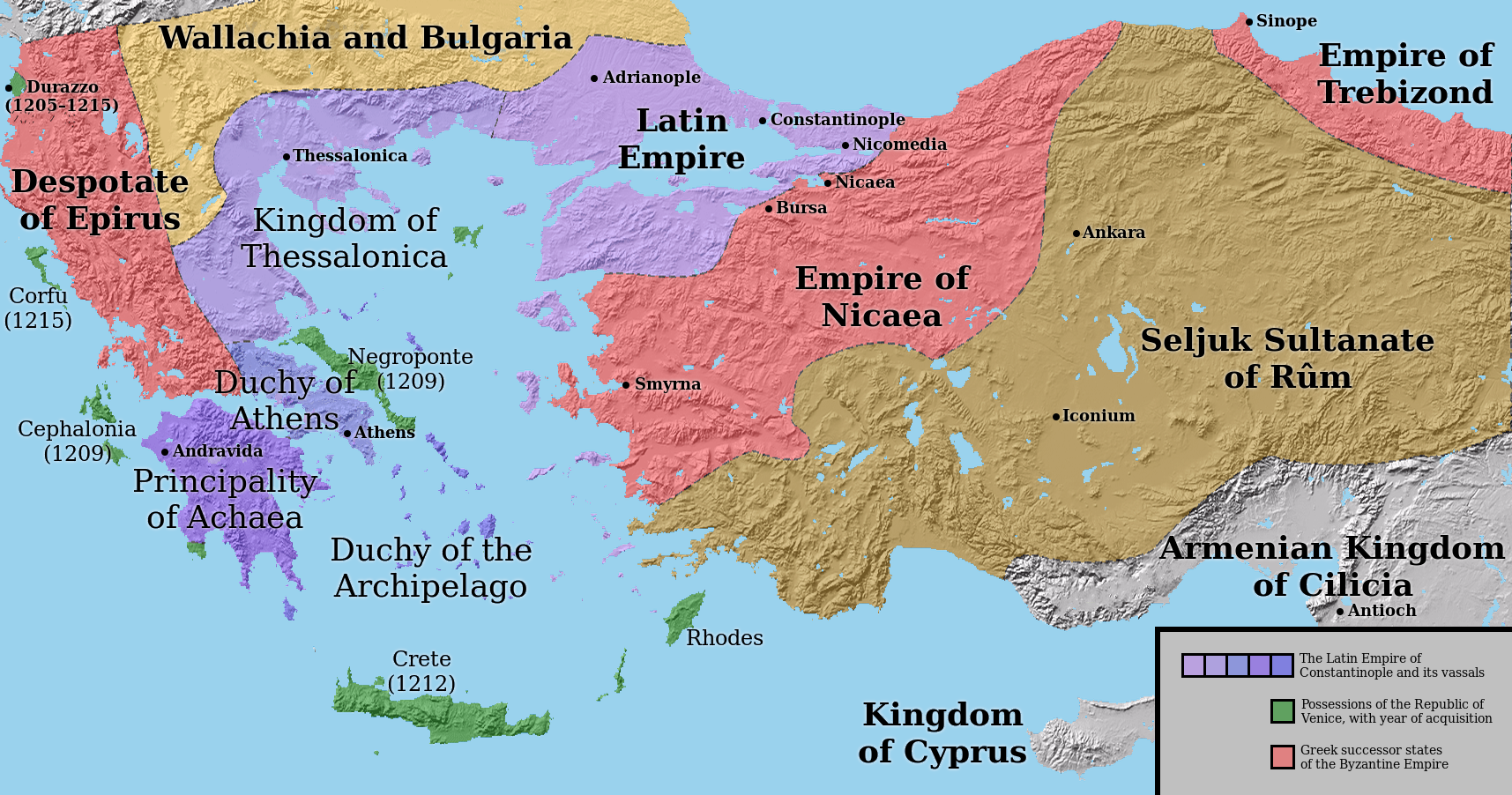
제4차 십자군의 침공 이후 동로마 제국의 분열.

샹파뉴 백작 테오발드 3세가 죽자 십자군의 지휘권은 호엔슈타우펜 왕가 출신의 슈바벤의 필리프의 친구인 몬페라토의 보니파치오에게 넘어갔다. 보니파치오와 필리프는 모두 동로마 제국 황족과 혼인했다. 필리프의 이복형제이자 폐위된 장님 황제 이사키오스 2세 앙겔로스의 아들인 알렉시오스 4세 앙겔로스는 자신을 도와줄 세력을 찾던 와중에 십자군과 접촉했다. 알렉시오스는 동로마제국과 로마의 양 교회를 통합하고 십자군에게 은화 200,000 마르크를 지불하며, 그들에게 합세하여 이집트에 가는데 필요한 모든 물자 및 일정한 수의 병력을 지원하겠다고 제안했다. 인노첸시오는 십자군이 기존 목표였던 이집트가 아닌 콘스탄티노폴리스로 향한다는 계획을 알아챈 뒤 이 도시를 공격하지 말도록 명령했지만, 그의 칙서는 십자군 함대가 차라를 떠나고서야 도착했다.
1203년 여름, 십자군이 콘스탄티노폴리스에 당도했고 알렉시오스 3세는 수도를 탈출했으며 알렉시오스 4세 앙겔로스는 아버지 이사키오스 2세와 함께 공동 황제가 됐으나 그들은 당초에 약속했던 보상을 지급할 수 없었고 얼마 뒤에 알렉시오스 5세에게 폐위당했다. 1204년 4월 13일, 도시를 다시 점령한 십자군은 사흘간 콘스탄티노폴리스에서 약탈과 학살을 벌였다. 값어치를 매길 수 없는 수많은 이콘과 유물 그리고 다른 보물들이 사라졌는데, 후일 이것들은 서유럽과 베네치아에 대거 등장했다. 연대기 작가 니케타스 코니아테스는 심지어 매춘부가 총대주교좌에 앉혀지기도 했다고 말한다. 인노첸시오 교황는 십자군이 자행한 일을 듣고 실망과 분노를 금치 못해 분명한 말로 그들을 비난했으나, 상황은 이미 교황의 손을 떠난 뒤였으며 교황 사절이 직접 십자군에게 성지로 진격하겠다는 맹세를 면제시켜 준 이후로는 더욱 그러했다. 질서가 회복되자 십자군과 베네치아는 전에 맺은 합의를 실행했다. 플랑드르의 보두앵은 황제로 선출되고 베네치아인 토마스 모로시니가 총대주교로 임명되었다. 특히 베네치아는 영토보다는 상업에 더 관심을 가지고 있었지만, 콘스탄티노플의 주요 지역을 차지했으며 그 도제는 '로마 제국 전체의 1/4를 다스리는 군주'라는 칭호를 획득할 수 있었다. 한편 십자군 지도자들은 제국의 영토를 분할하여 라틴 제국을 세웠으나 니케아, 트라페준타, 에페이로스에선 동로마 제국 세력이 건재했다.

### 멸망

#### 망명 정권
1204년 라틴 십자군이 콘스탄티노폴리스를 약탈한 이래로, 그 잔재에서는 동로마 제국의 후계국인 니케아 제국과 에페이로스 공국이 들어섰으며, 콤니노스 왕가의 일원이었던 트라페준타의 알렉시오스 1세는 콘스탄티노폴리스를 약탈하기 몇 주 전에 흑해 연안으로 가서 트라페준타 제국을 건국했다. 세 후계국 가운데 에페이로스와 니케아는 콘스탄티노폴리스를 되찾을 만한 기회가 몇번 있었으나, 니케아 제국은 이후 몇십 년간 생존에 급급했고 13세기 중엽에 이르면 아나톨리아 남부 영토 상당수를 잃었다. 1242년~1243년의 몽골의 침입으로 룸 술탄국이 쇠퇴하자 아나톨리아 각지에는 튀르크 토후들 및 가지들이 각자 공국을 이루며 할거하면서 이 지방에서 동로마 제국의 세력도 약화되었다. 이때 토후 중 한 사람이었던 오스만 1세가 후일 로마 제국을 멸망시킬 오스만 제국을 세우나, 몽골이 침입하여 니케아 정부는 셀주크 세력의 공격을 잠시나마 받지 않게 됨으로써 라틴 제국을 공격하는 데에 역량을 집중할 수 있었다.

#### 콘스탄티노폴리스 수복

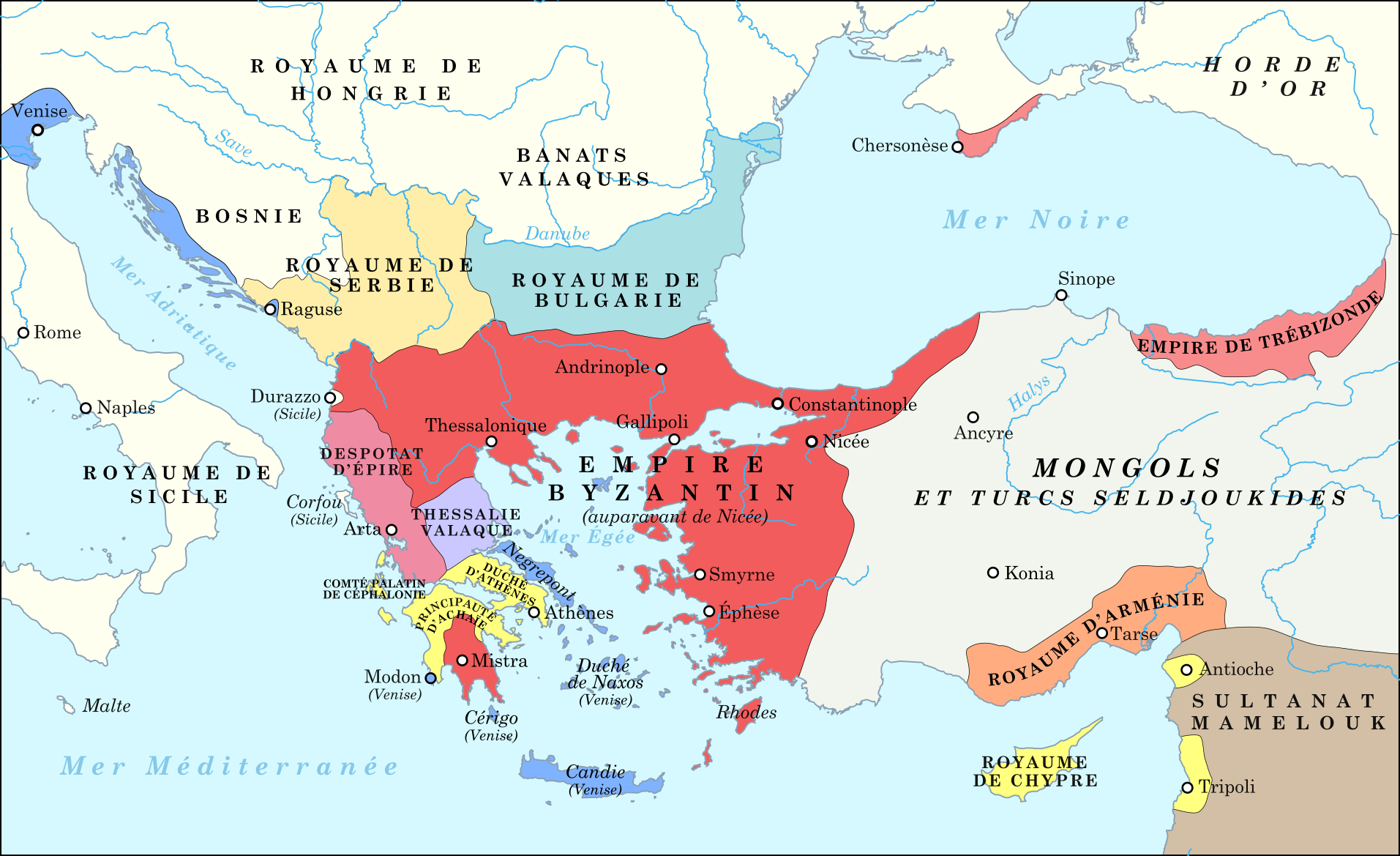
1263년 콘스탄티노폴리스 수복 직후의 동로마 제국

라스카리스 왕조가 세운 니케아 제국은 1261년에 라틴인으로부터 콘스탄티노폴리스를 수복했고 에페이로스 역시 격파하는데 성공했다. 그 덕분에 미하일 8세 팔레올로고스 치세에 동로마 제국은 짧게나마 부흥했으나 전쟁으로 피폐해진 제국은 당시 주변을 둘러싼 적들을 막을 준비가 제대로 되어있지 못했다. 황제는 라틴인과 계속 전쟁을 이어가기 위해 소아시아 영토에 신경을 쓰지 않았으며 중과세 정책을 펼쳐 농민들의 분노를 샀다. 제4차 십자군에 의해 황폐해진 수도를 복구하고자 대규모 건설 사업이 벌어졌지만, 이러한 것들 중 그 아무것도 튀르크인과 무슬림들의 침략에 시달리던 소아시아의 농민에게는 전혀 위안이 되지 못했다.
미하일 8세는 소아시아의 영토를 지키기보다는 유럽 방면으로 영토를 넓히는 쪽을 택했는데, 얼마 동안은 성과를 얻었다. 라틴인에게 수도가 재약탈되는 사태를 피하고자 황제는 교회로 하여금 동로마에 복종하도록 강제했으나, 이것은 그와 중앙행정부를 증오하는 민중들을 향한 임시방편책에 불과했다. 안드로니코스 2세와 그의 손자 안드로니코스 3세는 동로마 제국을 이전의 영광으로 회복시키기 위한 최후의 노력을 시도했다. 그러나 이들은 그 과정에서 악명높은 용병들을 사용하는 실책을 범했다. 특히 카탈루냐 용병대가 농촌 지역을 황폐화시키고 약탈을 일삼으면서 콘스탄티노폴리스 정부는 민심을 상실했다.

#### 오스만 제국의 발흥과 콘스탄티노폴리스 함락

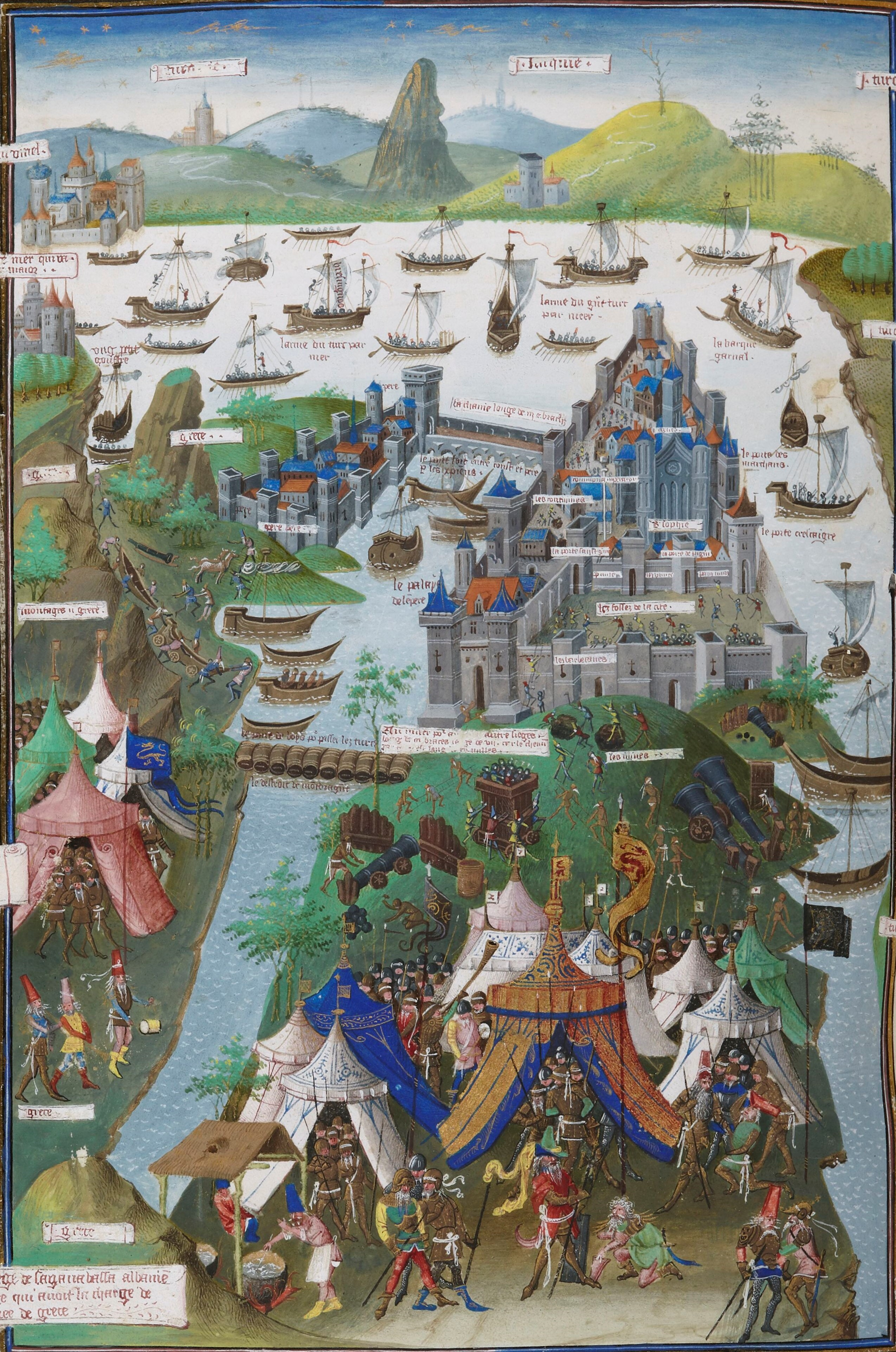
1453년 콘스탄티노폴리스의 함락. 15세기의 프랑스 세밀화.

안드로니코스 3세가 죽고 내전이 발발하면서 상황은 더욱 안좋아졌다. 6년간 이어진 내전으로 인하여 제국은 황폐화되었고 그 와중에 스테판 두샨이 동로마 제국의 잔존 영토들을 점령하고는 세르비아 제국을 건국했다. 또한 1354년에 갈리폴리에서 지진이 일어난 틈을 타서 오스만 제국이 그곳을 점령하고 이를 교두보로 삼아 유럽에 진출하였다. 동로마 제국이 내전을 끝낼 즈음에 오스만 제국은 이미 세르비아를 굴복시켜 봉신국으로 삼은 뒤였다. 마침내 코소보 전투에서 승리를 거두면서, 오스만 제국은 발칸반도의 패자로 떠올랐으며 그 지역 대부분을 점령하였다.

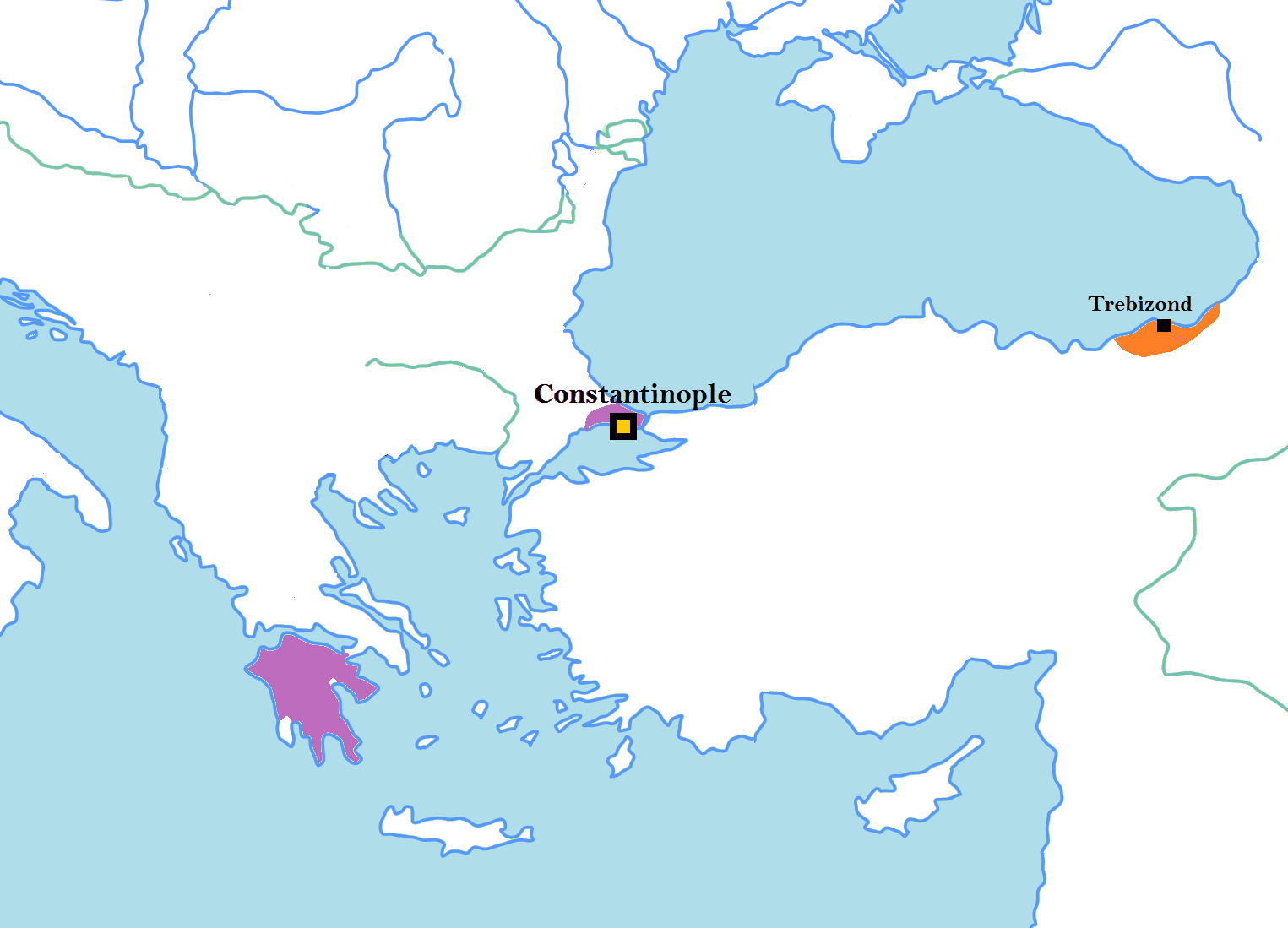
콘스탄티노폴리스 함락 직전의 동로마 영토(보라색). 우측에 있는 주황색 영역은 동로마 후계 국가인 트라페준타 제국의 영토이다.

그제서야 황제들은 서방에 지원을 호소했지만, 교황은 오직 로마 교회와 동방 정교회의 재통합을 조건으로 지원을 고려할 뿐이었다. 제국 행정부는 진지하게 교회 통합을 고려하여 때로는 칙령으로 통합을 명령하기도 했으나, 정교회를 믿었던 주민과 성직자들은 로마의 서방 교회 및 라틴 전례의 권위에 격렬하게 반발했다. 동방의 기독교를 수호하기 위해서 일부 서방 지도자들이 파견한 용병이나 군대가 오기도 했으나, 대부분은 자신들의 일로 말미암아 오스만 제국이 동로마 제국의 잔여 영토를 잠식해나가는데도 아무도 돕지 않았다. 이 시기에 수도 콘스탄티노폴리스는 인구가 급감하여 벌판에 마을 군집이 모인 정도 밖에 안 되는 초라한 도시로 전락했다. 1453년 4월 2일, 오스만 술탄 메흐메트 2세의 군대 80,000여 명과 대규모 비정규군이 도시를 포위했다. 병력수로 열세였던 기독교측이 필사적으로 성벽을 방어했음에도 불구하고 2개월간 벌인 공성전 끝에 1453년 5월 29일에 오스만 제국은 결국 콘스탄티노폴리스를 함락시켰다. 동로마 제국의 마지막 황제였던 콘스탄티노스 11세 팔레올로고스는 적군이 도시 성벽을 장악하자 황제의 예복을 벗고 전투에 뛰어들어 장렬히 전사했다고 전해진다.

## 지리
동로마 제국은 대도시이자 수도인 콘스탄티노폴리스를 중심으로 오늘날의 그리스와 튀르키예를 포함한 영토를 취하였다. 5세기의 동로마 제국은 싱기두눔(현재 베오그라드)에서 동쪽으로 아드리아해를 거쳐 남쪽으로 키레네까지 이어지는 동부 지중해 전역을 장악했으며, 그 영역 안에 존재하는 발칸 반도 대부분, 그리스, 아나톨리아, 시리아, 팔레스타인, 북아프리카(현재 이집트와 리비아 북부), 크레타, 시칠리아, 그리고 크림 반도의 소규모 정착지들을 포함한 광대한 지역이 모두 동로마 제국의 영토였다.
제국의 풍경은 아나톨리아의 비옥한 들판, 길고 넓게 펼쳐진 산맥과 다뉴브강과 같은 여러 지리적 요인들에 의해 정의되었다. 북쪽과 서쪽에는 발칸 반도, 핀도스 산맥, 디나르 알프스, 로도페 산맥, 발칸 산맥이 있었으며, 남쪽과 동쪽에는 아나톨리아, 폰토스 산맥, 반타우루스 산맥이 있어 군대의 통로 역할을 했고, 캅카스 산맥은 제국과 동쪽 이웃 국가들 사이에 놓여 방벽 역할을 해주었다.
동로마 제국의 도로는 콘스탄티노폴리스에서 마케도니아를 거쳐 알바니아 해안까지, 그리고 비아 트라야나에서 아드리아노플(현재 에디르네)를 거쳐 싱기두눔까지 이어져 제국을 육로로 연결시켜주었다. 해상 지역으로는 크레타, 키프로스, 시칠리아가 제국 해군의 요충지였으며 콘스탄티노폴리스와 연결된 주요 항구로는 알렉산드리아, 가자 섬, 카이사레아 섬, 안티오키아 섬 등이 있었다.

## 사회

### 동방 기독교 제국으로의 이행
212년, 제국 전역의 신민들에게 로마 시민권을 부여하는 안토니누스 칙령이 반포되었다. 이것은 로마와 직접적인 관련이 없던 사람들에게까지 권리가 주어졌다는 점에서 로마 국가의 가장 큰 혁신 중 하나였으며, 제국 인구의 3분의 2에 영향을 미쳐 제국의 본질을 근본적으로 바꾸어 놓을 것이었다. 그 후인 249년에 데키우스는 기존의 로마 다신교를 부흥시키기 위해 모든 신들에게 공개적으로 제물을 바칠 것을 요구했는데, 212년의 선례를 따르는 것들 중에는 전례가 없는 규모였으며 제국이 획일적인 종교적 실천으로 나아가는 것을 의미했다.
디오클레티아누스의 284년 헌법 개혁은 아우구스투스 시대부터 이어져 내려오던 왕조 전통을 완전히 종식시키는 것이었다. 국가는 신민들의 사적인 문제에 점점 더 많이 개입하기 시작했다. 콘스탄티누스 1세가 기독교를 지지하고 제국의 수도를 콘스탄티노폴리스로 옮겨버리면서 권력 구조는 영구적으로 바뀌었고, 콘스탄티노폴리스 원로원의 구성은 동방 지역의 정치적인 독립을 가져왔다. 테오도시우스 1세는 이교도의 종교를 본질적으로 금지하는 일련의 칙령들을 공표하였으며, 이로 말미암아 제국 전역에서 이교도들의 희생, 의식, 그리고 예배 장소에 대한 접근이 일체 제한되었다. 올림픽 경기 역시 393년을 마지막으로 폐지되었다.
서기 5세기까지 헬레니즘 문화는 로마의 정체성에 큰 영향을 미쳤다. 기독교 교회에서의 신학적인 논쟁은 그리스어의 중요성을 크게 높였고, 이에 따라 그리스어는 헬레니즘 철학 등의 사상에 크게 의존하게 되었다. 이것은 신플라톤주의와 같은 철학들이 기독교 신학을 거대하고 다양한 관점에서 바라볼 수 있도록 해주었다. 다만 앤서니 칼델리스(Anthony Kaldellis)는 로마의 기독교를 두고 "국가에 더 깊이 통합되는 것 이외에는 별다른 정치적, 사회적, 정치적인 변화를 가져오지 않았다"라고 생각한다.

### 노예제
디오클레티아누스의 개혁이 이루어질 무렵, 로마 영내의 노예는 약 3백만 명(전체 인구의 15%)에 달했다. 유발 로트만(Youval Rotman)은 이 기간 동안 노예제가 변화한 것을 두고 "다양한 정도의 부자유"라고 묘사한다. 이전의 노예들이 했던 역할은 곧 자유민들 사이에서 수요가 많은 직업(가정교사와 같은)으로 대체되었고, 국가는 토지에 묶인 세입자 즉 속주인들을 자유민과 노예 사이의 어딘가로 규정하여 새로운 법적 범주로서 이를 장려했다. 294년, 어린아이들의 노예화는 금지되었고 호노리우스는 전투 포로였던 노예들을 해방시켜 주었다. 후대의 황제들 역시 노예들을 점점 해방시켜주기 시작했다. 제도적인 측면에서 기독교의 영향은 별로 없었지만, 국가 정책은 기독교인들이 노예가 되는 것을 금지시켰으며, 노예 거래에 규제를 매기고 만약 그들이 포로나 노예가 된다면 몸값을 지불하는 것을 의무로 삼게 되었다.
그럼에도 불구하고, 노예제는 안정적이고 꾸준하게 비기독교인들이 공급됨에 따라 지속되었다.

### 사회경제적
농업이 조세의 주요 기반이었으며, 국가는 생산성 향상을 위해 신민들을 한 토지에 영구히 묶으려고 시도했다. 황제는 가장 많은 토지 소유권을 가지고 있었고 그 뒤에는 원로의원들이 있었다. 비록 소도시와 대도시 사이에는 현저한 차이가 있었겠지만, 지역의 총독들은 보통 각각의 지역에서 가장 부유했다. 경제적인 의미에서는 상인, 소지주, 장인으로 구성된 중산층이 존재했으나 그것이 결코 별개의 계층으로 구별되지는 않았다. 대부분의 토지는 중소 규모의 필지로 구성되어 있었을 것이고, 가족들이 경영하는 농장은 농업의 주요 기반 역할을 했다. 속주인들(원시 농노라고도 불림) 중 일부는 자유인이었으나 오늘날 이것은 역사적인 논쟁의 소지가 있다. 7세기 이후 노예는 도시에서는 거의 보이지 않게 되었으나 사회경제적인 지위에서는 주인에게 여전히 종속되어 있는 관계였다.
741년, 결혼이 기독교의 제도가 되면서 더 이상 사적인 계약이 아니게 되었다. 일부일처제는 이미 그 전부터 로마인들 사이에 결혼의 정의로서 널리 퍼져있었지만, 기독교는 이혼과 결혼 이외의 모든 성적 관계를 범죄로 규정하고 이를 금지시키면서 노예제도에서의 권력 관계에 변화를 가져왔다. 결혼은 인구를 유지하고 재산권을 이전하며 노인 가족을 부양하기 위한 방법으로 간주되기 시작했다. 특히 테오도라 황후는 성적 쾌락주의를 어느정도는 제한할 필요가 있다고 말하기도 했다. 여성들은 보통 15세에서 20세 사이에 결혼을 했고, 남성들을 연결시키고 가족들 사이에 경제적인 이익을 창출하는 수단으로 사용되었다. 당대의 사회적인 규범에 따르면 여성은 최대 6명의 자녀를 낳아야 하지만, 이 중에서 건강하게 생존하는 것은 불과 2~3명 밖에 되지 못했다. 이혼은 상호 동의를 하면 가능했으나 시간이 지날수록 강제로 수녀원에 들어가게 하는 등 점차 제한되었다.
모든 여성들에게는 상속권이 주어졌다. 이것은 아마도 국가를 위협할 수 있는 거대한 부를 축적한 부호와 세습귀족들의 출현을 막으려고 시도한 조치 중 하나였을지도 모른다. 과부의 성행(전체 여성의 약 20%)은 여성이 가계와 개인 기업체의 가장으로서 종종 가족 자산을 통제하여 여성들, 특히 일부 황후들의 권력 상승에 조금이나마 기여했음을 의미한다. 여성들은 주로 재산과 관련된 분쟁에 대한 해결을 요구하는 주요 납세자, 토지 소유자, 그리고 제국 법원의 청원인이었다.
교육은 헬레니즘 시대와 고대 로마 시대, 그리고 동로마 시대까지 표준과 연속을 유지했다. 교육의 참여는 자발적으로 이루어졌지만 이를 위해서는 재정적인 수단이 필요했다.

### 여성
비록 여성들은 공식적으로는 남성과 같은 사회경제적인 지위를 가지고 있었지만, 실제로는 법적인 차별에 직면했으나 가질 수 있는 경제적 기회에 직업에 한계가 있었다. 7세기부터는 군인으로 복무하거나 정규직을 맡는 것마저 금지되었고, 교회에서도 부제로 일하는 것이 제한된 여성들은 대부분 '노동집약적'인 가사 책임을 맡게 되었다. 그들은 요리나 섬유 산업과 같은 직종에서 일했는데, 의학, 공중보건, 소매업 등에서 많은 존재감을 드러냈고, 심지어 장인길드에서도 이따금 연습하기도 했다. 일부는 연예인, 숙소 관리인, 매춘부와 같이 사회적으로 평판이 좋지 않은 직업에 종사했다.
여성들은 축제, 행렬, 시위, 히포드롬과 같은 사회 행사에 나가는 등 공공 생활에 참여했다. 그들은 제국의 상징적인 정책에 저항하는 데 중요한 역할을 했다. 이때의 여성 권리는 19세기의 서유럽이나 미국과 별 차이가 없었다.

### 언어

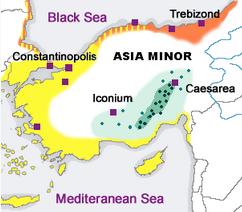
1923년까지 조사된 아나톨리아 반도에서의 그리스어 사용 분포. 노란색은 현대 그리스어이고, 주황색은 폰틱 그리스어이며, 녹색은 카파도키아 그리스어이다.(녹색 점은 1910년 당시 카파도키아 그리스어를 사용하는 마을 공동체를 표시한 것이다.)

제국의 공식적인 공용어는 없었지만 라틴어와 그리스어가 주요 언어였다. 그리스어에 대한 지식은 교육받은 귀족이 되기 위한 요건을 통과하는 데 유용했고, 라틴어에 대한 지식은 군대, 행정, 또는 법률 분야에서 경력을 쌓는 데 유용했다. 라틴어는 기원전 2세기부터, 특히 서부 지방에서 확산되는 시기를 경험했지만 동부 지방에서는 그러지 못했다. 동쪽에서는 그리스어가 헬레니즘 시대의 유산으로서 지배적인 위치를 차지하고 있었다. 특히 궁정, 행정부, 군대를 떠나서 보아도 그리스어는 서방 제국이 멸망하기 훨씬 이전부터 로마의 동부 속주 지역에서 수백년간 쓰인 주요 언어였다. 그리스어는 기독교 교회, 학술, 예술 분야에서 보편적인 언어로 자리잡았으며, 다른 민족이나 여러 속주간 교역에서 링구아 프랑카로 주로 쓰였다. 그리스어는 또한 기독교 교회와 무역에서 널리 사용되기도 했다. 대부분의 황제들은 두 언어 모두를 구사할 수 있었지만, 정치적인 이유로 공적인 자리에서는 라틴어를 선호했는데, 이것은 포에니 전쟁 도중에 처음 시작된 관습이었다.
기원후 3세기 디오클레티아누스의 개혁 이후, 서부에서는 그리스어에 대한 관심과 지식이 감소했으며 라틴어가 동부에서 일시적으로 대두되었다. 그러나 397년 아르카디우스가 판사들이 그리스어로 판결을 내리는 것을 허용하면서 다시 그리스어의 영향력이 증대되기 시작하였다. 이후 439년 테오도시우스 2세가 법적 절차에서의 그리스어 사용 확대를 승인한 것과 더불어 및 448년의 그리스어로 된 첫번째 법 발효, 그리고 최종적으로 460년대에 레오 1세가 그 법을 제정함으로써 동부에서는 확실하게 지배적인 언어가 되었다. 로마 법학자들이 참여하여 만들어진 유스티니아누스 1세의 《로마법 대전》은 거의 대부분이 라틴어로 쓰였지만, 《노벨라 헌법》을 포함하여 534년 이후에 발표된 법률들은 그리스어와 라틴어가 병용되었는데, 이것은 이 시기에 콘스탄티노폴리스 정부가 공식적으로 언어를 그리스어로 전환했다는 것을 시사한다. 유스티니아누스 1세가 서부 지중해 속주를 일시로 회복하면서 라틴어는 학술 언어 뿐만 아니라 일상 구어로 제국에서 계속 쓰였다. 그리스어는 코이네(후에 데모틱 그리스어)로 알려진 구어와 함께 양층언어가 되었고, 코이네가 구어와 신어 표준이 될때까지 더 오래된 문자 형태(아티케 그리스어)와 함께 사용되었다.
기원후 7세기경 이라클리오스 황제가 그리스어를 공식 언어로 삼았다. 이때부터 학술 분야에 쓰이던 라틴어는 교양 계층 간에서도 별로 쓰이지 않았으며 로마 문화에서는 의례 부분에 가끔 등장하는 정도였다. 더불어 민중 라틴어는 제국의 소수 언어였는데, 여러 학자들은 이것이 남부 블라크 언어의 시초가 된다고 주장한다.
라틴어는 4세기에 들어 진화를 거듭해 나갔다. 이후 8세기 즈음에 서부의 붕괴와 함께 아랍 무슬림들의 침입이 이어지면서, 라틴어는 초기 로망스어로 분화하기 시작했다. 유스티니아누스 1세의 통치 이래로, 라틴어는 이라클리오스 시대까지 군대에 남아 있었지만, 결국에는 시간이 지남에 따라 동부에서 아예 사라지게 되었다. 10세기가 되서야 서유럽과의 접촉이 이루어지면서 라틴어에 대한 연구가 점차 되살아났고, 11세기 즈음이 되면 콘스탄티노폴리스에서 라틴어에 대한 지식은 특별하지 않게 되었다..
다민족으로 이루어졌던 로마 제국에서는 다른 언어도 널리 쓰였고 시대마다 이들 중 일부 언어는 각지에서 일정한 한도를 넘지 못하게 막는 공용어로 인정되기도 하였다. 몇몇 증거는 콘스탄티노폴리스뿐만 아니라 제국 국경에서도 수많은 다른 언어들이 존재하고 있었다는 것을 암시한다. 시리아어, 콥트어, 슬라브어, 아르메니아어, 조지아어, 일리리아어, 트라키아어, 켈트어가 대부분을 차지했다. 가장 보편적인 예로, 중세 시대 초입에 시리아어와 아람어는 동부 접경 속주의 교양 있는 계층 사이에서 더욱 범용되는 언어였다. 비슷한 사례로 콥트어, 아르메니아어, 조지아어도 해당 지역의 식자 계층에게 중요한 언어였으며, 나중에는 여러 민족 국가들과 접촉하면서 고대 교회 슬라브어, 블라크어, 아랍어도 각 영향권과 제국 내에서 중요해졌다. 심지어 중국어도 때때로 쓰였다. 하지만 동로마 제국은 다언어 국가였음에도 불구하고, 그리스어가 장려됨에 따라 대부분의 언어가 그에 동화되어 시간이 지날수록 언어의 다양성은 감소되었다.

## 행정과 군사

### 정부
동로마의 정부는 오늘날 보편화되어있는 삼권 분립에 대한 현대적인 이해와 일치하지 않게, "법 위에 있고, 법의 안에 있으며, 법 자체인" 황제에 의해 운영되었다. 콘스탄티노폴리스 군중들의 선언과 457년 총대주교의 취임이 동부에서의 황제의 통치를 합법화시켜 주었다. 동로마 제국이 형성된 이래로 원로원은 독자적인 정체성을 가지고 있었지만, 황제의 궁정이 확장됨에 따라 서서히 희석되었으며 결국에는 콤니노스 귀족들에게 대체되었다. 중앙 정부는 572년의 이전 10년 동안 정점에 다다른 권력을 쥐고 있었다.
새로운 황제의 등극이 항상 평화를 의미하는 것은 아니었다. 포카스(602~610)는 3세기 이래 최초로 군사 쿠데타를 통해 즉위한 황제이며, 그의 통치 기간은 또한 폭력과 반란 그리고 외적의 침략으로 점철되었다. 이후 그는 43명의 다른 황제들과 마찬가지로 비참하고 잔인하게 살해되었다.  이것이 가능했던 이유는 부분적으로 군대가 수도에 가까이 주둔해 있을 때 정치적인 혼란이 일어났기 때문이다. 610년에 개창된 이라클리오스 왕조 이래로 1453년까지 약 9개의 왕조가 있었지만, 그 843년 중 30년을 제외한 대부분의 기간이 혈연이나 친족적으로 연결된 남성 황제들에 의해 통치받았다.(공동 황제의 관행 때문)
디오클레티아누스와 콘스탄티누스 1세 시기에 이루어진 개혁의 결과로, 군대는 민정으로부터 분리되었다. 이것은 7세기에 들어 황제가 임명한 민간 총독에 의해 통치되었지만 인접한 군대가 그곳을 지키도록 하는 제도가 만들어질때까지 유지되었다. 각 지역은 4개의 현으로 묶여 있었고, 군대는 별도로 조직되어 편성되었다. 8세기 말에는 민군 행정을 감독하는, "스트라테고스"라 칭해진 군사 지휘관에 의해 테마라 불리는 여러 행정 구역으로 나뉘어졌다. 레온 6세(886~912)의 통치 기간은 농민과 군인이 더욱 밀접하게 연결된 시기였으며, 군비를 목적으로 세금 체계가 새롭게 짜여진 때이기도 했다.
도시에는 그들만의 통치 조직이 있었는데, 특히 지방 의회, 중앙 정부의 대표단, 그리고 주교가 대표적이었다. 롬바르드족의 침입과 아랍의 파괴는 이러한 양상을 변화시켰다. 7세기부터 시의회는 점차 줄어드는 모습을 보였다.

### 군사

#### 육군
5세기에, 동부에는 고정된 국경 방위부대(리미타네이)와 야전 기동 부대(코미타텐세스)가 배치되었으며 각 부대에는 약 10만 명의 병사가 복무했다. 앤서니 칼델리스는 "재정적으로 확장된 제국이 한 번에 하나의 주요한 적들을 없앨 수 있었다"고 주장한다. 634년에서 642년 사이의 이슬람 정복은 제국의 군대에 중대한 변화를 가져왔다. 4~7세기에 걸쳐 동로마 제국의 야전군은 전문 군대의 핵심을 가진, 일종의 지방화된 민병대와 같은 부대로 변모했다. 정부는 군대에 소모되는 비용과 부담을 그 지역의 주민들에게 전가함으로써 새로운 세금 체계로 그들을 엮었고, 따라서 각 지방은 '테마' 또는 '테마타'로 알려진 군관구로 발전했다. 비록 그들은 수 세기 동안 수많은 도전을 받아 왔지만, 워렌 트레드골드(Warren Treadgold)는 284년에서 602년 간의 동로마 야전군이 서구 세계에서 최강이었다고 언급하며, 앤서니 칼델리스(Anthony Kaldellis)는 마케도니아 왕조의 정복 기간 동안 이들이 동로마 제국의 전 역사에서 전무후무한 최고의 군대였다고 믿는다.
육군 구조는 지방 민병대와 같은 군대, 전문 테마군(투르마이), 콘스탄티노폴리스에 기반을 둔 제국 직속 부대(타그마타) 등으로 다양화되어 있었다. 또한 황제의 호위병이던 타그마 연대도 잘 알려져 있는데, 개중에는 바랑인 근위대와 같이 외국 용병들도 있었으며, 이들의 수는 시간이 지날수록 점점 더 늘어났다. 방어지향적인 테마 민병대는 점차 더 전문화된 공격 야전군으로 대체되었지만, 스스로 들고 일어나서 황제에게 반란을 일으킨 장군들에게 대항하기도 했다. 그들이 팽창하고 있을 무렵, 동로마 제국은 현금 지불로 고용한 6,000명의 바랑인, 또 다른 3,000명의 외국 용병들, 그리고 유급/무급을 가리지 않고 복무하는 시민군을 포함하여 (문서상으로) 약 14만 명의 군대를 운용하고 있었다.
테마군은 정부가 대신 타그마타, 용병, 동맹국 군대에 의존하면서 점차 무의미한 것으로 변했고, 이로 인해 제국의 방어력은 크게 약화되었다. 용병 부대는 정치적 분열과 내전을 더욱 악화시켜 제국의 방어 체계를 붕괴시켰을 뿐만 아니라, 11세기 이탈리아 영토의 상실 및 아나톨리아 심장부의 공격과 같이 심각한 손실을 초래했다. 1081년 이후 콤니노스 왕조의 황제들에 의한 주요 군사 및 재정 개혁은 규모가 작지만 보상이 충분하며 유능한 군대를 다시 설립하도록 했다. 그러나 비용은 여전히 많이 들었으며, 콤니노스 황제들의 접근법인 프로니아 제도로 일컬어지는 일부 귀족들에 대한 의존도는 마누일 1세(1143~1180)의 통치가 끝난 이후에도 사라지지 않고 주요한 문제로 남아 있었다. 

#### 해군
동로마 해군은 지중해 동부를 지배했으며 흑해, 마르마라해, 에게해 등 광범위한 지역에서 작전을 수행했다. 7세기에 아랍 해군의 도전에 직면하면서, 제국의 해군은 대대적으로 재편되었으며 11세기에 베네치아와 제노바에게 넘어갈 때까지 그 지역의 해상 패권을 유지했다. 해군 순찰대는 주민들에게 위협을 알려주는 망루 및 화재 신호 사슬과 더불어 제국의 해안 방어 체계를 구성했으며, 3개의 테마 지역(키비르하오톤과 여타 부속 섬)을 담당하고 훗날 바랑인이 된 노르만인 및 루스인과 같은 용병으로 구성된 제국 함대의 일부였다.
6세기 초에 등장한 드로몬, 유스티니아누스 2세 시기에 등장한 첼란디온과 같은 새로운 형태의 갤리선은 기병을 수송하는 데 사용될 수 있었다. 한편 다른 갤리선들은 노를 몰아 해안 항해를 할 수 있도록 설계되었으며 3~4동안은 버틸 수 있는 식량 및 식수를 저장할 수 있었다. 이들은 670년대에 그리스의 불을 분사할 수 있는 장치를 갖추고 있었고, 바실리오스 1세(867~886)가 전문적인 해병을 만들어냈을 때 해적질이나 약탈 등을 통해 무슬림들의 습격을 견제하였다. 드로몬 및 첼란디온은 10세기에 그들을 대체할 '갈레아이galeai'가 개발되고 12세기에 '카테르곤Katergon'이 전쟁용 갤리선의 표준 단어가 될때까지 지중해에서 가장 진보된 갤리선이었다.

#### 후기 (1204–1453)
수도 콘스탄티노폴리스를 탈환한 니케아 제국 및 1453년까지 통치했던 팔레올로고스 왕조 시기의 동로마 군대는 초기에는 네 종류의 병종으로 구성되어 있었는데, 테레마타리이(의용병) 및 가스무로이, 펠로폰네소스 남부의 차코네스/라코네스(해병), 그리고 프로셀론테스.프로살렌타이(노병) 등이 그것이었다. 하지만 이들은 상비군을 유지할 자금이 부족했기 때문에 용병에 크게 의존하게 되었으며, 또한 소수의 기병들을 제공하는 귀족들(프로니아 제도 대상자)에게 세금 면제 등의 특권을 제공하는 문제는 여전히 주요 문제로 남아있었다. 해군은 1284년에 해체되었으며 이후에 몇 번인가 다시 함대를 재건하려는 시도가 있었지만 모두 이탈리아의 해양 도시국가들에게 방해받아 좌절되고 말았다. 시간이 지남에 따라 야전군과 주둔군의 경계는 재정이 감소함에 따라 점진적으로 희미해졌으며 결국에는 하나의 부대로 합쳐졌다. 잦은 내전과 정치적 혼란으로 제국은 더욱 수렁에 빠져들었고, 세르비아인 및 튀르크인들과 같은 타민족들은 제국의 영토를 점점 잠식해나갔다. 또한 황제들은 흑사병으로 인구가 크게 감소함에 따라 용병에 더욱 의존하게 되었다 결국 팔레올로고스 황제들은 내전에서 승리하기 위해 튀르크인들을 용병으로 불러들인다는 최악의 수를 사용하였는데, 이것은 마침내 그들이 건국한 오스만 제국에게 종속당했을 뿐만 아니라 최종적으로는 멸망에 이르는 결과를 초래했다.

### 외교
서로마가 몰락하고서 제국의 최대 난관은 제국과 주변 세력의 관계 유지였다. 주변 여러 민족들은 공식적으로 정치 제도를 형성할 때 로마 제국을 모방하기도 하였다. 드미트리 오볼렌스키에 따르면, 동유럽의 문명을 보존한 것은 동로마 제국 외교의 기술과 지략 덕분이며, 그 외교는 유럽의 역사에 대한 지속적인 기여 중 하나였다고 한다. 동로마 제국이 오랫동안 존속될 수 있었던 까닭은 전적으로 협상 조약을 통한 적극적인 외교, 동맹국들의 형성, 적국의 적과의 협력 등으로 인한 것이었다고 여겨지는데, 개중에서도 특히 코르도바 우마이야조 및 시칠리아의 아글라브 토후국 사이의 리프족이나 사산조 페르시아와 튀르크인들의 전쟁을 지원하는 것 등이 대표적이다. 또한 이들의 외교는 종종 장기적인 대사관 파견, 잠재적 인질 및 정치적 볼모로서 외국 왕족을 붙잡기, (의도적인 노력으로서) 부와 권력을 과시하여 타국의 방문객들을 압도하는 것을 포함했다. 또 다른 외교로는 4세기부터 '야만적인 지역'에서 좋은 결과로 입증된 정치적 결혼(특히 12세기부터), 칭호, 능청, 뇌물, 사상적인 차별 그리고 정보 기관 등이 있었다.

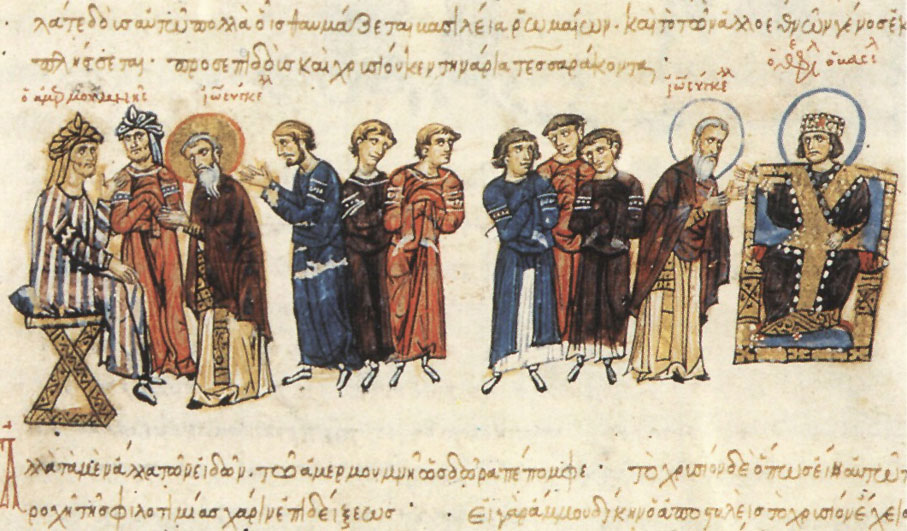
테오필로스 동로마 황제와 알마문 아바스 칼리파가 묘사되어 있는 문법학자 요한의 829년 기록

테오도시우스 1세(379~395) 이후, 동로마 제국의 외교는 그들의 옛 선조였던 로마 공화국의 그것과는 극명한 대조를 이루는데, 특히 전략적 필요성으로서의 평화를 강조한다는 것이 가장 큰 차이점이었다. 6세기에 들어서 더 많은 자원을 소모했음에도 적국들에게는 이전보다 더 적은 위협이 가해졌고, 국방비로 소모되는 예산은 엄청났으며, 외교 문제는 다극화되었을 뿐만 아니라 더 복잡해졌다. 더 나아가서는 제국의 주요 소득인 농업을 보호하고 수많은 침략적인 이웃국가로부터 스스로를 보호하는 데 어려움을 겪음으로써, 전쟁을 피하는 것이 점점 선호되었다. 4~8세기 사이에 동로마 제국의 외교관들은 '오르비스 로마누스Orbis Romanus (로마 세계)'로서의 동로마 제국의 지위와 더불어 국가로서의 정교함을 적극 활용했고, 이는 옛 로마 영토에 새로운 정착지를 형성하는 데 영향을 미쳤다. 동로마 외교는 신생 국가들을 그들과의 의존 관계로 끌어들였으며, 기독교를 도구이자 매개체로서 사용하여 제국이 지배하는 국제 사회 및 국가들(에쿠메네) 사이에서 연결망을 형성했다. 이것은 조약을 신설하고, 새로운 통치자를 왕의 가족으로 맞이하는 등의 성과를 거두었지만, 무엇보다 가장 중요한 것은 에반겔로스 크리소스가 "비잔틴 칼리파국Byzantine Caliphate"라고 칭했던 것처럼 사회적 태도 및 가치, 제도를 통해 그들을 동화시키는 것을 중점으로 두었다는 데 있다. 그러나 이슬람 국가들과의 외교는 인질과 같은 전쟁 관련 문제를 중심으로 한 예방 외교나 적대행위 방지 등의 성격을 띠고 있었기 때문에, 여타 국가 및 민족들과의 외교적인 영향력에 비하면 덜 개방적이었다는 점에서 차이가 있었다.

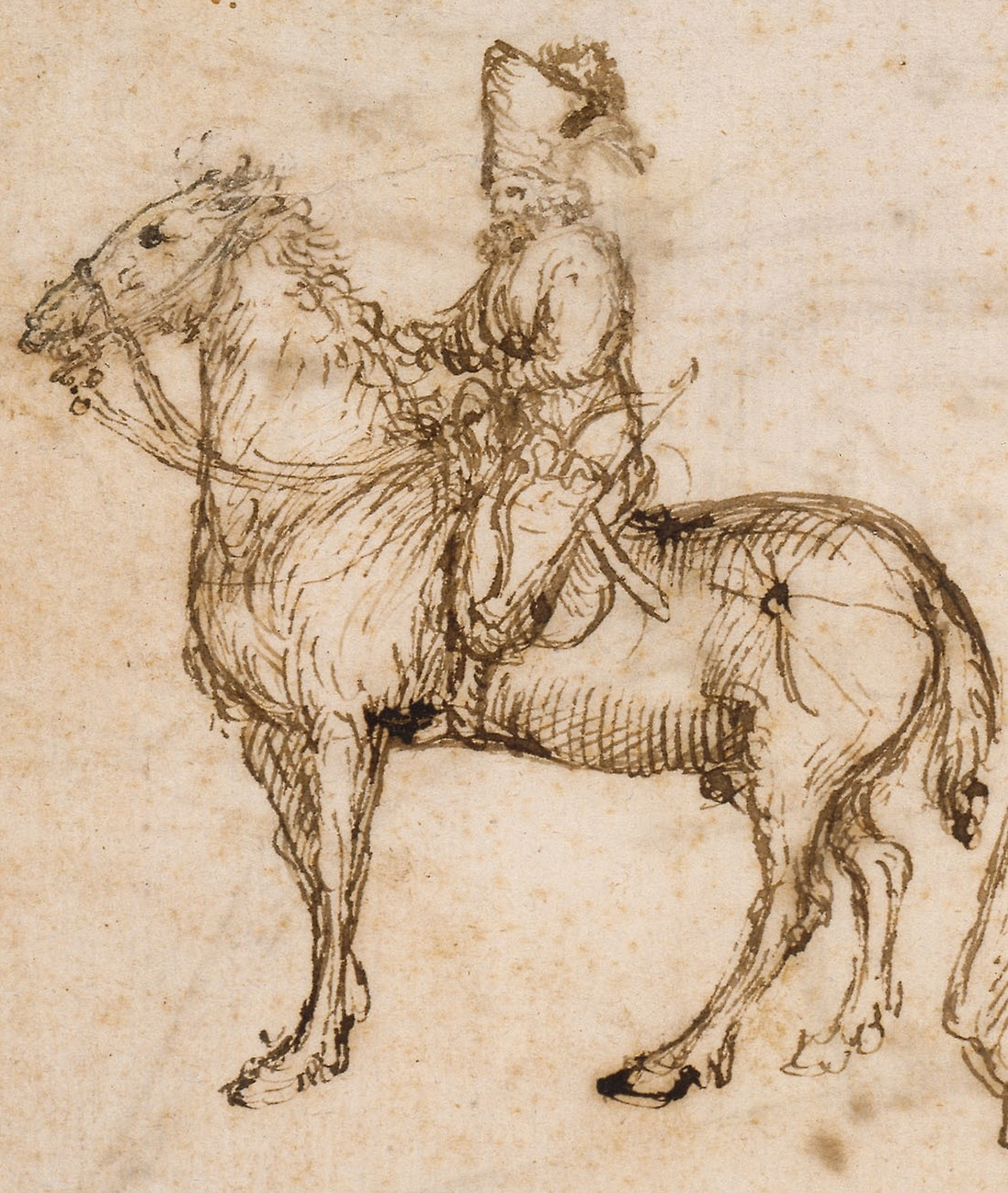
1438년 페라라와 피렌체를 방문한 요안니스 8세 팔레올로고스 황제의 이탈리아풍 스케치

7세기를 전후하여 동로마 제국의 주요한 관심사는, 그들의 존재 자체를 위협하는 이슬람이라는 엄청나게 우월한 세력에 대한 방어에 주로 있었다. 그러나 9세기와 10세기 초에 들어서자 이에 변화가 생겼다. 황제들은 정책을 바꾸어 제국의 미래에 대한 여러 활동 기반들을 마련해 주었다. 이것은 무슬림 세력들에 대한 파괴, 재건, 공격 및 아르메니아인과 루스인과의 관계 증진 그리고 불가리아인들의 토벌을 포함했다. 이때부터 제국의 외교 목표는 '정복'이 아니라 '생존'이 되었으며, 근본적으로 더욱 방어지향적이게 됨으로써 디미트리 오볼렌스키가 주장한 것처럼 "방어적 제국주의"를 채택했다. 하지만 동로마 제국의 전략적인 지리위치와 한정된 자원은 이러한 행동에 제약을 걸었다. 특히 텔레마코스 론지기스는 752년이나 753년 즈음에 서방과의 외교가 더 어려워졌고, 그 이후에는 세력 균형이 크게 바뀜에 따라 십자군과의 외교 역시 더 어려워졌다고 지적한다. 이웃 국가들의 수와 성격도 크게 바뀌었으며, 이에 콘스탄티노폴리스 정부는 리미트로페 제도(위성 국가 체제) 및 불균형한 힘의 원칙은 실효성이 떨어진다고 판단하여 결국 이를 포기하게 되었다. 11세기에 이르러 동로마 제국은 핵심적인 외교 원칙을 평화로 전환하였으며, 다시 그 외교는 동로마 황제의 존재를 알리고 이를 활용하는 방향으로 발전했다.
동로마 제국의 역사 중에서도 가장 복잡한 외교 공작은 미하일 8세 팔레올로고스가 1261년에 어떻게 콘스탄티노폴리스를 탈환했는지에 관한 것이다. 제국이 크게 약화된 상태였음에도 불구하고, 외교적 수단을 통하여 13세기와 14세기 즈음에 동로마 제국은 여전히 과거의 강대국으로서의 면모를 일부나마 유지하고 있었으며, 그 덕분에 동맹적인 관계망을 형성할 수 있었다. 영향력이 많은 콘스탄티노폴리스 총대주교는 황제에게 지지와 신뢰를 보내기도 했다.  군사와 지리적인 측면에서 아랍 무슬림은 지속적으로 국가의 존속을 위협했으며, 라틴 기독교인들 역시 경제적으로 제국에게 도전했다. 니콜라스 오이코노미데스는 후기에 동로마 제국을 존속시킨 것은 군사력이나 경제력이 아닌 효율적인 대외 관계였다고 주장했다.

### 법
438년에 편찬된 《테오도시아누스 법전》은 동로마 법을 성문화했을 뿐만 아니라 여러 법률을 정리하고 해석에 대한 방향성을 제시했다는 점에서 의의가 있다. 이는 동로마는 물론이고 서로마 제국에서도 발효되기도 했다. 529년, 유스티니아누스 1세는 혼란스러운 기존의 법률에 염증을 느꼈으며, 또한 고전기 로마법 명성의 부활과 게르만인들의 법전 편찬 노력에 자극받아 대 입법 사업을 추진하였다. 유스티니아누스 1세는 법전 편찬 관련 위원회를 발족하고, 이들과 논의하여 법률의 개정이나 삭제, 새로운 내용 등을 지휘했는데, 특히 당대의 저명한 법학자 트리보니아누스와 함께 새로운 법전 편찬을 직접 지휘 감독했다. 이리하여《로마법 대전Corpus Juris Civilis》이 편찬되었다. 534년에 로마법 대전은 한 차례 수정되었고, 그 이후 유스티니아누스가 공포한 칙령과 함께 동로마 시대의 나머지 대부분에 사용되는 법 체제를 형성했다. 또한 로마법 대전의 일부는 오늘날 만은 현대 국가의 민법의 기초를 형성하기도 한다. 유스티니아누스의 개혁은 법학의 발전에 분명하게 족적을 남겼으며, 그의 법전은 서구 새계에서 로마법이 부활하는 기반이 되어주었다. 한편 레온 3세의 에클로가 또한 슬라브 세계의 법과 제도 형성에 영향을 미치기도 했다.
(상술했듯이) 10세기에 레온 6세는 그리스어로 동로마 법의 완전한 성문화를 이루어내는 업적을 달성하였다. 60권에 달하는 이 기념비적인 작품은 이후의 모든 동로마 법의 기초가 되었으며 오늘날에도 여전히 연구되고 있다.
364년부터 테미스티우스에 의해 언급되며 나중에 유스티니아누스 1세에 의해 법으로 성문화되었던 "황제"라는 직위는, 일반적으로는 그 자신이 법률가이자 행정가이며 '살아있는 법'인 노모스 심초스nómos émpsychos로 간주되었다. 본래 이것은 동로마 황제와 초기 로마 황제들을 구분하기 위해 일반적으로 사용되는 특징으로 여겨졌지만, 오늘날에는 이 개념이 율리우스-클라우디우스 왕조 시기에 유래된 것으로 이해된다.

### 국기와 휘장

흔히 볼 수 있는 제국의 상징인 쌍두독수리

대부분의 역사 동안, 동로마 제국은 서유럽적인 의미에서 문장학을 몰랐거나 알았더라도 이를 사용하지 않았다. 다양한 상징들(그리스어: σημεία, sēmeia; sing. σημείον, sēmeion), 특히 십자가나 라바룸과 같이 다양한 모티프를 표시하는 현수막 및 방패 등은 공식적인 행사나 군사적인 목적으로만 사용되었다. 그리스도, 성모 마리아 그리고 다양한 성인들의 십자가와 이미지가 사용된 것은 인장들의 발견으로 증명되었지만, 이것은 국가의 상징이라기보다는 지극히 개인적인 것이었다.

## 경제

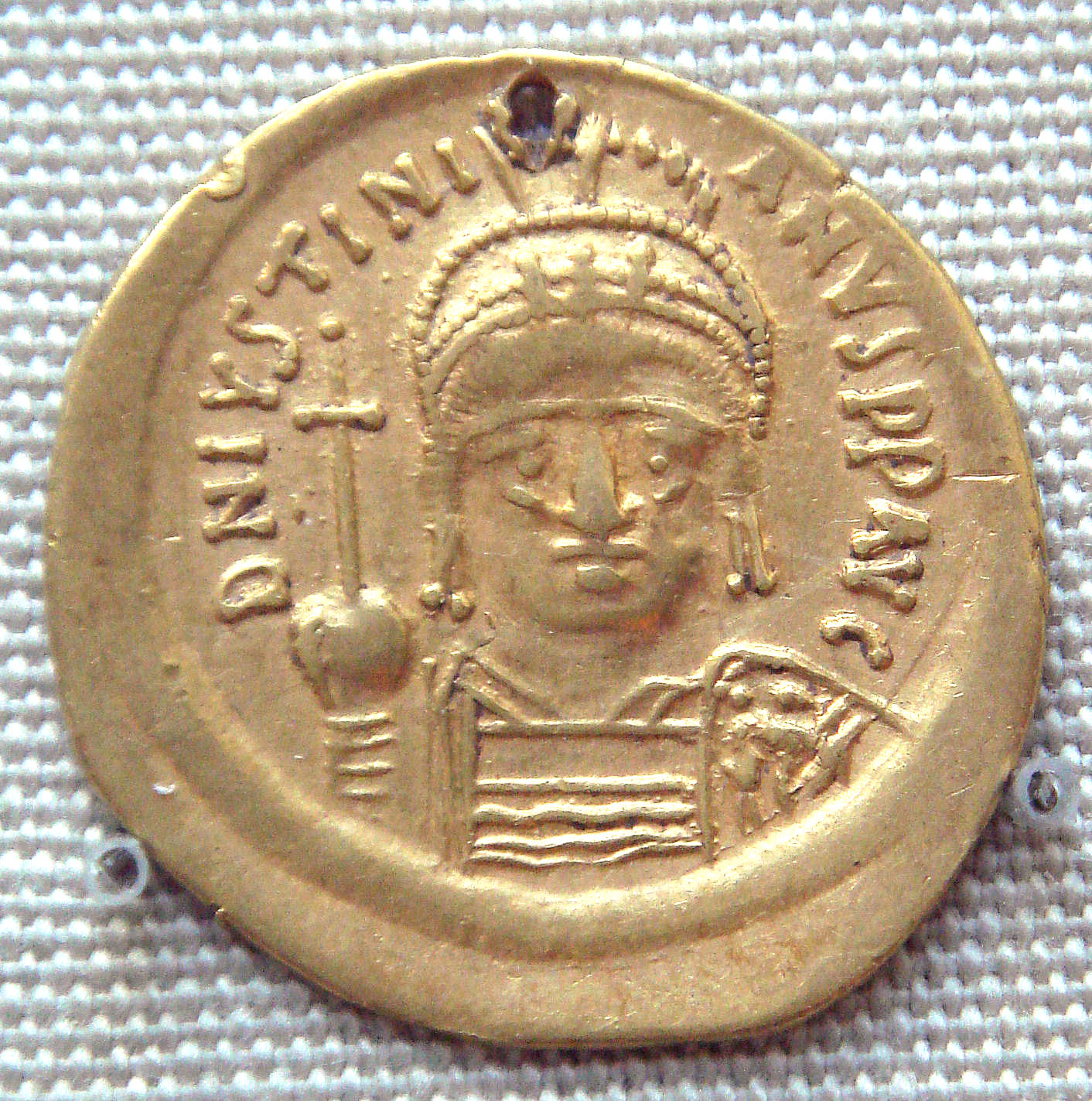
유스티니아누스 1세의 솔리두스 금화(527~565). 인도 남부에서 발견된 것으로 추정되는데, 이 시기 인도와 로마 사이에 교역이 이루어졌다는 증거이다.

동로마 제국의 경제는 수 세기 동안 유럽과 지중해 세계에서 가장 발전되어 있었다. 특히 유럽은 중세 후반이 되어서야 동로마의 경제력을 따라잡을 수 있었다.
동로마 제국에서는 서유럽보다 훨씬 빠르게 화폐 경제 제도가 보편화되어 있었다. 제국 행정부에서 발행한 금화인 노미스마는 11세기 전반까지 높은 순도를 유지하여 1284년에 등장한 베네치아 두카트 금화에 의해 대체되기 전까지 높은 신용도를 가지고 있었다. 노미스마 금화는 후대에 "중세의 달러"라고 불릴 정도로 지중해 세계에서 기축 통화의 역할을 수행했고 여러 나라에서 국제적인 화폐로 유통되었다. 수도 콘스탄티노폴리스에서는 업종마다 길드를 통하여 국가의 보호와 통제가 두루 미치고 있었으며, 국영 공장에서 독점적으로 제조된 견직물들을 비롯하여 귀금속 공예품·유리 공예품·도자기 제품들이 거래됨으로써 대외 무역에서 창출된 이익이 한데 모여 ‘세계의 부의 3분의 2가 모이는 곳’이라고 칭해질 만큼 매우 번영하였다. 오랫동안 콘스탄티노폴리스는 여러 시대에 유라시아와 북아프리카 거의 전역에 걸쳐 뻗어 있는 거대한 무역망의 주요 중심지, 특히 실크로드의 주요 서부 종착지로 작동했다. 6세기 전반까지, 쇠퇴하는 서로마 제국과 극명한 대조를 이루면서 동로마 제국의 경제는 매우 번영했으며 회복 탄력성이 있었다.

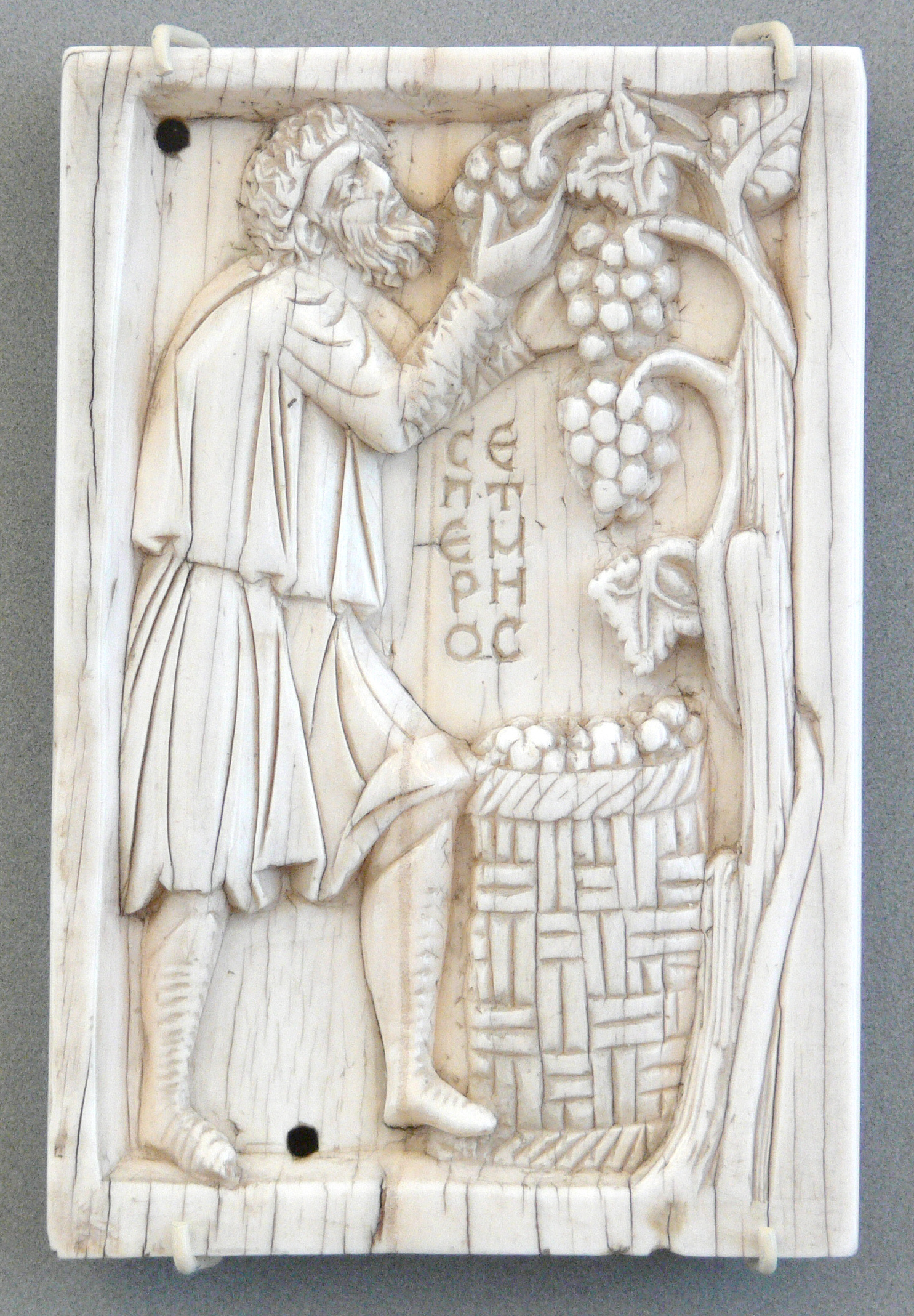
9월의 풍요로움을 우의적으로 묘사한 동로마 부조. 11세기 무렵에 제작된 것이다.

유스티니아누스 역병 및 아랍 정복과 같은 몇몇 요인들은 동로마 제국 경제력의 침체와 쇠퇴의 시기에 상당한 기여를 했다. 이후 이사브리아 왕조의 개혁과 콘스탄티노스 5세 시기의 인구 증가, 공공 사업 실시, 조세 개혁은 일련의 영토 축소에도 불구하고 1204년까지 계속된 부흥의 시작을 알렸다. 10세기부터 12세기 말까지, 동로마 제국은 화려한 번영과 사치스러운 모습을 만방에 과시했으며 여행자들은 수도에 축적된 막대한 부를 보고 감명을 받았다.
제4차 십자군은 동지중해에서의 동로마 제조업의 붕괴와 서유럽권의 상업적 지배라는 대재앙을 초래하였다. 팔레올로고스 왕조는 무너져가던 경제를 회복시키려 노력했지만, 후기의 동로마 제국은 국내외의 경제를 제대로 통제하지 못하였다. 12세기 이후로 이탈리아의 여러 해양 도시국가들의 상공업 발전에 밀려나 제국 내 산업은 쇠퇴하였으며, 해군력 제공을 담보로 이들에게 각종 무역 특권을 부여함으로써 무역에서 창출되던 이익도 잃은 제국은 쇠퇴일로에 들어섰다. 점차 동로마 제국은 교역과 가격 매커니즘, 귀금속 유통 방면에서 영향력을 상실하였는데, 어떤 학자들은 화폐 주조권도 통제하지 못하게 되었다고 추정하기도 한다.
동로마 제국의 주요 경제적 기반 중 하나는 제국의 해양지향적 성격에 의해 육성된 무역이었다. 섬유 및 견직물은 단연코 수출품들 가운데 가장 중요한 품목이었을 것이며 이집트에 수출되었을 뿐만 아니라 불가리아 및 서방에서 유통되었다. 제국은 국내외 무역을 강력하게 통제했을 뿐만 아니라 화폐 주조를 독점하였다. 또한 콘스탄티노폴리스 행정부는 금리 역시 직접 조절하였으며 특별한 이해관계가 있는 길드와 조합들의 활동을 제한하고 이자율에 대해 공식적인 통제권을 행사하려 시도했다. 황제와 관료들은 위기가 닥쳤을 때 경제에 개입하여 수도의 물자 공급을 보장하고, 곡물 가격을 낮추기 위해 노력했다. 마지막으로, 정부는 과세를 통해 잉여금의 일부를 징수하고 이를 관료들에 대한 급여 형태의 재분배 또는 공공 사업에 대한 투자 형태로 다시 유통시켰다. 그러나 국가에 의한 경제 통제는 11세기 초까지로 한정되며 8~9세기 이래로 경제 전반은 점점 민간에서 역량을 강화하면서 자유로운 무역을 추구하는 방향으로 점차 변화되었다.
주요 산업인 농업은 고대 그리스-로마 시대 이래 별로 기술의 진보가 없었다. 하지만 고대에서 중세까지는 서유럽보다 고도의 농업 기술을 가지고 있었고 유럽의 농업 발전에 큰 영향을 미쳤다.  9 ~ 13세기에 서유럽과 중동에서 농업 기술력과 생산성이 발전하면서, 제국의 농업 기술은 상대적인 우위를 잃었다. 기술의 발전은 이중괭이와 가벼운 쟁기에서 멈추었지만, 이것은 굳이 깊게 땅을 팔 이유가 없는 동지중해의 자연 환경과 밀접한 관련이 있었으며 오히려 자연 환경에 농민들이 적응한 결과라고 볼 수 있었다.
프랑스 북부와 영국의 고지대, 독일을 위시한 여러 지역들은 충적토가 많아 고대부터 사용하던 경형 쟁기로는 경작이 어려웠다. 그래서 이 지역들에서는 새로이 개발된 중형 쟁기를 써서 단단하고 끈적끈적한 토양을 경작해야만 그 토양의 풍부한 양분을 온전히 활용하여 생산량을 늘릴 수 있었다. 반면 지중해 일대와 프랑스 남부 지역은 상대적으로 값이 비싸고 유지 비용이 높은 중형 쟁기를 쓸 필요가 없었고 깊이 갈이를 하면 수분이 지면으로 빠지거나 모래만 나왔기 때문에 오히려 쓰지 않는 것이 더 나았다. 그래서 농업과 관련해 다양한 지식을 갖추고 있던 북유럽인 및 동유럽인들이 대규모로 동로마 제국으로 이주해 왔음에도 중형 쟁기를 위시한 농기구들이 제국 내부에서 확산되는 모습이 보이지 않는 것은 지극히 환경적인 요인이였을지도 모른다.
동로마의 노동 생산성은 14세기에 이르기까지 지속적으로 발전했는데 이는 단순한 기술적 발전뿐만 아니라 사회적으로 토지 소유 형태와 더불어 노동 집약적인 경작 방식의 도입 등과 깊은 관련이 있었다. 거대하게 관개를 진행한 아랍과 달리, 동로마 제국에서는 농민들과 지역 토후들이 자체적으로 터널을 건설하고 거기에 관개 수로를 판 뒤 물레방아를 설치하는 등의 번거로운 작업이 필요했다. 그러나 그동안에 서유럽의 생산성은 배로 늘어났으며 이슬람권 역시 관개 사업을 시도하고 생산성이 높은 동양의 작물을 도입함으로써 수확량을 두 배로 증대시켰다. 따라서 동로마 제국의 농업 기술은 초기에는 앞서 있었으나 점차 규모의 측면에서 압도적인 서유럽에 뒤쳐지는 모습을 보였다. 시리아와 북아프리카, 소아시아와 같은 곡창지대를 잃은 후에는 인구부양 능력이 점진적으로 감소하였다. 12세기부터는 서유럽이나 중동에서도 농업 기술이 개선되면서 제국의 농업 기술이 눈에 띄게 낙후되었다.

## 일상생활

### 요리
초기 동로마 문화는 후기 그리스-로마 문화와 유사했지만, 제국의 존재 이후 약 1,000년이 지나면서, 그것은 천천히 현재의 발칸 반도 및 아나톨리아 토착 문화와 본질적으로 더 비슷하게 바뀌어갔다. 특이한 점은 그들의 요리는 여전히 그리스-로마의 생선 소스나 조미료 등에 크게 의존했음에도 오늘날 우리에게 친숙한 염장 고기 파스티르마("파스톤paston"), 견과류 페이스트리 바클라바("콥토플라코스κοπτοπλακοῦς"), 티로피타(plakountas tetyromenous/tyritas plakountas)와 같은 음식들을 포함했다. 또한 중세에 유명했던 달콤한 와인(모넴바시아산 말바시아, 코만다리아, 럼니 와인)도 있었다. 송진으로 맛을 낸 와인인 레치나는 오늘날 그리스에도 존재하는데, 지금이나 과거에나 방문객들로부터는 그리 반응이 좋지는 않았던 것 같다. 968년 독일 신성로마제국 황제 오토 1세가 파견한 사절 크레모나의 리우트프란트는 이를 맛보고 "피치, 송진, 석고가 섞여 우리의 재앙을 가중시키는 맛이었으므로 차마 마실 수가 없는 것이었다"라고 기록했다. 가룸 등의 액젓 조미료 또한 익숙하지 않은 사람들에게는 썩 좋은 식재료는 아니었다. 리우트프란트는 이것 역시 맛보고 나서 "극도로 나쁜 생선 술"이라 평했다. 동로마 제국은 또한 보리를 발효한 조미료 소스인 뮤리를 사용하곤 했는데, 이것은 간장과 마찬가지로 그들의 요리에 감칠맛을 제공했을 것이다.

### 여가생활

480년 동로마 황제 제논이 처음 플레이해보고 530년 역사가 아가티아스가 기록한 주사위 보드게임 타불라. 2, 5, 6조각을 던지면 무조건 8조각이 남도록 구성되어 있었다.

동로마인들은 영어로 백개먼이라 알려진 주사위 보드게임 타불라(비잔틴 그리스어: τάβλη)의 열렬한 게이머였다. 이 게임은 대중들 사이에서 꽤 인기를 끌었으며 그리스인들에게는 타블로 알려졌다. 귀족들은 말을 타면서 플레이할 수 있는 게임, 특히 오늘날의 폴로와 비슷한 치카니온을 즐겼다. 본래 이 게임은 사산조 페르시아에서 유래했으나, 테오도시우스 2세 시기에 도입되어 콘스탄티노폴리스 대궁전 내부에 치카니온을 플레이하기 위해 "티카니스테리온(게임을 하기 위한 경기장)"이 지어지기도 했다. 바실리오스 1세가 이 게임에 특히 뛰어났다고 알려져 있으며, 알렉산드로스는 심지어 경기 중 탈진으로 사망하기까지 했다. 이외에도 알렉시오스 1세는 휘하 장군 타타키오스와 경기 중 부상을 입었고, 트라페준타의 요안니스 1세 역시 경기 중 치명적인 부상을 입어 사망하고 말았다. 콘스탄티노폴리스와 트라페준타를 제외하고, 동로마의 다른 도시들, 특히 스파르타, 에페소스, 아테네와 같이 번성한 도시의 귀족들도 이를 즐겨했다. 치카니온은 마누일 1세 황제의 친서방 통치 시기에 십자군에 의해 서방에 소개되기도 했다. 한편 전차 경주 역시 인기가 있었으며 히포드롬 시기에는 제국 전역에서 개최되었다. 전차 경주에는 처음에 4개의 주요 팀들이 있었는데, 그들이 출전했을 때 착용한 유니폼의 색상에 따라 구별되었으며, 나중에는 팬들이 이를 따라 착용하였다. 본래는 베네티(청색), 프라시니(녹색), 루사티(붉은색), 알바티(백색)의 4팀이었지만 동로마 시대에는 베네티와 프라시니만이 남게 되었다. 참고로 유스티니아누스 1세 황제는 베네티 팀의 열렬한 팬이었다고 전해진다.

## 예술
동로마 제국과 그 영향을 수용한 여러 지역에서는 독특한 건축, 회화를 비롯한 여러 예술을 남겼다. 동로마의 양식은 무역을 통해 각 나라와 교류하면서 퍼져나갔는데, 특히 이탈리아 및 시칠리아에서는 12세기까지 변형된 형태로 남아있다가 르네상스라는 새로운 예술의 형성에 영향을 주었다.

### 건축
동로마 건축, 특히 종교적인 건축물들의 영향은 이집트와 아라비아에서부터 시작하여 루마니아, 심지어 러시아에 이르기까지 다양한 지역에서 찾아볼 수 있다. 동로마 건축은 특히 돔을 사용하는 독자적인 건축 양식으로 유명하다. 중세 서유럽 교회들이 선호하던 바실리카 양식과는 매우 대조적이게도, 동로마 교회는 보통 동유럽 지역의 중세 동로마 교회에서 자주 보이는 정사각형 교차 양식과 같이 조금 더 중앙 집중적인 지상 계획을 가지고 있었다.  또한 황금색 배경의 모자이크를 광범위하게 사용하는 것을 포함하여 대리석 기둥, 유리로 된 천장 및 호화로운 장식들을 사용하는 것 역시 종종 동로마 교회만의 특징으로 여겨진다. 동로마의 건축가들은 고대 그리스의 구조적인 역할과는 대조적으로 대리석을 대부분 내부를 장식하는데 사용했다. 또한 주로 돌과 벽돌들도 사용되었으며 창문에는 얇은 알라바스터 시트를 발랐다. 모자이크는 벽돌제 벽과 프레스코화로 꾸며지지 않는 다른 표면들을 장식하는 데 사용되었다. 초기 동로마 시대 모자이크의 좋은 예는 그리스 테살로니키의 하기오스 데메트리오스, 이탈리아 라벤나의 산 아폴리나레 누오보 대성당, 그리고 튀르키예 이스탄불의 하기아 소피아 대성당이 있다. 기독교 전례는 보통 교회 내부에서 행해졌으며, 따라서 외부는 장식이 거의 없거나 아예 꾸미지 않는 경우도 있었다.

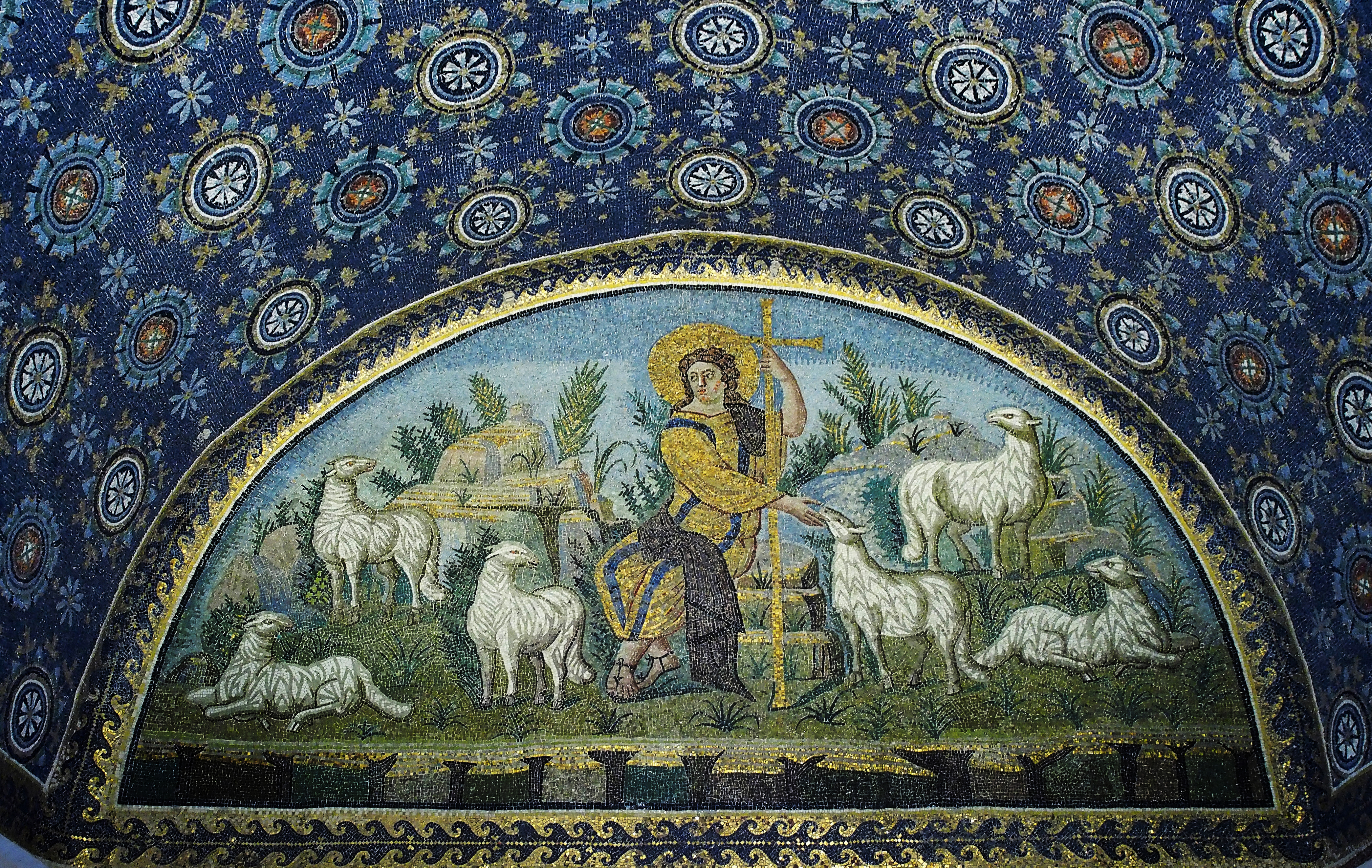
착한 목자로서의 그리스도. 제작년도: 425~430, 폭:3m 양식: 모자이크화. 현재 이탈리아 라벤나 갈라 플라시디아 묘에 있다.
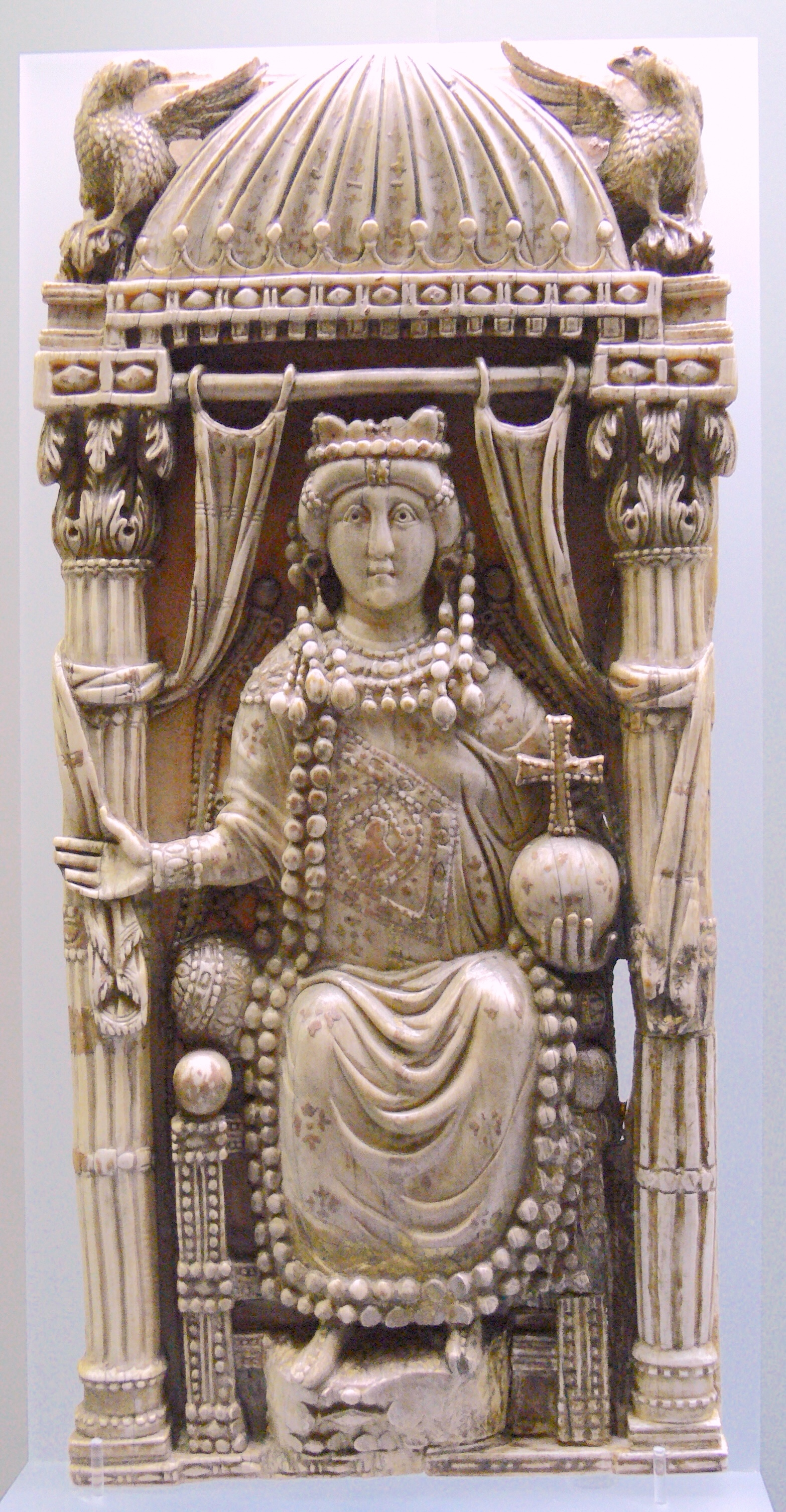
동로마 황후가 새겨져 있는 두폭형 잎 조각상. 제작년도: 6세기 즈음, 높이: 26.5cm, 약 10.4인치.[주 17] 오늘날 오스트리아 빈 쿤스트히스토리시스 박물관 소장.
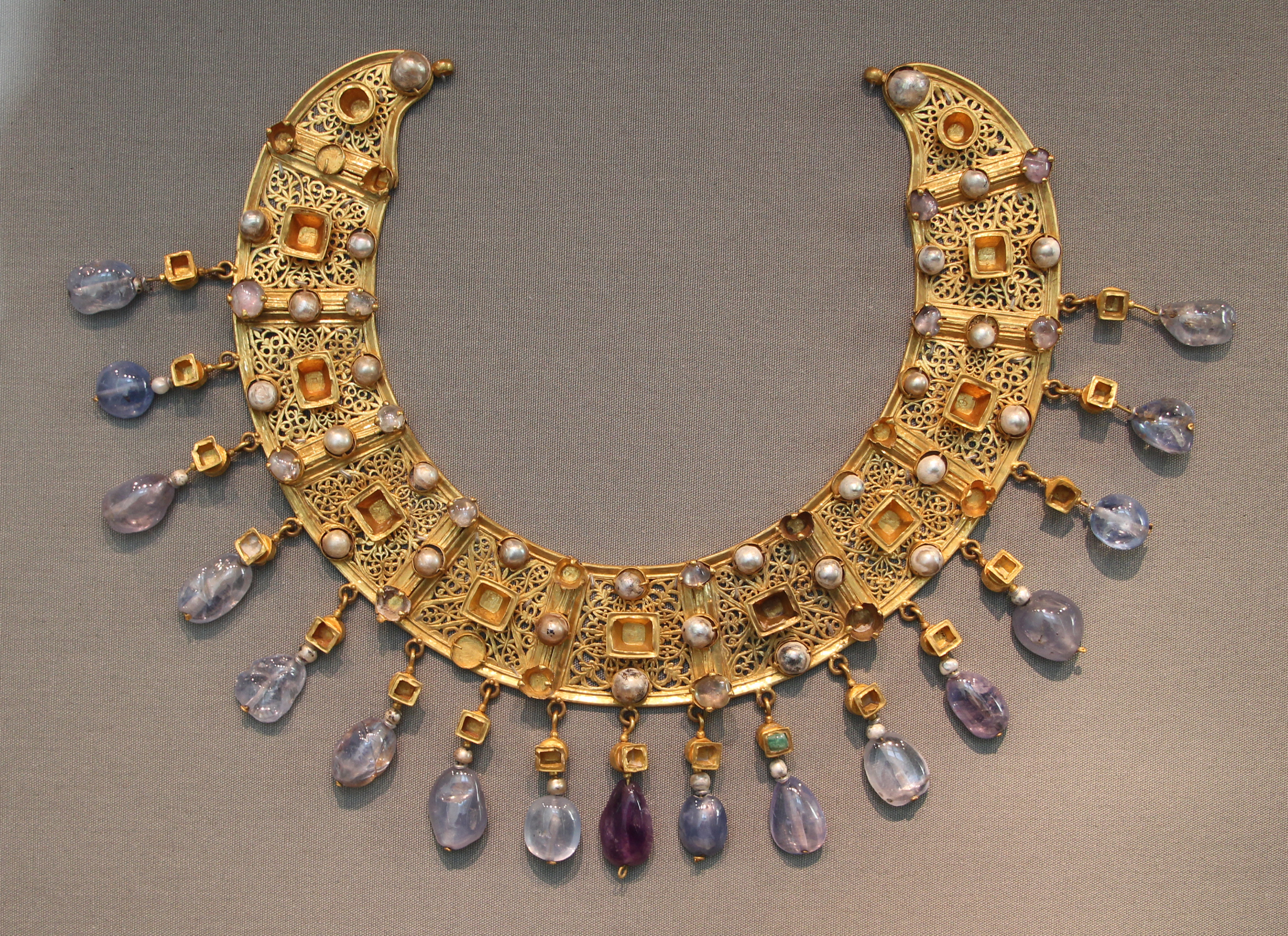
금과 에메랄드, 사파이어, 자수정 및 진주로 장식되어 있는 콜리어; 제작년도:6~7세기 후반 즈음, 직경: 23cm, 약 9.1인치. 오늘날 독일 베를린 안티켄삼룽 베를린의 콘스탄티노폴리스 작업장 부분에 있는 모습이다.

### 미술
중세와 근세를 거치면서 살아남은 동로마 미술품의 대부분은 종교적인 색채를 띠고 있으며 특정 시기를 제외하고는 모두 관습적이고 신중하게 통제된 교회 신학을 예술적인 용어로 변환하는 전통 방식을 따르고 있다. 그림은 주로 프레스코화, 채색본 및 목판화 양식으로 그려졌는데, 특히 초기에는 모자이크화가 대세였으며 조그만한 상아 조각품들을 제외하고는 구상적인 조각 작품이 매우 드물었다. 채색본은 더 큰 작품에서 사라졌던 고전적 사실주의 전통의 일부를 끝까지 보존했다. 동로마 미술은 서유럽에서 매우 명망 있고 많은 사람들이 찾던 미술이었으며, 그 시기가 끝날 무렵까지 중세 미술에 지속적인 영향력을 유지했다. 이것은 동로마 양식이 12세기를 거쳐 변형된 형태로 지속되면서 이탈리아 르네상스 예술에 대한 형성적인 영향을 미친 이탈리아에서 특히 더 그러했다. 그러나 동로마 미술에 영향을 미친 여타 미술 양식들은 거의 없었고, 오히려 동방 정교회권의 확장과 함께 동로마 미술과 그 양식은 정교회 세계와 그 너머로 퍼져나갔다.

### 문학
동로마 문학에서는 네 가지 요소를 꼽을 수 있는데 그리스어, 기독교, 로마, 동방이 바로 그것이다. 또는 역사, 연대기, 백과사전, 수필, 세속 시문의 다섯 가지로 구분하기도 하며 기타로는 교회 및 신학 문학과 민중 시가 등이 있었다. 다만 동로마 문학이라는 것은 대개 중세 시대의 모든 그리스어 문학을 일컫는 말이었다. 제국은 언어적으로 다민족 국가였지만, 현존하는 텍스트 기록의 대부분은 중세 그리스어이며 다시 그것은 학술 언어인 아티케 그리스어와 토착어 코이네 그리스어가 함께 병행되는 양층언어 구성을 띠었다. 대부분의 현대 학자들은 모든 중세 그리스어 기록을 문학으로써 간주하지만, 일부는 그렇지 않았다. 동로마 문학 초기(330~650)는 주로 헬레니즘, 기독교 그리고 여타 다른 종교들에 의해 주도되었다. 고대 그리스 문화, 그중에서도 웅변술을 접한 그리스 교회의 교부들은 이러한 영향을 한데 종합하려고 했다. 그중에서도 중요한 초기 작가들로는 요안니스 크리소스톰, 아레오파가이트, 프로코피오스 등이 있는데, 이들은 모두 제국의 현실에 맞게 오래된 형태를 재창조하는 것을 목표로 삼았다. 신학적인 성격을 가진 기적 이야기나 서사는 당대에 혁신적이고 인기를 끌었으며, 특히 《사막의 아버지들의 말씀ἀποφθέγματα τῶν πατέρων》은 거의 모든 동로마 수도원에서 필사되고 모방되었다. 이어지는 동로마 암흑기(650~800)에 대부분의 문헌이 중단되었지만, 고백자 막시무스, 콘스탄티노플의 게르마누스 1세, 다마스쿠스의 요안니스와 같은 몇몇 신학자들은 활동을 계속했다.
그후의 백과 전서주의 시대(800~1000)에 동로마인들은 문학의 새로운 확산을 목격했으며 일부 신학자들은 초기 헬레니즘-기독교 문화를 부활시켰다. 고대 그리스 철학자들의 작품과 여러 비극적인 서사시(예를 들어 호메로스의 작품)들이 번역되었으며, 기독교 성인들에 대한 전기 문학은 크게 개편되었다. 다만 수도원 문학은 일찍이 개화한 이래로 10세기 후반에 새로운 신학자 시몬이 등장하기 전까지 부족함이 있었다. 시메온, 미하일 프셀로스, 테오도레 프로드로모스를 포함한 새로운 세대(1000~1250)는 질서에 대한 기존의 백과 전서주의식 강조를 거부하고 신비주의, 작가의 목소리, 영웅주의, 유머 및 사랑과 같이 개인 중심의 다양한 이상주의적 주제에 대해 관심을 가지기 시작했다. 이 시대에는 헬레니즘 문학에서 영감을 받은 동로마 로맨스와 웅변술, 역사학 및 영향력 있는 서사시 《디제네스 아크리타스Digenes Akritas》등에 대한 기사도적인 접근법이 주를 이루었다. 제국의 마지막 몇 세기 동안은 기독교 성인 전기 문학이 갱신되고 서방의 영향력이 증가했으며 수많은 그리스어 서적들이 라틴어로 번역되는 과정이 이루어졌다. 게미스토스 플라톤 및 베사리온과 같은 작가들은 이탈리아 르네상스에 큰 영향을 미친 고전 전통의 보존과 함께 인간의 악행에 대한 새로운 관점을 주장했다.
현존하는 동로마 제국의 두루마리 서적 2천에서 3천여 권 중에 세속 시가, 역사, 과학, 의사과학(pseudo-science)을 다룬 책은 330권에 불과하다. 동로마 제국의 세속 문학이 가장 발달한 시기는 9세기에서 12세기 즈음이었지만 종교 문학(설교문, 전례문, 시, 신학, 신앙 논문 등)은 훨씬 더 이전에 발달하였다.

### 음악
오늘날 가장 잘 알려진 동로마 음악의 형태는 그리스 문헌에 의례용, 축제용 또는 교회 음악으로서 기록된 기독교적 형태라고 할 수 있다. 기독교 성가는 이 장르의 가장 근본적인 부분이었다. 그리스 및 타국의 역사가들은 기독교적 음색과 더불어 동로마 음악의 일반적으로 전체 세계가 고대 그리스의 그것과 밀접한 관련이 있다는 주장에 동의한다. 동로마 음악은 현존하는 음악 장르들 가운데 가장 오래된 것 중 하나이며, (5세기 이후부터) 연주 방식과 작곡가들의 이름, 때로는 각 음악 작품의 상황에 대한 세부 설명 등이 자세하게 알려져 있다는 점이 특징이다.

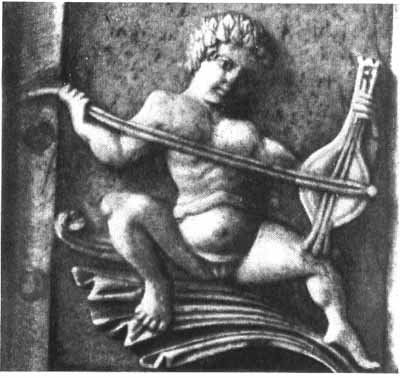
상아로 제작된 한 조각상. 비잔티움 리라가 최초로 묘사된 작품이다.(현재 플로렌스 나지오넬 박물관 소장)

9세기의 페르시아 지리학자 이븐 호르다드베는 악기에 대한 사전적인 논의에서 우르군, 실리아니, 살란지와 함께 리라(lūrā)를 동로마 제국의 전형적인 악기라고 언급했다. 이들 중 첫 번째로 비잔틴 리라라고 알려진 초기 현악기는 베네치아에서 리라 다 브라치오라고 불리게 되었는데, 그곳에서 이것은 번성했던 현대 바이올린의 전신이 되었다. 이스탄불의 플리티키리라와 같은 옛 동로마 시대의 몇몇 지역에서는 아직도 "활 모양의 리라"가 연주되고 있다. 한편 이탈리아 남부의 칼라브리아 리라, 달마티아의 리제리카, 그리고 물 오르간 등은 헬레니즘 시대에 유래했지만 로마를 거쳐 동로마 시대에는 히포드롬 때에 연주를 위해 사용되었다. 757년, 콘스탄티누스 5세는 "위대한 납 파이프"가 들어 있는 파이프 오르간을 프랑크 왕국의 왕인 피핀 3세에게 보냈는데, 피핀의 아들 카롤루스는 812년에 아헨에 있는 그의 예배당을 장식하기 위해 이와 비슷한 오르간을 다시 주문 제작했다. 곧 서양 교회 음악에 동로마 제국의 음악 기구들이 도입되었는데, 개중에서도 아우로스는 현대의 오보에나 아르메니아의 두두크처럼 목관악기였을 것으로 보인다. 다른 형태로는 플루트를 닮은 "플라자올로스", "아스쿨로스" 등이 있었다. 백파이프와 유사했던 "단키요"는 로마 시대때부터 사용되어 동로마 제국의 이전 영토들에서도 계속 연주되었고, 심지어는 오늘날까지 그 명맥을 이어오고 있다. 동로마 음악에 사용된 다른 악기들로는 카노나키, 오우드, 라우토, 산토리, 탐부라스, 세이스트론, 투벨레키, 다울리 등이 있었다.

### 12세기 르네상스

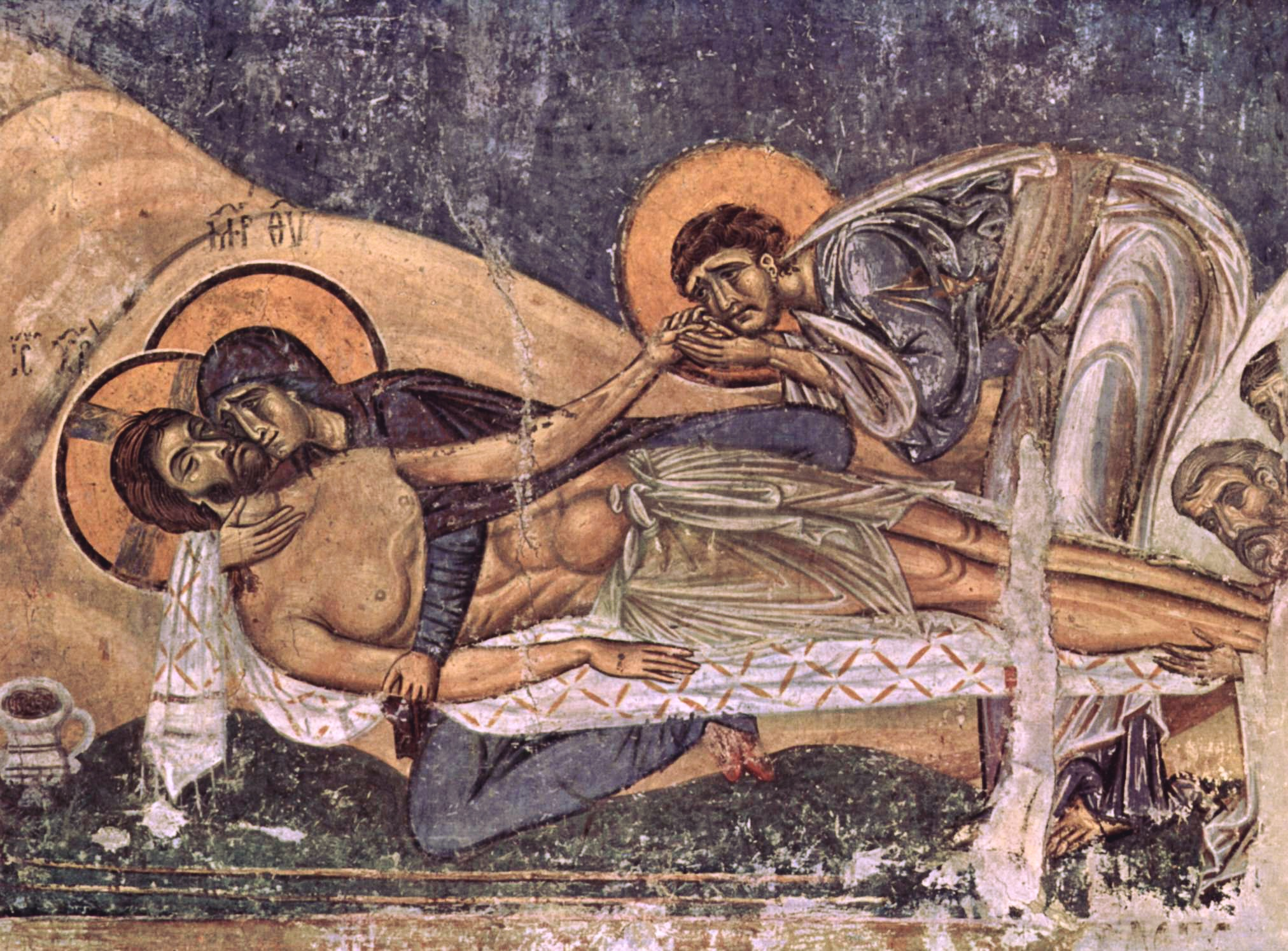
12세기 콤니노스 예술의 훌륭한 예로 여겨지는 북마케도니아 네레지 성 판텔레이몬 교회의 프레스코화 "그리스도의 한탄". 1164년경의 작품이다.

12세기 동안 모자이크화가 부흥하고 지역적인 건축 학파들이 여러 독특한 양식을 창조해냄으로써 각지에 문화상 영향을 전파했다. 이 시기에 동로마 제국에서는 고전 시대의 저자들에 대해 관심이 되살아나기 시작했으며 이른바 "르네상스"로서 초기 인본주의의 모델을 제시했다. 테살로니케의 에우스타티오스는 동로마 제국의 다른 것보다 가장 특별히 눈에 띄는 인본주의를 언급한다. 철학에서는 고전 작품들에 대한 해설서의 출판이 크게 증가한 것이 특징적이며, 7세기 이후로 볼 수 없었던 고전 학문의 부흥 역시 이루어졌다. 게다가, 콤니노스 왕조 시기에는 고전 그리스 지식이 동로마 국경을 넘어 서양에 전해지기까지 했다. 번영과 문화적인 생활의 측면에서 바라본다면, 콤니노스 시대는 동로마 역사의 정점 중 하나였으며 그 수도인 콘스탄티노폴리스는 규모, 부, 문화 면에서 당대 기독교 세계의 선도적인 도시 역할을 수행했다. 고전 그리스 철학에 대한 새로운 관심이 싹텄을 뿐만 아니라 토착 그리스어로 작성된 문학적 기록들의 증가가 목격되었다는 정보도 있다. 비잔틴 예술과 그 문학은 유럽에서 탁월한 지위를 차지했으며, 이 기간 동안 비잔틴 예술이 서양에 미친 문화적 영향은 엄청났을 뿐만 아니라 오랫동안 지속되는 중요성을 지니고 있었다.

## 과학 및 의학

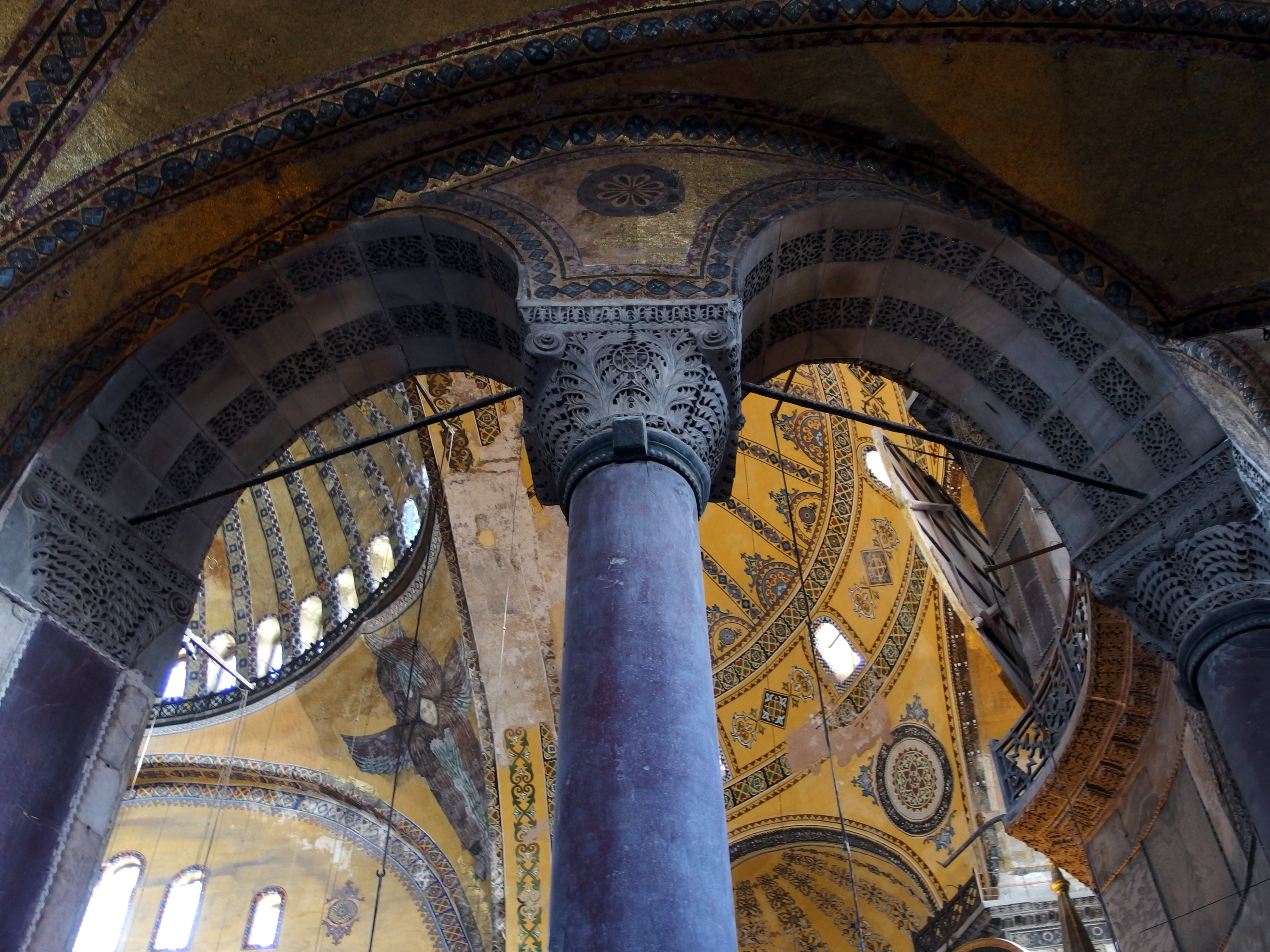
밀레투스의 이시도레가 537년에 설계한 콘스탄티노폴리스의 총대주교 성당인 하기아 소피아의 내부 모습. 그는 아르키메데스의 다양한 작품들을 최초로 집대성하는 업적을 달성했는데, 그랬던만큼 이 건축물에서 아르키메데스의 견고한 기하학 원리의 영향은 분명하게 드러난다.

동로마 과학은 이슬람 세계 및 르네상스 이탈리아에 고전 지식이 전파되는 데에 특히 중요하고 결정적인 역할을 했다. 가장 뛰어난 고전학자들 중 상당수가 동방 정교회에서 고위직을 맡은 것만 보아도 이를 알 수 있다. 유스티니아누스 시대에 역병이 창궐한 이래로 아랍 정복기와 여러 사건들을 거치면서 학문 발전이 정체되었으나, 제국이 천 년을 넘긴 시점에서 동로마 학자들은 특히 천문학과 수학 등 아랍 및 페르시아의 과학 발전에 있어 전문가 역할을 자처하였다.
때때로 "마그나우라 궁전의 전당 대학(그리스어: Πανδιδακτήριον τῆς Μαγναύρας)"으로도 알려져 있는 콘스탄티노폴리스 제국 대학교는 테오도시오스 2세 황제가 "판디닥테리온(중세 그리스어: Πανδιδακτήριον)"을 설립했을 때인 서기 425년부터 그 기원을 추정할 수 있는 동로마 제국의 대표적인 교육 기관이었다. 판디닥테리온은 1046년 콘스탄티누스 9세가 '법학부(Διδασκαλεῖον τῶν Νόμων)'와 '철학부(Γυμνάσιον)'를 새롭게 설립하면서 재건되었다. 한편 당대의 콘스탄티노폴리스 도심에는 수많은 경제 학교, 대학, 종합기술학교(폴리테크니크), 도서관 및 미술 아카데미가 운영되고 있었다. 몇몇 학자들은 판디닥테리온을 두고 세계 최초의 "대학"이라 말하기도 한다.
고전기의 쓰기 작품들은 대부분 동로마 제국에서 이루어졌으며 또한 잘 보존되었으므로, 동로마의 과학은 고대 철학 및 형이상학과 밀접하게 연결될 수 밖에 없었다. 그리스 출신의 수학자이자 하기아 소피아 대성당의 건축가인 밀레투스의 이시도레는 530년에 아르키메데스의 공학적인 작품들을 처음으로 집대성했는데, 이것은 동로마 르네상스 시기인 850년에 수학자 레오가 수학 및 공학 작품을 필사본으로 남김으로써 시작되었던 전통의 시초였다. 따라서 이러한 작품들이 오늘날까지 알려지게 된 것은 동로마 제국의 공이 크다고 할 수 있다.(아르키메데스 팔림페스트 문서 참조)
알렉산드리아 출신의 철학자 요안니스 필로포누스는 아리스토텔레스의 물리학에 대해 처음으로 의문을 제기했다. 언어적 논쟁을 기반으로 했던 아리스토텔레스와 달리, 필로포누스는 관찰만이 물리학의 핵심이라 여겼다. 그의 비판은 수세기 이후 갈릴레오 갈릴레이가 과학 혁명 기간 동안 아리스토텔레스의 물리학을 반박하는 데 큰 영감을 주었는데, 이는 갈릴레오가 그의 기록에서 필로포누스를 상당히 많이 인용한 것을 통해 증명된다.
동로마 제국은 병원의 개념을 새롭게 개척하여, 단순히 죽음을 맞이하는 장소가 아닌 기독교 자선의 이상을 반영함으로써 의료와 환자 치료의 가능성을 제공하는 기관이 되도록 만들어주었다.

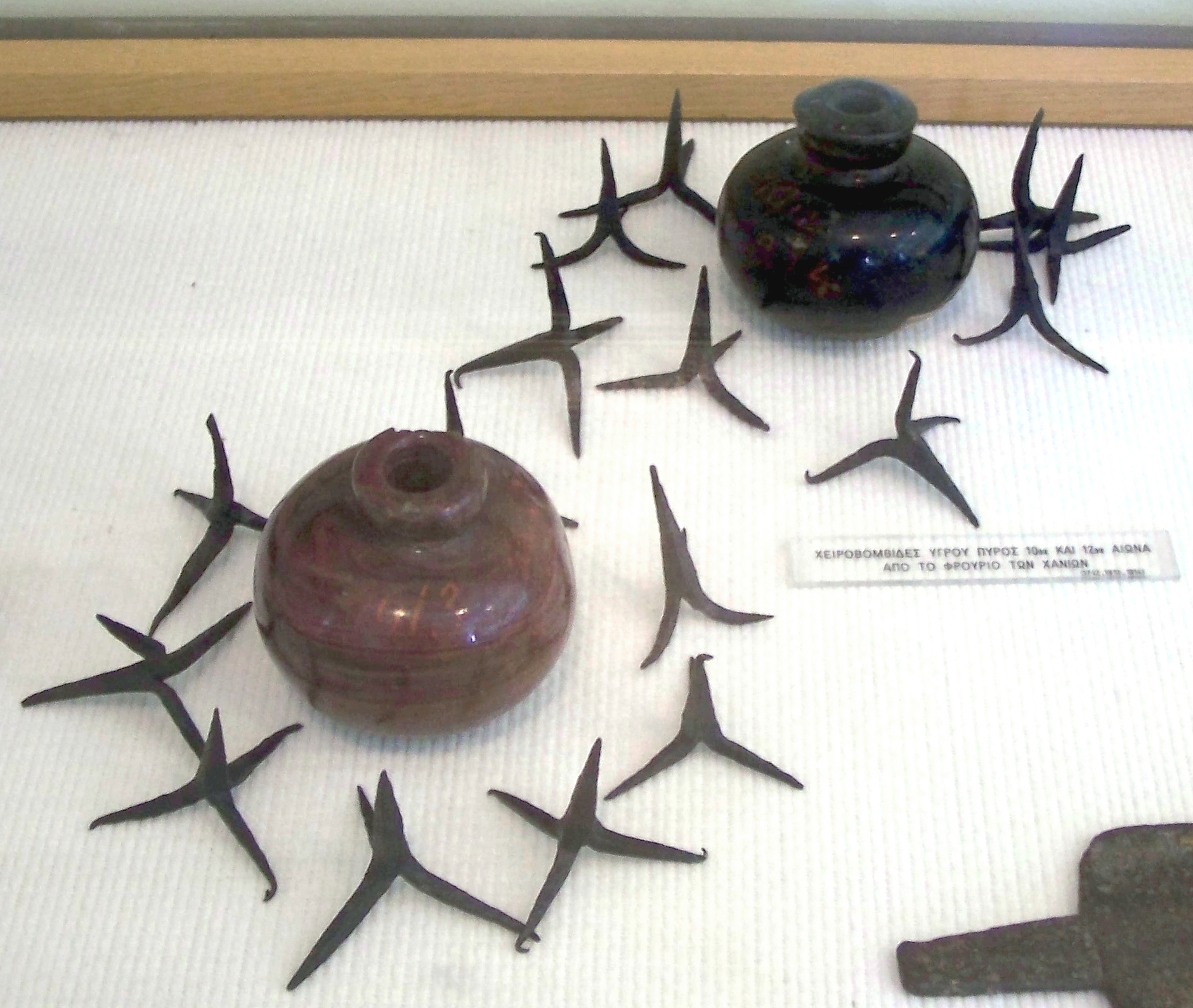
그리스의 불로 가득찬 도자기 수류탄. 10~12세기 즈음에 제작된 것이다. 현재는 그리스 아테네 국립역사박물관 소장.

그리스의 불은 동로마인들이 주로 사용했던 액체 화학 병기로서, 물로 잘 꺼지지 않았을 뿐만 아니라 수면 위에서도 불이 계속 타오르는 특성을 지니고 있어 해상전, 특히 717년~718년 사이에 우마이야조 칼리파국에 대한 제국의 승리에 결정적인 기여를 했다. 당대에 묘사된 기록을 보면 마치 오늘날의 현대 무기인 네이팜탄이나 백린탄이 자연스럽게 떠오를 정도이다. 이 무기는 아랍 무슬림들의 레반트 정복에서 피신한 시리아 출신의 과학자 헬리오폴리스의 칼리니쿠스가 발명한 것으로 알려져있는데, 일각에서는 "알렉산드리아 화학 학파의 발견을 전수받은 콘스탄티노폴리스의 화학자들이 발명한 것"이라는 주장도 제기되고 있다.
제국의 마지막 세기에는 천문학을 비롯하여 수많은 여타 수학적 과학 등의 학문들이 트라페준타에서 가르쳐졌으며, 의학은 거의 모든 학자들의 관심을 끌기에 충분할 정도로 발전해 있었다. 1453년 콘스탄티노폴리스의 함락은 나중에 흔히 르네상스라고 알려진 학문과 예술 혁신의 시대에 활기를 불어넣었다. 이 기간 동안 피신한 동로마 학자들은 주로 고대 그리스의 문법, 문학 연구, 수학 및 천문학 지식을 초기 르네상스가 이루어진 이탈리아에게로 전달해주었으며, 또한 식물학, 의학, 동물학에 대한 고전적인 학문과 텍스트 기록, 그리고 요안니스 필로포누스 및 디오스코리데스의 아리스토텔레스 물리학에 대한 검증 및 비판의 기록들을 같이 가져왔다.

## 종교

이스탄불 팜마카리스토스 교회의 예수 모자이크

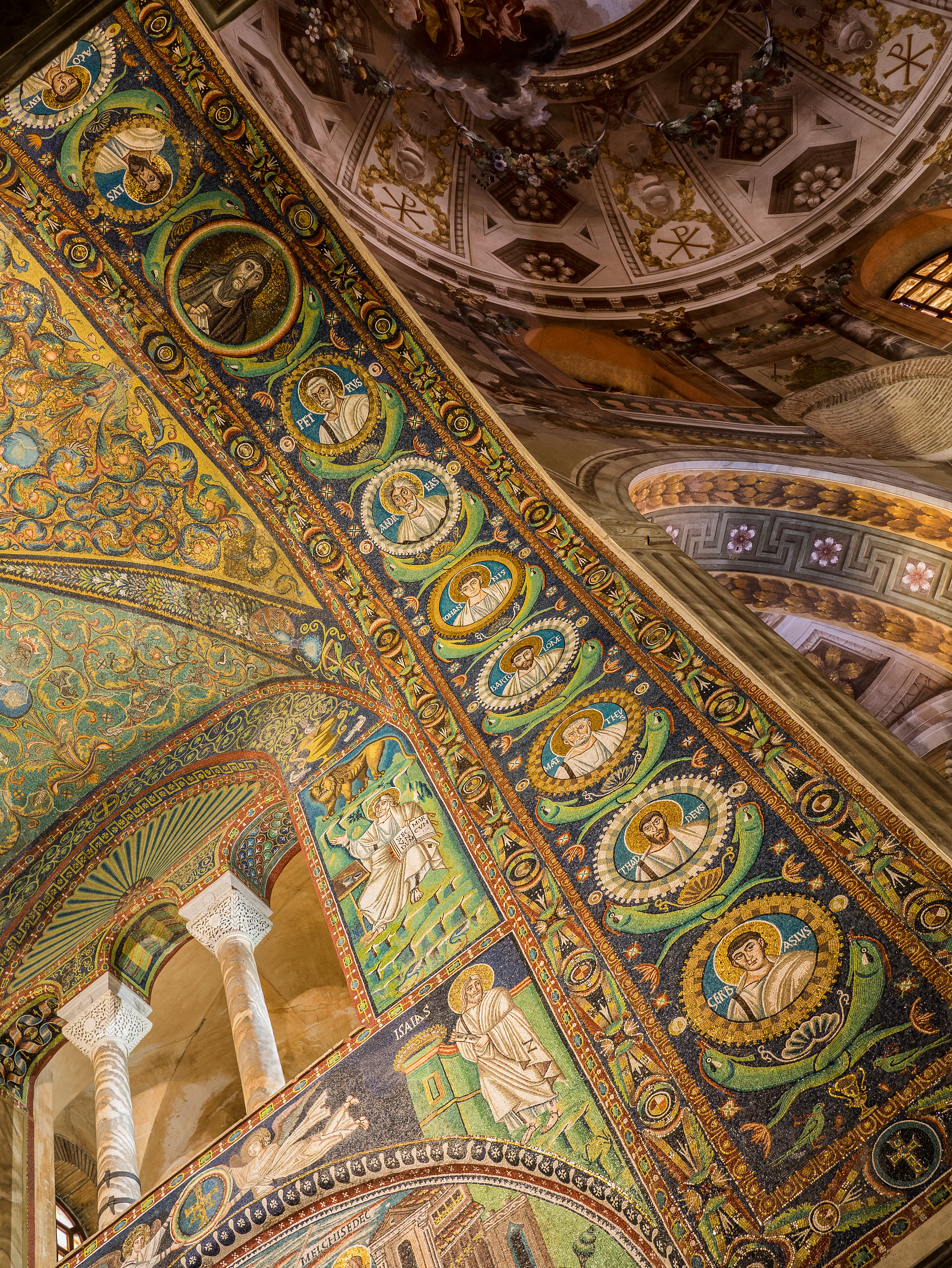
라벤나 산 비탈레 성당의 모자이크. 예수와 그 사도들의 승리적인 모습을 아치에 표현하였다는 점이 주목할만하다.

공식적으로, 동로마 제국은 신의 대리인인 황제에 의해 통치되는 신정국가였다. 제니퍼 프레틀랜드 반부어스트(Jennifer Frentland VanVoorst)는 이를 두고 "기독교적 가치는 비잔티움 제국 정치적 이상의 기초이며, 제국의 정치적 목표와 크게 얽혀 있었다는 점에서 신정국가가 되었다"고 주장했다. 한편 스티븐 런시만(Steven Runciman)은 그의 저서 『비잔틴 신정』에서 다음과 같이 말한다.
비잔티움 제국의 헌법은 [그들 제국이] 하늘나라의 지상본이라는 확신을 바탕으로 만들어졌다. 하나님이 하늘에서 다스리셨듯이, 그의 모습에서 만들어진 황제는 지상에서 다스리고 그의 계명을 실천해야 했다...(중략) 그들은 스스로를 보편 제국으로 여겼다. 또한, 이상적으로 그것은 오직 자신들만이 하나의 진정한 기독교 교회로서 지구의 모든 사람들을 포용해야만 했다. 인간이 하나님의 형상을 본따 만들어진 것처럼, 지구상의 인간 왕국도 하늘나라의 형상으로 만들어졌다.

조지프 라야는 "로마 문화와 동방 정교회는 같은 하나다."라고 말한 바 있다. 동방에서의 로마 제국의 존속은 교회의 일에 대해 황제가 적극적으로 개입할 수 있는 역할을 보장했다. 로마 국가는 고대 종교 시대에서 일상으로 종교와 관련한 행정적이고 재정적인 업무를 수행하였는데, 이는 기독교 교회에서도 마찬가지로 적용되었다. 카이사레이아의 에우세비우스가 고안한 전례에 따라 동로마 제국에서는 황제를 그리스도의 대리자나 전령으로 간주했으며, 황제는 이교도들에게 기독교를 전파하고 행정이나 재정을 위시해 "종교 외부상"의 일에도 책임을 맡는다고 보았으나 황제가 교회에서 수행하는 역할은 고정된 형태로 법에 따라 정해진 제도로 발전되지는 않았다. 시릴 망고(Cyril Mango)가 지적하듯이, 동로마 정치사상은 '하나의 신, 하나의 제국, 하나의 종교'라는 모토로 요약될 수 있을 것이다.
동로마 제국의 수도 콘스탄티노폴리스는 일반적으로 "정교회 기독교 문명의 요람"으로 여겨진다. 교회의 일에서, 동로마 제국의 역할은 결코 고정되고 법적으로 규정된 하나의 체계로 발전하지 않았다. 로마의 쇠퇴와 다른 동방 총대주교청들의 내부 분열은 6~11세기 사이에 콘스탄티노폴리스 교회를 가장 부유하고 영향력이 있는 기독교 중심지로 만들어 주었다. 심지어 동로마 제국이 "옛 모습의 그림자"로 전락했을 때도 교회는 제국의 국경 안팎에서 계속해서 큰 영향력을 행사했다. 게오르기 오스트로고르스키(George Ostrogorsky)는 다음과 같이 언급했다.
비록 비잔티움 제국이 사라지기는 했지만, 콘스탄티노폴리스 총대주교청은 여전히 정교회 세계의 중심지로 남아 있었는데, 특히 소아시아와 발칸 반도의 영토에는 여전히 [동방 정교회에] 종속된 수많은 대도시 주교들과 대주교들이 있었으며 이는 캅카스, 러시아, 리투아니아에서도 마찬가지였다. 교회는 비잔티움 제국에서 가장 안정적인 요소로 남아 있었다.

동로마 수도원주의는 특히 제국의 "영원한 특징"이 되었으며, 수도원은 "강력한 지주이자 제국 정치에서 경청해야 할 목소리"가 되었다.
최초의 7개 공의회들은 공식적인 국가 기독교 교리를 결정했는데, 그 뒤 이것을 그의 신하들에게 강요하는 것은 황제의 의무가 되었다. 388년에 반포된 제국의 칙령은 훗날 《유스티니아누스 법전》에 수록되어 제국 신민들에게 "가톨릭 기독교인들의 이름을 대라"고 명령하고, 법을 지키지 않은 모든 사람들을 "미치고 어리석은 사람들"로 간주했을 뿐만 아니라 "이단적인 교리"를 따르는 사람들로 간주하도록 만들었다.
동방 기독교적인 성격과 더불어 국교로서의 엄격한 입장에도 불구하고, 동방 정교회가 항상 동로마 제국의 모든 기독교인들을 대표하는 것은 아니었다. 즉, 동로마 제국의 기독교도가 제국 전 역사를 통틀어 계속 통일된 상태였다는 주장은 기독교를 향한 일반인의 오해일 뿐이다. 시릴 망고는 동로마 제국의 초기 단계에서 "미치고 어리석은 사람들", 즉 주요 교회들에 의해 "이단자들"이라고 명명된 사람들이 인구의 대다수를 차지했다고 생각한다. 5세기 콘스탄티노폴리스 총대주교였던 네스토리우스가 주장한 네스토리우스주의는 제국 교회를 분열시켜 오늘날 아시리아 동방 교회로 이어졌으며, 6세기의 교회 대분열 당시 오리엔트 정교회가 칼케돈 공의회에서의 선언에 반대하여 제국 교회에서 떨어져 나가기도 했다. 한편 초기 동로마 제국에는 이들 종파와 더불어 타 기독교 분파 역시 일부 존재했다. 특히 6세기 말까지는 이교도들과 유대인 이외에도 네스토리우스주의, 일신론, 아리우스주의, 바오로주의와 같은 다양한 기독교 교리를 따르는 공동체 및 그 추종자들, 심지어 황제도 몇몇 있었는데, 그들은 공의회에서 결정된 주요 신학 교리에 대해 대부분 반대적인 입장을 견지했다. 그러나 동로마 제국이 후기로 접어들면서 동방 정교회는 제국에 남은 기독교도의 "대부분"을 대표하게 되었다.
마케도니아 왕조 시대에는 중대한 종교적 의미가 있는 사건들이 여럿 있었다. 특히 불가리아인, 세르비아인, 루스인들이 차례차례 동방 정교회로 개종함으로써 오늘날에도 여전히 울려 퍼지는 유럽의 종교지도가 이때 대략적으로 그려졌다. 동로마 제국의 활발한 선교로 동구권 대부분과 일부 중동 지역에 기독교 문화가 형성되었으며 그 수도 콘스탄티노폴리스는 자연스럽게 동방 정교회의 본산지 역할을 담당하였다. 여러 동로마 선교사들이 각지에서 활발하게 활동을 이어나갔는데, 그중에서도 테살로니키 출신의 동로마 그리스인 키릴로스와 메토디우스 형제는 슬라브족의 기독교화에 크게 기여했으며 그 과정에서 키릴 문자의 선조 격인 글라골리트 문자를 고안해내는 업적을 남겼다.

### 성상파괴 논쟁

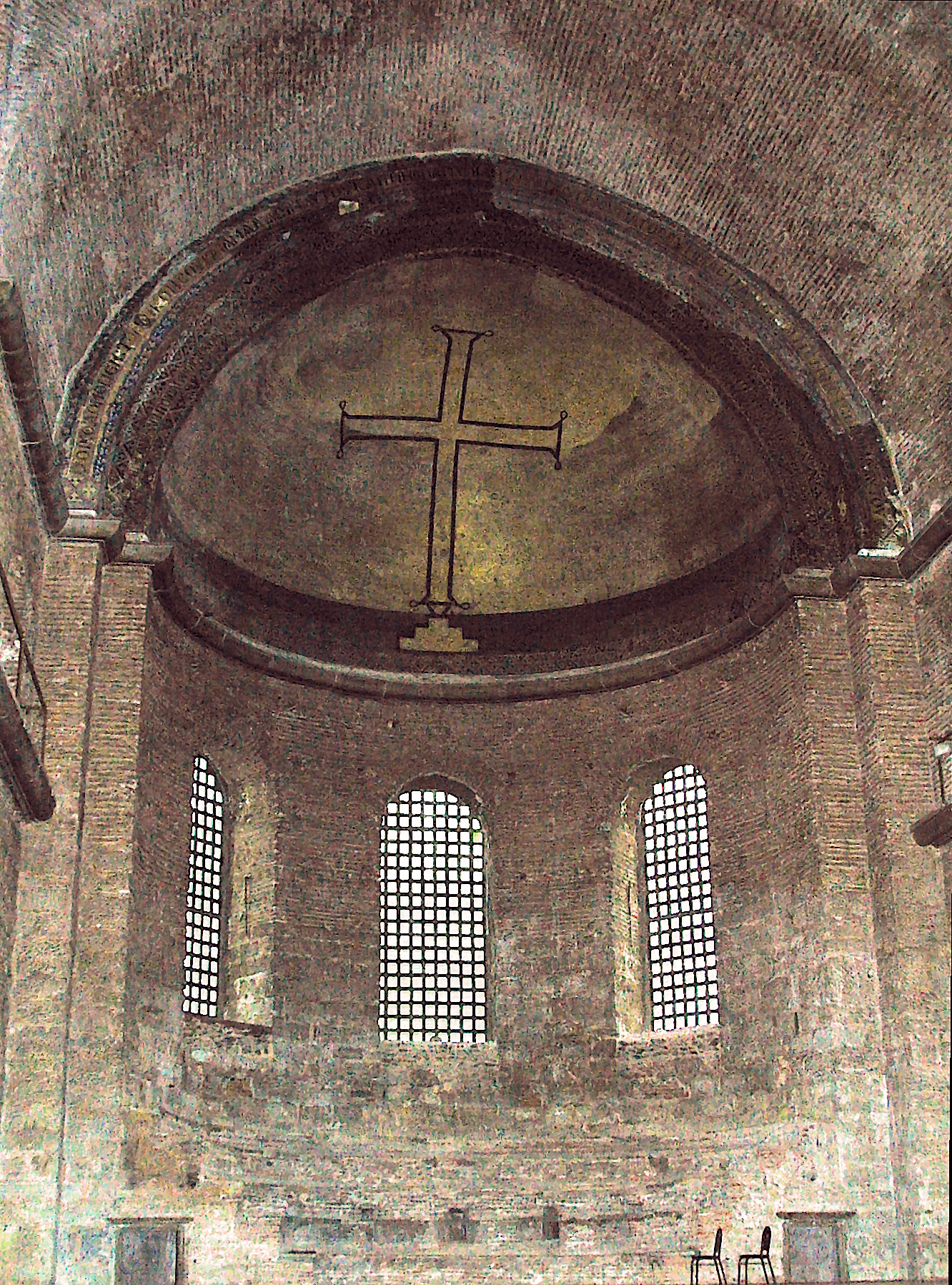
이스탄불의 하기아 이리니 교회에 있는 단순한 십자가. 성상파괴운동, 더 광범위하게는 우상파괴주의의 일환이라고 할 수 있다.

8세기부터 9세기 초까지, 약 한 세기가 넘는 기간 동안에 동로마 제국은 주요 정치적 문제였던 우상파괴에 대한 논란과 종교적 분열로 골치를 앓았다. 이콘과 같이 종교적 이미지를 언급하는 모든 상장물들이 730년경에 레온 3세와 콘스탄티누스 5세에 의해 금지되었는데, 이것은 제국 전역에서 이콘 지지자들에 의한 반란을 야기시켰다. 이리니 황후의 노력 끝에 787년 제2차 니케아 공의회가 열려 성상을 포함한 우상들을 다시 공경할 수 있도록 규정함으로써 성상파괴운동은 막을 내렸다.
그 뒤 레온 5세가 다시 성상파괴운동을 명령했지만 843년에 테오도라 황후는  총대주교 메토디오스의 도움으로 성상 숭배를 회복했다. 포티오스 분열 시대로 나빠졌던 서방과 동방과의 관계는 성상파괴운동 때문에 더욱 악화되었다.

### 비기독교인의 지위
유대인들은 동로마 제국의 역사 전체를 통틀어 상당히 소수였고, 로마법에 따라 법적으로 인정되어 일부 종교 공동체를 형성했다. 이들은 초기 동로마 시대에는 일반적으로 용인되었지만 이후에는 긴장과 박해의 시기가 뒤따랐다. 아랍 정복기를 거치면서 유대인들 대다수가 제국을 이탈하여 이슬람권으로 도망쳤다. 다만 제국 국경 안에 남겨진 유대인들은 10세기 이후부터 상대적으로 평화를 누렸다.

## 유산

### 정치적 측면에서

콘스탄티노폴리스 함락 직전의 동지중해 세계.

팔레올로고스 왕조의 사문자 십자가 상징을 자랑하는 팔레올로고스 휘하 후기 동로마 제국의 국기

콘스탄티노폴리스의 함락 지전에, 이미 제4차 십자군 이후로 이름만 남아있던 동로마 제국(니케아 제국의 후신, 팔레올로고스 왕조 치하)은 모레아 전제공국, 트라페준타 제국, 테오도로 공국과 같이 몇 개의 잔존 국가들로 전락해 있던 상태였다. 모레아 전제공국은 콘스탄티노스 11세, 토마스 팔레올로고스, 데메트리오스 팔레올로고스의 형제들에 의해 통치되었으며 매년 오스만 술탄에게 공물을 보내는 대신 독립국으로서 동로마의 지배를 이어갈 수 있었다. 그러나 무능한 군주들의 통치와 더불어 연례 공물의 중단으로 말미암아 마침내 1460년 오스만 술탄 메흐메트 2세에 의해 멸망당했다.
모레아에서, 모넴바시아 섬은 1460년이 끝나기 전에 교황의 보호를 받았으며 마니 반도는 베네치아인들에게 항복했다. 1204년 콘스탄티노폴리스가 제4차 십자군에 의해 함락되기 불과 몇 주 전에 건국된 트라페준타 제국은 동로마 제국의 마지막 잔재이자 실질적으로 최후의 후계 국가가 되었다. 반(反) 오스만 제국 십자군을 제의하고 이를 위해 서방 기독교 국가들의 군대를 소집하려는 다비드 황제의 노력은 수포로 돌아갔을 뿐만 아니라 오히려 1461년 오스만 제국의 트라페준타 침공을 촉발시켰다. 약 한 달간의 포위 끝에 마침내 1461년 8월 14일 트라페준타 제국이 멸망함으로써 동로마 제국의 잔재는 모두 소멸되었다. 다만 크림 반도의 트라페준타 영토였던 테오도로 공국(페라테이아의 일부)은 약 14년간 더 존속하다가 오스만 제국에게 멸망하였으며, 콘스탄티노스 11세의 조카 안드레아스 팔레올로고스는 이미 소멸된 동로마 황제의 칭호를 물려받아 1465년부터 1503년 죽을 때까지 그것을 지녔다.
15세기 말엽에서 16세기 중반까지, 메흐메트 2세의 후계자들의 치하에서 오스만 제국은 소아시아와 발칸반도 전역, 헝가리, 레반트와 이집트, 이란 서부 지역 및 메소포타미아, 그리고 마그레브에 그들의 지배권을 확립하였다. 또한 메흐메트 2세와 그 후계자인 오스만 술탄들은 계속해서 자신들이 로마 제국의 계승자라고 간주하였다. 그들은 콘스탄티누스 1세가 이전에 그랬던 것처럼 종교적 기반이 옮겨졌을 뿐이라고 생각했고, 이에 따라 정복된 동로마 주민들(동방 정교회인)을 계속 '룸(Rûm)'이라고 불렀다. 이러한 의식은 나중에 오스만 제국이 보다 이슬람적인 정치적 정체성을 가지게 되면서 점차 희석되었지만 그들이 공식적으로 멸망하는 20세기 초까지 계속 이어졌다. 한편, 다뉴브 연안의 공국들은 일부 동로마 귀족들을 포함한 정교회 피난민들을 수용해 주었다.
콘스탄티노스 11세가 죽자 모스크바 대공국의 이반 3세는 동방 정교회의 보호자로서 동로마 황제의 역할을 자처하였다. 그는 안드레아스 팔레올로고스의 누이이자 콘스탄티노스 11세의 조카딸인 소피아 팔레올로기나와 혼인했고 그 손자 이반 4세는 처음으로 러시아의 차르가 되었다. 이반 4세의 후계자들 역시 오스만 술탄처럼 자신들이야말로 로마와 콘스탄티노폴리스의 적법한 후계자라는 생각을 가지고 있었다. 모스크바 대공국이 러시아 제국으로 변모한 이래로도 이러한 생각은 계속되었으며, 1917년 러시아 혁명으로 제국이 무너질 때까지 존재했다.

### 문화적 측면에서

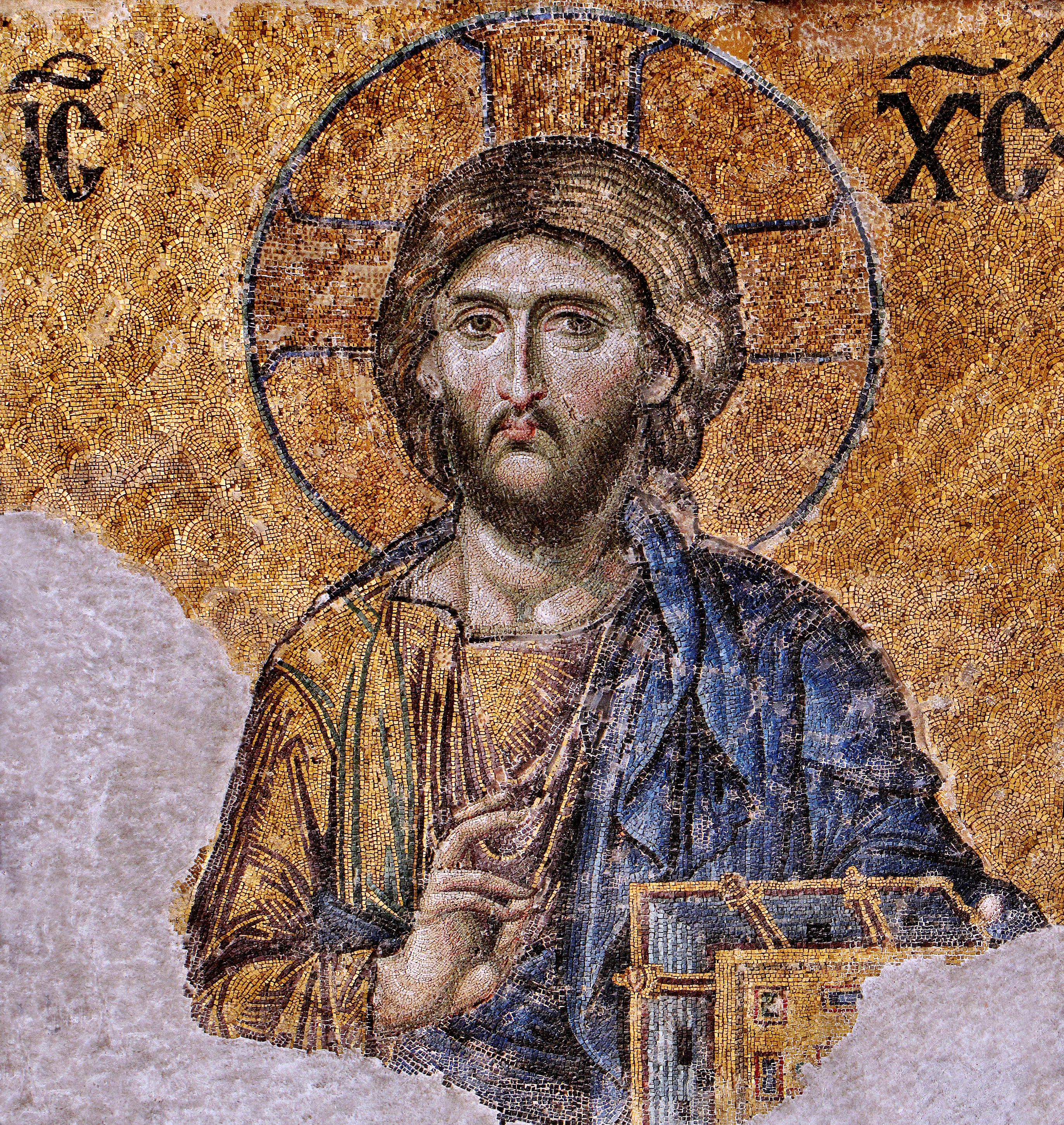
하기아 소피아 대성당의 예수 그리스도 판토크라테스 모자이크. 1261년에 제작된 것이다.

동로마는 종종 '절대 주의(absolutism)', '동방 정교회의 영성(orthodox spirituality)', '동양주의(orientalism)', '이국주의(exoticism)'로 정의되었으며, "비잔틴/비잔티움다운Byzantine" 또는 "비잔틴/비잔티움스러운Byzantinism"이라는 용어는 퇴폐, 복잡한 관료주의, 억압을 의미하는 단어로서 사용되기도 했다. 기존의 동유럽 및 서유럽의 사가들은 "비잔틴/비잔티움"이라는 말을 일반적으로 서구의 그것과는 반대되는 종교적·정치적·철학적 사상의 한 부분으로 인식했다. 19세기 그리스에서도 "비잔틴 전통"이라는 용어는 부정적인 의미와 연관되었던 반면에, 그리스인들은 주로 고전기 과거에 더욱 관심과 초점을 맞추었다. 그러나 20~21세기에 들어 동로마 제국이 서방에 끼친 영향을 위시해 더 균형잡히고 정확한 방법으로 이것들을 이해하려는 듯 하여, 동로마 문화의 복잡한 성격이 관심을 받게 되면서 이전보다 더욱 객관적으로 평가되는 경향이 생겨났다.
오늘날에 와서는 동로마 제국에 대한 이러한 전통적인 접근법은 부분적으로, 또는 전체적으로 논쟁을 거쳐 수정되었으며 학계에서는 동로마의 문화와 그 유산의 긍정적인 측면에 초점을 맞추려 노력하고 있다. 특히 아베릴 카메론(Averil Cameron)은 중세 유럽에 동로마가 기여한 것을 부인할 수 없다고 간주했으며, 오볼렌스키(Obolensky)는 정교회권 형성에서의 동로마의 주요 역할을 인식하고 있다고 말했다. 이는 오늘날의 그리스, 루마니아, 불가리아, 러시아, 조지아, 세르비아 그리고 기타 발칸반도 국가들의 사회 및 역사, 문화 등의 분야에서 "동로마"라는 용어가 중심적인 위치를 차지하는 것을 염두에 둔 것이다. 동로마 제국은 또한 고전기의 기록 및 필사본들을 보존했을 뿐만 아니라 이를 모방함으로써 최종적으로는 고전 지식의 전달자, 현대 유럽 문명의 중요한 기여자, 르네상스 인문주의 및 슬라브-정교회 문화의 선구자로 여겨진다.
중세 유럽에서 유일하게 안정적이고 장기간 존속한 국가로서, 동로마 제국은 새롭게 등장하는 세력들로부터 서유럽을 보호하는 방파제 역할을 해주었다. 특히 동로마 제국이 페르시아, 아랍, 셀주크 튀르크, 그리고 오스만 튀르크를 일시적으로 저지함으로써 서유럽은 한동안 이들과 거리를 둘 수 있었다. 다른 관점에서 본다면 7세기 이후 동로마 제국의 발전과 끊임없는 재편은 이슬람 세계 각각의 성장에 직접적인 관련이 있었다고도 할 수 있을 것이다. 어떤 학자들은 동로마-아랍 전쟁 덕분에 카롤루스가 부상할 수 있었다고 주장하기도 하며, 카를 마르텔이 투르-푸아티에에서 사라센을 격파한 것도 동로마가 방패 역할을 했기 때문이라고 보기도 한다. 또한 동로마 제국이 유지한 고대 로마 제국의 각 지역 속주와 지방에 파견한 파트리키우스 등은 봉건 제도 및 자급자족 경제를 크게 자극했다는 언급도 있다.
중세 시대에까지 존재했던 동로마 제국은 천년 제국 또는 중세 로마라는 별칭으로 불린다. 후에 그리스나 동로마를 정복한 오스만 튀르크 조차도 자신들을 로마의 후계자, 로마 황제를 칭하기도 했다. 러시아 제국의 차르 역시 동로마 제국의 황녀와 결혼한 것을 근거로 자신들을 제3의 로마, 근대의 로마라 칭하기도 했다.

## 주요 역사적 사건
- 테오도시우스 1세 즉위: 379년
- 제국 최종 분할: 395년
- 서방 제국의 소멸: 476년
- 유스티니아누스 왕조 성립: 518년
- 유스티니아누스 대제의 치세: 527~565년
- 사산조 페르시아와의 전쟁:622~628
- 이슬람이 제국의 절반 이상을 휩쓴 시기: 7세기
- 20년의 혼란기: 695~717년
- 이슬람 제국의 콘스탄티노폴리스 공격 실패: 717년
- 성상 파괴 운동: 8~9세기
- 마케도니아 왕조 개창: 867년
- 안티오키아 수복: 969년
- 바실리오스 2세의 치세: 976~1025년
  - 불가리아 정복: 1018년
- 동서 교회의 대분열: 1054년
- 콤니노스 왕조 개창: 1057년
- 이탈리아 반도 영토의 영구 상실: 1071년
- 만지케르트 전투, 아나톨리아 반도 영토 대부분 상실: 1071년
- 알렉시오스 1세 즉위: 1081년
- 마누일 1세 사망: 1180년
- 콤니노스 왕조 몰락: 1185년
- 제4차 십자군의 콘스탄티노폴리스 함락: 1204년
- 니케아 제국의 콘스탄티노폴리스 탈환: 1261년
- 동방 제국의 소멸, 로마 제국의 최종 멸망: 1453년

## 역대 황제
| 로마 황제 Imperator Romanus Augustus Princeps Βασιλεύς                           | 로마 황제 Imperator Romanus Augustus Princeps Βασιλεύς | 로마 황제 Imperator Romanus Augustus Princeps Βασιλεύς | 로마 황제 Imperator Romanus Augustus Princeps Βασιλεύς | |
| -------------------------------------------------------------------------------- | --- | --- | --- | --- |
| 율리우스-클라우디우스 왕조                                                       | 아우구스투스\|티베리우스\|칼리굴라\|클라우디우스\|네로 | 아우구스투스\|티베리우스\|칼리굴라\|클라우디우스\|네로 | 아우구스투스\|티베리우스\|칼리굴라\|클라우디우스\|네로 | |
| 네 황제의 해                                                                     | 갈바\|마르쿠스 살비우스 오토\|비텔리우스 | 갈바\|마르쿠스 살비우스 오토\|비텔리우스 | 갈바\|마르쿠스 살비우스 오토\|비텔리우스 | |
| 플라비우스 왕조                                                                  | 베스파시아누스\|티투스\|도미티아누스 | 베스파시아누스\|티투스\|도미티아누스 | 베스파시아누스\|티투스\|도미티아누스 | |
| 네르바-안토니누스 왕조                                                           | 네르바\|트라야누스\|하드리아누스\|안토니누스 피우스\|공동 즉위 루키우스 베루스·마르쿠스 아우렐리우스\|콤모두스 | 네르바\|트라야누스\|하드리아누스\|안토니누스 피우스\|공동 즉위 루키우스 베루스·마르쿠스 아우렐리우스\|콤모두스 | 네르바\|트라야누스\|하드리아누스\|안토니누스 피우스\|공동 즉위 루키우스 베루스·마르쿠스 아우렐리우스\|콤모두스 | |
| 네르바-안토니누스 왕조                                                           | 비정통 아비디우스 카시우스 | | | |
| 다섯 황제의 해                                                                   | 페르티낙스\|디디우스 율리아누스\|페르켄니우스 니게르\|클로디우스 알비누스\|셉티미우스 세베루스 | 페르티낙스\|디디우스 율리아누스\|페르켄니우스 니게르\|클로디우스 알비누스\|셉티미우스 세베루스 | 페르티낙스\|디디우스 율리아누스\|페르켄니우스 니게르\|클로디우스 알비누스\|셉티미우스 세베루스 | |
| 세베루스 왕조                                                                    | 셉티미우스 세베루스\|공동 즉위 게타·카라칼라 | 셉티미우스 세베루스\|공동 즉위 게타·카라칼라 | 셉티미우스 세베루스\|공동 즉위 게타·카라칼라 | |
| -                                                                                | 마크리누스\|디아두메니아누스 | 마크리누스\|디아두메니아누스 | 마크리누스\|디아두메니아누스 | |
| 세베루스 왕조                                                                    | 엘라가발루스\|세베루스 알렉산데르 | 엘라가발루스\|세베루스 알렉산데르 | 엘라가발루스\|세베루스 알렉산데르 | |
| 군인 황제 시대                                                                   | 막시미누스 트락스\|공동 즉위 고르디아누스 1세·고르디아누스 2세\|공동 즉위 푸피에누스 (막시무스)·발비누스\|고르디아누스 3세\|필리푸스 아라부스·필리푸스 2세\|공동 즉위 데키우스·헤렌니우스 에트루스쿠스\|호스틸리아누스\|공동 즉위 트레보니아누스 갈루스·볼루시아누스\|아이밀리아누스\|공동 즉위 발레리아누스·갈레리우스\|클라우디우스 고티쿠스\|퀸틸루스\|아우렐리아누스\|타키투스\|카루스\|공동 즉위 누메리아누스·카리누스 | 막시미누스 트락스\|공동 즉위 고르디아누스 1세·고르디아누스 2세\|공동 즉위 푸피에누스 (막시무스)·발비누스\|고르디아누스 3세\|필리푸스 아라부스·필리푸스 2세\|공동 즉위 데키우스·헤렌니우스 에트루스쿠스\|호스틸리아누스\|공동 즉위 트레보니아누스 갈루스·볼루시아누스\|아이밀리아누스\|공동 즉위 발레리아누스·갈레리우스\|클라우디우스 고티쿠스\|퀸틸루스\|아우렐리아누스\|타키투스\|카루스\|공동 즉위 누메리아누스·카리누스 | 막시미누스 트락스\|공동 즉위 고르디아누스 1세·고르디아누스 2세\|공동 즉위 푸피에누스 (막시무스)·발비누스\|고르디아누스 3세\|필리푸스 아라부스·필리푸스 2세\|공동 즉위 데키우스·헤렌니우스 에트루스쿠스\|호스틸리아누스\|공동 즉위 트레보니아누스 갈루스·볼루시아누스\|아이밀리아누스\|공동 즉위 발레리아누스·갈레리우스\|클라우디우스 고티쿠스\|퀸틸루스\|아우렐리아누스\|타키투스\|카루스\|공동 즉위 누메리아누스·카리누스 | |
| 군인 황제 시대                                                                   | 비정통 스폰시아누스·실반나쿠스 | | | |
| -                                                                                | 디오클레티아누스 | 디오클레티아누스 | 디오클레티아누스 | |
| 서방                                                                             | 서방 | 동방 | 동방 | |
| 양두정치                                                                         | 막시미아누스 | 양두정치 | 디오클레티아누스 | |
| 사두정치                                                                         | 막시미아누스\|콘스탄티우스 클로루스\|발레리우스 세베루스\|막센티우스\|막시미아누스(2차 재위)\|콘스탄티누스 1세 | 사두정치 | 디오클레티아누스\|갈레리우스\|리키니우스\|막시미누스 2세\|발레리우스 발렌스\|마르티아누스 | |
| 통일                                                                             | | | | |
| 콘스탄티누스 왕조                                                                | 콘스탄티누스 1세 | 콘스탄티누스 1세 | 콘스탄티누스 1세 | 콘스탄티누스 1세 |
| 서방                                                                             | 서방 | 동방 | 동방 | |
| 콘스탄티누스 왕조                                                                | 공동 즉위 콘스탄티누스 2세·콘스탄스 | 콘스탄티누스 왕조 | 콘스탄티우스 2세 | |
| 콘스탄티누스 왕조                                                                | 비정통 마그넨티우스\|율리우스 네포티아누스\|베트라니오 | 콘스탄티누스 왕조 | 콘스탄티우스 2세 | |
| 통일                                                                             | | | | |
| 콘스탄티누스 왕조                                                                | 콘스탄티우스 2세 | 콘스탄티우스 2세 | 콘스탄티우스 2세 | 콘스탄티우스 2세 |
| 서방                                                                             | 서방 | 동방 | 동방 | |
| 콘스탄티누스 왕조                                                                | 공동 즉위 율리아누스 | 콘스탄티누스 왕조 | 콘스탄티우스 2세 | |
| 통일                                                                             | | | | |
| 콘스탄티누스 왕조                                                                | 율리아누스 | 율리아누스 | 율리아누스 | 율리아누스 |
| -                                                                                | 요비아누스 | 요비아누스 | 요비아누스 | 요비아누스 |
| 발렌티니아누스 왕조                                                              | 발렌티니아누스 1세 | 발렌티니아누스 1세 | 발렌티니아누스 1세 | 발렌티니아누스 1세 |
| 서방                                                                             | 서방 | 동방 | 동방 | |
| 발렌티니아누스 왕조                                                              | 발렌티니아누스 1세\|그라티아누스 1세\|발렌티니아누스 2세 | 발렌티니아누스 왕조 | 발렌스 | |
| 발렌티니아누스 왕조                                                              | 비정통 에우게니우스 | 발렌티니아누스 왕조 | 비정통 프로코피우스 | |
| 테오도시우스 왕조                                                                | 공동 즉위 마그누스 막시무스·플라비우스 빅토르 | 테오도시우스 왕조 | 테오도시우스 1세 | |
| 통일                                                                             | | | | |
| 테오도시우스 왕조                                                                | 테오도시우스 1세 | 테오도시우스 1세 | 테오도시우스 1세 | 테오도시우스 1세 |
| 서방                                                                             | 서방 | 동방 | 동방 | |
| 테오도시우스 왕조                                                                | 호노리우스\|콘스탄티우스 3세\|발렌티니아누스 3세 | 테오도시우스 왕조 | 아르카디우스\|테오도시우스 2세\|마르키아누스 | |
| 테오도시우스 왕조                                                                | 비정통 히스파니아의 막시무스\|공동 즉위 콘스탄티누스 3세·프리스쿠스 아탈루스\|요안네스 | 테오도시우스 왕조 | 아르카디우스\|테오도시우스 2세\|마르키아누스 | |
| 최후의 순간                                                                      | 페트로니우스 막시무스\|아비투스\|마요리아누스\|리비우스 세베루스\|안테미우스\|올리브리우스\|글리케리우스\|율리우스 네포스\|로물루스 아우구스툴루스 | 레오 왕조 | 레오 1세\|레오 2세\|제논\|바실리스쿠스\|제논(2차 재위) | |
| 동방 (동로마 제국) βασιλεὺς καὶ αὐτοκράτωρ Ῥωμαίων Βασιλεύς αὐτοκράτωρ Imperator | | | | |
| 레오 왕조                                                                        | 제논(2차 재위)\|아나스타시우스 1세 | 제논(2차 재위)\|아나스타시우스 1세 | 제논(2차 재위)\|아나스타시우스 1세 | 제논(2차 재위)\|아나스타시우스 1세 |
| 유스티니아누스 왕조                                                              | 유스티누스 1세\|유스티니아누스 1세\|유스티누스 2세\|티베리우스 2세\|마우리키우스 | 유스티누스 1세\|유스티니아누스 1세\|유스티누스 2세\|티베리우스 2세\|마우리키우스 | 유스티누스 1세\|유스티니아누스 1세\|유스티누스 2세\|티베리우스 2세\|마우리키우스 | 유스티누스 1세\|유스티니아누스 1세\|유스티누스 2세\|티베리우스 2세\|마우리키우스 |
| -                                                                                | 포카스 | 포카스 | 포카스 | 포카스 |
| 이라클리오스 왕조                                                                | 이라클리오스\|공동 즉위 콘스탄티노스 3세·이라클로나스\|콘스탄스 2세\|콘스탄티노스 4세\|유스티니아누스 2세 | 이라클리오스\|공동 즉위 콘스탄티노스 3세·이라클로나스\|콘스탄스 2세\|콘스탄티노스 4세\|유스티니아누스 2세 | 이라클리오스\|공동 즉위 콘스탄티노스 3세·이라클로나스\|콘스탄스 2세\|콘스탄티노스 4세\|유스티니아누스 2세 | 이라클리오스\|공동 즉위 콘스탄티노스 3세·이라클로나스\|콘스탄스 2세\|콘스탄티노스 4세\|유스티니아누스 2세 |
| 20년의 혼란기                                                                    | 레온티오스\|티베리오스 3세\|유스티니아누스 2세(2차 재위)\|필리피코스\|아나스타시오스 2세\|테오도시우스 3세 | 레온티오스\|티베리오스 3세\|유스티니아누스 2세(2차 재위)\|필리피코스\|아나스타시오스 2세\|테오도시우스 3세 | 레온티오스\|티베리오스 3세\|유스티니아누스 2세(2차 재위)\|필리피코스\|아나스타시오스 2세\|테오도시우스 3세 | 레온티오스\|티베리오스 3세\|유스티니아누스 2세(2차 재위)\|필리피코스\|아나스타시오스 2세\|테오도시우스 3세 |
| 이사브리아 왕조                                                                  | 레온 3세\|콘스탄티노스 5세\|아르타바스도스\|콘스탄티노스 5세(2차 재위)\|레온 4세\|콘스탄티노스 6세\|이리니 | 레온 3세\|콘스탄티노스 5세\|아르타바스도스\|콘스탄티노스 5세(2차 재위)\|레온 4세\|콘스탄티노스 6세\|이리니 | 레온 3세\|콘스탄티노스 5세\|아르타바스도스\|콘스탄티노스 5세(2차 재위)\|레온 4세\|콘스탄티노스 6세\|이리니 | 레온 3세\|콘스탄티노스 5세\|아르타바스도스\|콘스탄티노스 5세(2차 재위)\|레온 4세\|콘스탄티노스 6세\|이리니 |
| 니키포로스 왕조                                                                  | 니키포로스 1세\|스타우라키오스\|미하일 1세 | 니키포로스 1세\|스타우라키오스\|미하일 1세 | 니키포로스 1세\|스타우라키오스\|미하일 1세 | 니키포로스 1세\|스타우라키오스\|미하일 1세 |
| -                                                                                | 레온 5세 | 레온 5세 | 레온 5세 | 레온 5세 |
| 아모리아 왕조                                                                    | 미하일 2세\|테오필로스\|미하일 3세 | 미하일 2세\|테오필로스\|미하일 3세 | 미하일 2세\|테오필로스\|미하일 3세 | 미하일 2세\|테오필로스\|미하일 3세 |
| 마케도니아 왕조                                                                  | 바실리오스 1세\|레온 6세\|알렉산드로스\|콘스탄티노스 7세\|로마노스 1세\|로마노스 2세\|니키포로스 2세\|요안니스 1세\|바실리오스 2세\|콘스탄티노스 8세\|로마노스 3세\|미하일 4세\|미하일 5세\|공동 즉위 조이·테오도라\|콘스탄티노스 9세\|테오도라(2차 재위) | 바실리오스 1세\|레온 6세\|알렉산드로스\|콘스탄티노스 7세\|로마노스 1세\|로마노스 2세\|니키포로스 2세\|요안니스 1세\|바실리오스 2세\|콘스탄티노스 8세\|로마노스 3세\|미하일 4세\|미하일 5세\|공동 즉위 조이·테오도라\|콘스탄티노스 9세\|테오도라(2차 재위) | 바실리오스 1세\|레온 6세\|알렉산드로스\|콘스탄티노스 7세\|로마노스 1세\|로마노스 2세\|니키포로스 2세\|요안니스 1세\|바실리오스 2세\|콘스탄티노스 8세\|로마노스 3세\|미하일 4세\|미하일 5세\|공동 즉위 조이·테오도라\|콘스탄티노스 9세\|테오도라(2차 재위) | 바실리오스 1세\|레온 6세\|알렉산드로스\|콘스탄티노스 7세\|로마노스 1세\|로마노스 2세\|니키포로스 2세\|요안니스 1세\|바실리오스 2세\|콘스탄티노스 8세\|로마노스 3세\|미하일 4세\|미하일 5세\|공동 즉위 조이·테오도라\|콘스탄티노스 9세\|테오도라(2차 재위)                                                                                       |
| -                                                                                | 미하일 6세 | 미하일 6세 | 미하일 6세 | 미하일 6세 |
| 콤니노스 왕조                                                                    | 이사키오스 1세 | 이사키오스 1세 | 이사키오스 1세 | 이사키오스 1세 |
| 두카스 왕조                                                                      | 콘스탄티노스 10세\|로마노스 4세\|미하일 7세\|니키포로스 3세 | 콘스탄티노스 10세\|로마노스 4세\|미하일 7세\|니키포로스 3세 | 콘스탄티노스 10세\|로마노스 4세\|미하일 7세\|니키포로스 3세 | 콘스탄티노스 10세\|로마노스 4세\|미하일 7세\|니키포로스 3세 |
| 콤니노스 왕조                                                                    | 알렉시오스 1세\|요안니스 2세\|마누일 1세\|알렉시오스 2세\|안드로니코스 1세 | 알렉시오스 1세\|요안니스 2세\|마누일 1세\|알렉시오스 2세\|안드로니코스 1세 | 알렉시오스 1세\|요안니스 2세\|마누일 1세\|알렉시오스 2세\|안드로니코스 1세 | 알렉시오스 1세\|요안니스 2세\|마누일 1세\|알렉시오스 2세\|안드로니코스 1세 |
| 앙겔로스 왕조                                                                    | 이사키오스 2세\|알렉시오스 3세\|공동 즉위 이사키오스 2세(2차 재위)·알렉시오스 4세\|알렉시오스 5세 | 이사키오스 2세\|알렉시오스 3세\|공동 즉위 이사키오스 2세(2차 재위)·알렉시오스 4세\|알렉시오스 5세 | 이사키오스 2세\|알렉시오스 3세\|공동 즉위 이사키오스 2세(2차 재위)·알렉시오스 4세\|알렉시오스 5세 | 이사키오스 2세\|알렉시오스 3세\|공동 즉위 이사키오스 2세(2차 재위)·알렉시오스 4세\|알렉시오스 5세 |
| 니케아 제국                                                                      | 니케아 제국 | 에페이로스 공국 | 트라페준타 제국 | 트라페준타 제국 |
| 라스카리스 왕조                                                                  | 테오도로스 1세\|요안니스 3세\|테오도로스 2세\|요안니스 4세 | 두카스 가문 통치 하의 동로마 후계국가. 1338년 안드로니코스 3세에게 멸망함. | 콤니노스 왕조 통치 하의 동로마 후계국가. 1461년 오스만 제국의 메흐메트 2세에게 멸망함. | |
| 라스카리스 왕조                                                                  | 비정통 콘스탄티노스 라스카리스 | 두카스 가문 통치 하의 동로마 후계국가. 1338년 안드로니코스 3세에게 멸망함. | 콤니노스 왕조 통치 하의 동로마 후계국가. 1461년 오스만 제국의 메흐메트 2세에게 멸망함. | |
| 콘스탄티노폴리스 수복                                                            | | 두카스 가문 통치 하의 동로마 후계국가. 1338년 안드로니코스 3세에게 멸망함. | 콤니노스 왕조 통치 하의 동로마 후계국가. 1461년 오스만 제국의 메흐메트 2세에게 멸망함. | |
| 콘스탄티노폴리스 수복 후                                                         | | | | |
| 팔레올로고스 왕조                                                                | 미하일 8세\|공동 즉위 안드로니코스 2세·미하일 9세\|안드로니코스 3세\|요안니스 5세\|요안니스 6세\|공동 즉위 요안니스 5세(2차 재위)·마타이오스 칸타쿠제노스\|공동 즉위 안드로니코스 4세·요안니스 7세\|요안니스 5세(3차 재위)\|요안니스 7세(2차 재위)\|요안니스 5세(4차 재위)\|마누일 2세\|요안니스 7세(3차 재위)\|요안니스 8세\|콘스탄티노스 11세                                                                             | 미하일 8세\|공동 즉위 안드로니코스 2세·미하일 9세\|안드로니코스 3세\|요안니스 5세\|요안니스 6세\|공동 즉위 요안니스 5세(2차 재위)·마타이오스 칸타쿠제노스\|공동 즉위 안드로니코스 4세·요안니스 7세\|요안니스 5세(3차 재위)\|요안니스 7세(2차 재위)\|요안니스 5세(4차 재위)\|마누일 2세\|요안니스 7세(3차 재위)\|요안니스 8세\|콘스탄티노스 11세                                                                             | 미하일 8세\|공동 즉위 안드로니코스 2세·미하일 9세\|안드로니코스 3세\|요안니스 5세\|요안니스 6세\|공동 즉위 요안니스 5세(2차 재위)·마타이오스 칸타쿠제노스\|공동 즉위 안드로니코스 4세·요안니스 7세\|요안니스 5세(3차 재위)\|요안니스 7세(2차 재위)\|요안니스 5세(4차 재위)\|마누일 2세\|요안니스 7세(3차 재위)\|요안니스 8세\|콘스탄티노스 11세                                                                             | 미하일 8세\|공동 즉위 안드로니코스 2세·미하일 9세\|안드로니코스 3세\|요안니스 5세\|요안니스 6세\|공동 즉위 요안니스 5세(2차 재위)·마타이오스 칸타쿠제노스\|공동 즉위 안드로니코스 4세·요안니스 7세\|요안니스 5세(3차 재위)\|요안니스 7세(2차 재위)\|요안니스 5세(4차 재위)\|마누일 2세\|요안니스 7세(3차 재위)\|요안니스 8세\|콘스탄티노스 11세 |
| 팔레올로고스 왕조                                                                | 망명자 토마스 팔레올로고스\|안드레아스 팔레올로고스 | | | |
| 오스만 제국                                                                      | | | | |

## 같이 보기
- 로마 제국
- 서로마 제국
- 오스만 제국
- 동로마 황제 가계도
- 동로마 제국 색인
- 로마 제국의 유산
- 동로마 제국의 반란 및 내전 목록
- 동로마 제국의 전쟁 목록
- 로마의 왕조 목록
- 로마 제국의 계승자
- 5세기의 정치적 국가 목록
- 메갈리 이데아

### 내용주
1. ↑  비공식명으로 ‘로마인들의 땅’을 뜻하는‘로마니아'[9]도 범용됐다. 이 용어는 오늘날 루마니아를 지칭하는 말이 아니다.
2. ↑  ‘임페리움 그라이코룸’(Imperium Graecorum), ‘그라이키아’(Graecia), ‘유나스탄’(Yunastan) 등을 이르는 말이다. 기타 서방에서는 콘스탄티노폴리스 제국(imperium Constantinopolitanum), 로마니아 제국(imperium Romaniae)으로 부르기도 했다.
3. ↑  당시 동로마에서는 이리니 황후가 여제로서 통치하고 있었다
4. ↑  그가 도입한 솔리두스 금화는 매우 가치있고 바뀌어 달라지지 아니하고 일정한 상태를 유지하는 통화였다.[25]
5. ↑  629년에 일시적으로 이집트 속주를 되찾았으나 642년에 아랍인의 침공으로 다시 잃었다
6. ↑   동로마 제국의 대표적인 혼란기였던 11세기는 서유럽이 정치적인 안정과 더불어 농경지의 확대 등으로 상당한 수준의 성장을 이룬 세기기도 했다. 바로 이전 세기가 동로마 제국의 전성기이자 서유럽의 상대적 혼란기였던 것과 매우 대비된다.
7. ↑  알렉시오스 1세는 안티오키아로 출정했으나, 블루아의 에티엔이 와서 십자군은 모두 패배했고 원정이 이미 실패했다면서 그에게 귀환하자고 설득했다
8. ↑  아녜스는 알렉시오스 2세의 황후이기도 했다.
9. ↑  이곳은 원래 베네치아의 종속 도시였으나 반란해 1186년에 헝가리의 보호하에 스스로 들어갔다.[106]
10. ↑  다만 베네치아인들에 대해서는 그렇지 않았다.
11. ↑  Dominator quartae partis et dimidiae totius imperii Romaniae
12. ↑  이들은 내전 당시 요한네스 6세 칸타쿠제노스가 용병으로 부린 바 있었다
13. ↑  약 7,000여 명으로, 이 중 2,000여 명은 외국인이었다.
14. ↑  20,000명씩 나누어 각각 5개의 군대가 배치되었다.
15. ↑  다만 군사 원정을 감행할 때 15,000명의 군사와 야전군을 포함하여 4만 명을 넘는 경우는 거의 없었다.
16. ↑  세금 면제 등의 혜택을 받았다.
17. ↑  옆의 금박 흔적이 있는 상아 조각을 포함해 측정했을 때의 높이이다.
18. ↑  Orghun, 아마도 오르간을 칭하는 것일듯 함.
19. ↑  (Shilyani, 하프 또는 리라의 파생악기로 추정됨.
20. ↑  Salandj, 백파이프로 추정됨.
21. ↑  πλαγίαυλος, 샛길을 뜻하는 중세 그리스어 πλάγιος에서 유래함.
22. ↑  ἀσκός 와인스킨을 뜻하는 중세 그리스어 askos에서 파생
23. ↑  고대 그리스어로 "용기"를 의미하는 angion (Τὸ ἀγγεῖον)에서 유래
24. ↑  발칸 반도의 가이다, 그리스의 트삼포우나 및 폰틱 툴룸, 크레타의 아스코만두라, 아르메니아의 파캅주크, 루마니아의 캄포이, 중동권의 주르나
25. ↑  교황 니콜라오 1세가 콘스탄티노폴리스 총대주교 포티오스를 두고 그가 총대주교로 승격된 것에 의의를 제기한 사건. 서방과 동방의 사이가 나빠지는 계기 중 하나가 되었다.
26. ↑  이들의 통치자들 역사 스스로를 동로마 황제들의 적법한 계승자라고 생각했다[359]
27. ↑  이 칭호는 카이사르를 뜻하는데, 옛 키예프 루스 시대부터 슬라브인들이 동로마 제국의 황제를 일컫는 말이었다.
28. ↑  1453년에 콘스탄티노폴리스를 함락시킨 오스만 술탄 메흐메트 2세와 그의 후계자들은 스스로를 "카이세리-룸(Kaysar-i Rûm)"이라고 칭했는데, 이는 "로마의 카이사르(황제)"를 뜻하는 오스만 튀르크어 칭호이다.[365] 따라서 그들 스스로는 자신들이 동로마를 정복한 것을 근거로 로마를 계승했다는 의식을 가지고 있었다고 볼 수 있다.

### 참조주
1. 1 2  Millar 2006, 2, 15쪽; James 2010, 5쪽; Freeman 1999, 431, 435–37, 459–62쪽; Baynes & Moss 1948, xx쪽; Ostrogorsky 1969, 27쪽; Kaldellis 2007, 2–3쪽; Kazhdan & Constable 1982, 12쪽; Norwich 1998, 383쪽.
2. ↑  Ostrogorsky 1969, 105–07, 109쪽; Norwich 1998, 97쪽; Haywood 2001, 2.17, 3.06, 3.15쪽.
3. ↑  Haldon, John; Haldon, Shelby Cullom Davis 3.0. Professor of European History Professor of History Hellenic Studies John (2002). 《Warfare, State And Society in the Byzantine World 560–1204》. 47쪽. ISBN 978-1-135-36437-3.
4. ↑  Pounds, Norman John Greville. An Historical Geography of Europe, 1500–1840, p. 124. CUP Archive, 1979. ISBN 0-521-22379-2.
5. ↑  “The End of the Byzantine Empire, 1081–1453”. 24 September 2015에 원본 문서에서 보존된 문서.
6. ↑  William Miller, Trebizond: The last Greek Empire of the Byzantine Era: 1204–1461, 1926 (Chicago: Argonaut, 1969), pp. 100–06
7. ↑  Fox, What, If Anything, Is a Byzantine?
8. ↑  University of Chile: Center of Byzantine and Neohellenic Studies 1971, 69쪽.
9. ↑  Fossier & Sondheimer 1997, 104쪽.
10. ↑  “Nation and Liberty: the Byzantine Example”. Dio.sagepub.com. doi:10.1177/039219218303112403. 2010년 8월 7일에 확인함.
11. ↑  Theodore the Studite. Epistulae, 145, Line 19 ("ή ταπεινή Γραικία") and 458, Line 28 ("έν Αρμενία καί Γραικία").
12. ↑  Cinnamus 1976, 240쪽.
13. ↑  Ahrweiler & Laiou 1998, 3쪽; Mango 2002, 13쪽.
14. ↑  Gabriel 2002, 277쪽.
15. ↑  Ahrweiler & Laiou 1998, vii쪽; Davies 1996, 245쪽; Moravcsik 1970, 11–12쪽; Ostrogorsky 1969, 28, 146쪽; Lapidge, Blair & Keynes 1998, 79쪽; Winnifrith & Murray 1983, 113쪽; Gross 1999, 45쪽; Hidryma Meletōn Chersonēsou tou Haimou 1973, 331쪽.
16. ↑  Fouracre & Gerberding 1996, 345쪽: "The Frankish court no longer regarded the Byzantine Empire as holding valid claims to universality; instead it was now termed the 'Empire of the Greeks'."
17. 1 2  〈Hellas, Byzantium〉. 《Encyclopaedia The Helios》.
18. ↑  Tarasov 2004, 121쪽.
19. ↑  El-Cheikh 2004, 22쪽.
20. ↑  Bury, 1923,1}}
21. ↑  〈Byzantine Empire〉. 《Encyclopaedia Britannica》.
* Gibbon, 1906, II, 200 보관됨 2007-06-14 - 웨이백 머신
22. ↑  Greatrex 2008, 233–255쪽; kaldellis 2023, 17–18쪽; Treadgold 1997, 14–18쪽.
23. ↑  Gibbon, 1906, III, 168 보관됨 2007-06-14 - 웨이백 머신
24. ↑  Bury, 1923, 1}}
*Esler, 2000, p.1081.
25. ↑  Esler, 2000, p.1081.
26. ↑  Bury, 1923, 163
27. 1 2 3 4 5 6 7  〈Byzantine Empire〉. 《Encyclopaedia Britannica》.
28. ↑  Nathan, {http://www.roman-emperors.org/theo2.htm Theodosius II (408–450 AD)}
29. ↑  Treadgold, 1995, p.193.
30. ↑  Alemany, 2000, p.207.
*Treadgold, 1997, p.184.
31. ↑  Grierson, 1999, p.17.
32. ↑  Greatrex 2008, 244쪽; Kaldellis 2023, 223–226쪽; Treadgolad 1997, 164–173쪽.
33. ↑  〈Byzantine Empire〉. 《Encyclopaedia Britannica》.
* Evans, Justinian (AD 527–565)
34. 1 2 3  Evans, Justinian (AD 527–565)
35. ↑  Bury, 1923, 180–216
36. ↑  Bury, 1923, 236–258
37. ↑  Bury, 1923, 259–281
38. ↑  Bury, 1923, 286–288
39. ↑  Vasiliev, The Legislative Work of Justinian and Tribonian
40. ↑  피터 프랭코판 (2015). 〈4. 혁명으로 가는 길〉. 《실크로드 세계사》. 118쪽.
41. ↑  펠리페 페르난데스아르메스토 외, 이재만 옮김 (2020). 《옥스퍼드 세계사》. 교유서가. 236쪽.
42. ↑  kaldellis 2023, 318–319쪽; Treadgold 1997, 217쪽; Sarris 2002, 51쪽.
43. ↑  Foss 1975, 722쪽.
44. ↑  Haldon 1990, 41쪽; Speck 1984, 178쪽.
45. ↑  Haldon 1990, 42–43쪽.
46. ↑  Grabar 1984, 37쪽; Cameron 1979, 23쪽.
47. ↑  Cameron 1979, 5–6, 20–22쪽.
48. ↑  Haldon 1990, 46쪽; Baynes 1912, passim; Speck 1984, 178쪽.
49. ↑  Foss 1975, 746–747쪽.
50. ↑  Haldon 1990, 50쪽.
51. ↑  kaldellis 2023, 387쪽; haldon 2008, 256쪽; Treadgold 2002, 129쪽.
52. ↑  Haldon 1990, 61–62쪽.
53. ↑  Haldon 1990, 102–114쪽.
54. ↑  Wickham 2009, 260쪽 harvnb 오류: 여러 대상 (2×): CITEREFWickham2009 (도움말)
55. ↑  Haldon 1990, 208–215쪽; Kaegi 2003, 236, 283쪽.
56. ↑  Haldon 1990, 43–45, 66, 114–115쪽.
57. ↑  Haldon 1990, 66–67쪽.
58. ↑  Haldon 1990, 71쪽.
59. ↑  Haldon 1990, 70–78, 169–171쪽; Haldon 2004, 216–217쪽; Kountoura-Galake 1996, 62–75쪽.
60. ↑  〈Byzantine Empire〉. 《Encyclopædia Britannica》.; 〈Hellas, Byzantium〉. 《Encyclopaedia The Helios》.
61. ↑  Parry 1996, 11–15쪽
62. 1 2  Chisholm 1911.
63. ↑  Garland 1999, 89쪽.
64. 1 2 3  [깨진 링크(과거 내용 찾기)]
65. 1 2 3 4 5 6  Norwich 1998.
66. ↑  Angold 1997.
67. ↑  Laiou & Morisson 2007, 130–131쪽; Pounds 1979, 124쪽.
68. ↑  Duilker & Spielvogel 2010, 317쪽
69. ↑  Treadgold 1997, 548–549쪽.
70. 1 2  Markham, The Battle of Manzikert 보관됨 2007-05-13 - 웨이백 머신.
71. ↑  Vasiliev, Relations with Italy and Western Europe.
72. ↑  Ferdo Šišić. Povijest Hrvata u vrijeme narodnih vladara. Zagreb, 1925, ISBN 86-401-0080-2
73. ↑  〈Byzantine Empire〉. 《Encyclopædia Britannica》. 2002.; Markham, The Battle of Manzikert 보관됨 2007-05-13 - 웨이백 머신.
74. ↑  Magdalino 2002, 124쪽.
75. ↑  Birkenmeier 2002.
76. ↑  Harris 2003; Read 2000, 124쪽; Watson 1993, 12쪽.
77. ↑  지오프리 파커 (2004). 〈비잔틴 세계〉. 《아틀라스 세계사》. 56~57쪽.
78. ↑  Komnene 1928, X, 261.
79. ↑  Anna Komnene. Alexiad, XI, 291 보관됨 2014-10-16 - 웨이백 머신.
80. ↑  Anna Komnene. Alexiad, XIII, 348–358 보관됨 2012-09-27 - 웨이백 머신; Birkenmeier 2002, 46쪽.
81. ↑  Norwich 1998, 267쪽.
82. ↑  Ostrogorsky 1969, 377쪽.
83. ↑  Birkenmeier 2002, 90쪽.
84. ↑  Stone, John II Komnenos.
85. ↑  〈John II Komnenos〉. 《Encyclopædia Britannica》..
86. ↑  Harris 2003, 84쪽.
87. ↑  Brooke 2008, 326쪽.
88. ↑  Magdalino 2002, 74쪽; Stone, Manuel I Comnenus.
89. ↑  Sedlar 1994, 372쪽.
90. ↑  Magdalino 2002, 67쪽.
91. ↑  Birkenmeier 2002, 128쪽.
92. ↑  Birkenmeier 2002, 196쪽.
93. ↑  Birkenmeier 2002, 185–186쪽.
94. ↑  Birkenmeier 2002, 1쪽.
95. ↑  Day 1977, 289–290쪽; Harvey 2003.
96. ↑  Norwich 1998, 291쪽.
97. 1 2  Norwich 1998, 292쪽.
98. 1 2  Ostrogorsky 1969, 397쪽.
99. ↑  Harris 2003, 118쪽.
100. ↑  Norwich 1998, 293쪽.
101. ↑  Norwich 1998, 294?295쪽.
102. ↑  Angold 1997; Paparrigopoulos & Karolidis 1925, 216쪽
103. ↑  Vasiliev, Foreign Policy of the Angeloi.
104. ↑  Norwich 1998, 299쪽.
105. 1 2 3 4  〈The Fourth Crusade and the Latin Empire of Constantinople〉. 《Encyclopædia Britannica》..
106. ↑  Britannica Concise, 9383275/Siege-of-Zara Siege of Zara[깨진 링크(과거 내용 찾기)].
107. ↑  Geoffrey of Villehardouin 1963, 46쪽.
108. ↑  Norwich 1998, 301쪽.
109. ↑  Choniates, The Sack of Constantinople 보관됨 2014-10-30 - 웨이백 머신.
110. ↑  Kean 2006; Madden 2005, 162쪽; Lowe-Baker, The Seljuks of Rum.
111. ↑  Lowe-Baker, The Seljuks of Rum.
112. ↑  Madden 2005, 179쪽; Reinert 2002, 260쪽.
113. ↑  Reinert 2002, 257쪽.
114. ↑  Reinert 2002, 261쪽.
115. ↑  Reinert 2002, 268쪽.
116. ↑  Reinert 2002, 270쪽.
117. ↑  Runciman 1990, 71–72쪽.
118. 1 2  Runciman 1990, 84–85쪽.
119. ↑  Runciman 1990, 84–86쪽.
120. ↑  Hindley 2004, 300쪽.
121. ↑  (Herrin 2009, 24쪽)
122. ↑  (Stathakopoulos 2023, 30쪽)
123. ↑  (Stathakopoulos 2023, 30-31쪽)
124. ↑  Stathakopoulos 2023, 30쪽.
125. ↑  Beard 2015, 165쪽.
126. ↑  Kaldellis 2023, 20, 60, 71쪽.
127. 1 2  Kaldellis 2023, 34쪽.
128. ↑  Rotman 2022; 1pp-41-43.
129. ↑  Friel & Williams 2005, 121쪽.
130. ↑  Perrottet 2004, 190쪽.
131. ↑  Wallace-Hadrill 1998, 79–91쪽.
132. ↑  Kaldellis 2023, 111쪽; Jones 1986, 991쪽.
133. ↑  Kaldellis 2023, 141, 186, 342쪽.
134. ↑  kaldellis 2023, 40쪽; Rotman 2022, 32쪽.
135. ↑  Rotman 2009, 18, 179쪽; Rotman 2022, 159쪽.
136. 1 2  Kaldellis 2023, 39쪽.
137. ↑  Rotman 2009, 30–31쪽; Kaldellis 2023, 425쪽; Rotman 2022, 43쪽.
138. ↑  “Review of: Response: Rotman on Lenski on Youbal Rotman, Byzantine Slavery and the Mediterrranean world”. 2024년 1월 9일에 원본 문서에서 보존된 문서. 2024년 7월 30일에 확인함.
139. ↑  Kaldedlis 2023, 40쪽; Rotman 2009, Chapter 2; Rotman 2022, 37–38, 53쪽.
140. ↑  Harper, Kyle (2010). “Slave Prices in Late Antiquity (and in the Bery Long Term)”. 《Historia: Zeitschrift für Alte Geschichte》 59 (2): 237. doi:10.25162/historia-2010-0013. ISSN 0018-2311. JSTOR 27809564. S2CID 160720781.
141. ↑  Kaldellis 2023, 40쪽; Rotman 2022, 53쪽.
142. ↑  Kaldellis 2023, 38쪽; Brandes 2008, 563쪽.
143. ↑  Kaldellis 2023, 38–39쪽.
144. ↑  Kaldellis 2023, 39쪽; Harvey 2008, 329쪽.
145. 1 2 3  Kaldellis 2023, 40쪽.
146. ↑  Kaldellis 2023, 444쪽.
147. ↑  Rotman 2022, 85쪽.
148. ↑  Talbot 1997, 121쪽; Kazhdan 1990a, 132쪽.
149. ↑  Rotman 2022, 83쪽; Talbot 1997, 121쪽.
150. ↑  Kaldellis 2023, 41쪽.
151. ↑  Kaldellis 2023, 88, 321, 444, 529, 588, 769쪽; Talbot 1997, 119, 122, 128쪽.
152. ↑  Harris 2017, 13쪽; Kaldellis 2023, 41쪽; Garland 2006, xiv쪽.
153. ↑  Kaldellis 2023, 40, 592쪽; Stephenson 2010, 66쪽.
154. ↑  Kaldellis 2023, 40, 592쪽; Talbot 1997, 129쪽; Garland 2006, xvi쪽.
155. ↑  Markopoulos 2008, 785쪽.
156. ↑  Markopoulos 2008, 786쪽.
157. ↑  Kaldellis 2023, 40쪽; Talbot 1997, 118–119쪽.
158. ↑  Kaldellis 2023, 40쪽; Talbot 1997, 126–127쪽; Karras 2004, 309–314쪽.
159. ↑  Talbot 1997, 130–131쪽; Harris 2017, 133쪽; Garland 2006, xiv쪽; Kaldellis 2023, 40–41쪽.
160. ↑  Talbot 1997, 131쪽; Kazhdan 1990a, 136쪽.
161. ↑  group"주"
162. ↑  Grosdidier de Matons 1967, 23–25쪽; Garland 1999, 11–39쪽.
163. ↑  Karras 2004, 310쪽.
164. ↑  Kaldellis 2023, 529쪽; Harris 2017, 133쪽.
165. ↑  Modern Greek in Asia Minor. A study of the dialects of Sílli, Cappadocia and Phárasa. Dawkins, R.M. 1916. Cambridge: Cambridge University Press.
166. ↑  Rochette 2023, 285쪽.
167. ↑  Dickey, Eleanor (2023). 《Latin Loanwords in Ancient Greek: A Lexicon and Analysis》 1판. Cambridge University Press. 4쪽. doi:10.1017/9781108888387. ISBN 978-1-108-88838-7. S2CID 258920619. 2024년 2월 9일에 원본 문서에서 보존된 문서. 2023년 12월 21일에 확인함.
168. ↑  Rochette (2011), 562–563쪽
169. ↑  Rochette 2018, 108쪽; Millar 2006, 97–98쪽; Treadgold (1997), 5–7쪽
170. ↑  Millar, 2006, p.279.
171. ↑  Bryce (1901), 59
*McDonnell, 2006, p.77.
*Millar, 2006, pp.97-98.
172. ↑  Bryce 1901, 59쪽; McDonnell 2006, 77쪽; Millar 2006, 97–98쪽; Oikonomides 1999, 12–13쪽.
173. ↑  Rochette 2023, 263, 268쪽; Rochette 2018, 114–115, 118쪽; Wallace-Hadrill 1998, 80–83쪽.
174. ↑  Rochette 2011, 560쪽; Rochette 2018, 109쪽.
175. ↑  Kaldellis 2023, 191쪽; Rochette 2023, 283쪽; Rochette 2011, 562쪽.
176. ↑  Wickham, Chris (2009). 《The inheritance of Rome: a history of Europe from 400 to 1000》. New York: Viking Penguin. 90쪽. ISBN 978-0-670-02098-0.
177. ↑  Kaldellis 2023, 289쪽; Rochette 2011, 562쪽; Rochette 2023, 283쪽.
178. ↑  Oikonomides 1999, 12–13쪽.
179. ↑  Apostolides (1992), 25-26
* Wroth (1908), Introduction, section 6, cv
180. ↑  Saramandru, (http://www.ear.ro/3brevist/rv8/art14.pdf 보관됨 2007-09-27 - 웨이백 머신 Torna, Torna Fratre)
* Sedlar (1994), 403-404
181. ↑  Pei, Mario; Gaeng, Paul A. (1976). 《The story of Latin and the Romance languages》. New York: Harper & Row. 76–81쪽. ISBN 978-0-06-013312-2.
182. ↑  Sedlar 1994, 403–440쪽.
183. ↑  Apostolides 1887, 25–26쪽; Rochette 2023, 283쪽.
184. ↑  Rance, Philip (2010). “The De Militari Scientia or Müller Fragment as a philological resource. Latin in the East Roman army and two new loanwords in Greek: palmarium and *recala”. 《Glotta》 86 (1–4): 63–64. doi:10.13109/glot.2010.86.14.63. ISSN 0017-1298. JSTOR 41219881. 2023년 4월 7일에 원본 문서에서 보존된 문서. 2023년 12월 23일에 확인함.
185. ↑  Runciman Steven (1933). 《Byzantine Civilisation》. 232쪽.
186. ↑  Oikonomides 1999, 20쪽; Harris 2014, 12쪽.
187. ↑  Beaton 1996, 10쪽; Jones 1986, 991–997쪽; Versteegh 1977, 1쪽; Harris 2014, 12쪽.
188. ↑  Beaton (1996), 10
* Jones, 1986, p.991.
*Versteegh, 1977, Chapter 1
189. ↑  Campbell, 2004, p.40.
* Hacikyan, 2002, part 1}}
190. ↑  Baynes (1907), 289
*Gutas, 1998, Chapter 7, section 4}}
* Shopen, 1987, p.129.
191. ↑  (Beckwith 2008, 171쪽)
192. ↑  (Halsall 2007)
193. ↑  Kaldellis 2007, 95쪽; Nicol 1993, 1–2쪽.
194. ↑  Tuori 2016, 11쪽.
195. ↑  Kaldellis 2023, 35, 189, 222쪽; Nicol 1988, 63쪽.
196. ↑  Kaldellis 2023, 35, 774쪽.
197. ↑  Kaldellis 2023, 296쪽.
198. ↑  Kaldellis 2023, 338쪽; Nicol 1988, 64쪽.
199. ↑  Kaldellis 2023, 441쪽.
200. ↑  Nicol 1988, 63쪽.
201. ↑  Louth 2005, 306–308쪽.
202. 1 2 3  Louth 2005, 303쪽.
203. ↑  Kaldellis 2023, 421쪽; Neville 2004, 7쪽.
204. ↑  Kaldellis 2023, 185쪽.
205. ↑  Kaldellis 2023, 396, 408–409쪽.
206. ↑  Kaldellis 2023, 59, 194쪽; Haldan 2008, 554쪽; Treadgold 1997, 50쪽.
207. ↑  Kaldellis 2023, 331쪽.
208. ↑  Kaldellis 2023, 454–455쪽; Haldan 2008, 555쪽.
209. ↑  Kaldellis 2023, 422, 437쪽; Haldan 2008, 555–556쪽; Treadgold 1997, 430–431쪽.
210. ↑  Kaldellis 2023, 562쪽; Treadgold 1995, 206쪽.
211. ↑  Haldan 2008, 555쪽; Treadgold 1997, 281, 432, 489쪽.
212. ↑  Haldan 2008, 556쪽; Blöndal 1979, 17, 20–22, 178–179쪽.
213. ↑  Kaldellis 2021a, 463쪽; Haldan 2008, 556쪽; Treadgold 1997, 730–734, 737쪽; Treadgold 1995, 29쪽.
214. ↑  Kaldellis 2021a, 463쪽; Haldan 2008, 555쪽; Treadgold 1997, 735–736쪽.
215. ↑  Haldan 2008, 557쪽; Treadgold 1997, 737, 794–796, 810쪽.
216. ↑  Kaldellis 2023, 634쪽; Haldan 2008, 557쪽.
217. ↑  Haldan 2008, 557쪽; Treadgold 1997, 825–826쪽.
218. ↑  Haldan 2008, 557쪽; Treadgold 1997, 905–906쪽.
219. ↑  Kaldellis 2023, 562, 656쪽; Pryor 2002.
220. ↑  Kaldellis 2023, 399, 442쪽; Blöndal 1979, 29쪽; Haldan 2008, 555쪽.
221. ↑  Kaldellis 2023, 502쪽; Blöndal 1979, 16, 29–30쪽; Haldan 2008, 560쪽.
222. ↑  Pryor 2002, 487쪽.
223. ↑  Pryor 2002, 488쪽.
224. 1 2  Pryor 2002, 489쪽.
225. ↑  Kaldellis 2023, 489쪽; Blöndal 1979, 29쪽; Treadgold 1995, 33쪽; Howard-Johnston 2008, 947쪽.
226. ↑  Haldan 2008, 558쪽; Treadgold 1997, 975, 1084쪽.
227. ↑  Kaldellis 2023, 812, 860–861쪽.
228. ↑  Haldan 2008, 558쪽.
229. ↑  Kaldellis 2023, 1881쪽; Haldan 2008, 559쪽; Treadgold 1997, 1112쪽.
230. ↑  Kaldellis 2023, 896쪽; Haldan 2008, 558–559쪽.
231. ↑  Obolensky 1994, 3쪽.
232. ↑  Zhang 2023, 221쪽; Kaldellis 2023, 322–323, 325, 366–367, 511쪽.
233. ↑  Neumann 2006, 4–5쪽; Chrysos 1990, 35쪽; Shepherd 1990, 61–66쪽.
234. ↑  Zhang 2023, 221쪽; Sinnigen 1963, 쪽; Haldon 1990, 281–282쪽; Shepherd 1990, 65–67쪽.
235. ↑  Whitby 2008, 122–123쪽.
236. ↑  Haldon 1990, 283쪽.
237. ↑  Kaldellis 2023, 309쪽.
238. ↑  Haldon 1990, 282쪽.
239. ↑  Chrysos 1990, 25, 36쪽; Haldon 1990, 289쪽.
240. ↑  Haldon 1990, 289쪽; Chrysos 1990, 25, 33, 35쪽; Neumann 2006, 4–5쪽.
241. ↑  Chrysos 1990, 33, 35쪽; Neumann 2006, 4–5쪽; Kaldellis 2023, 338쪽.
242. ↑  Kazhdan 1990, 4쪽.
243. ↑  Kennedy 1990, 134, 137, 143쪽.
244. 1 2 3  Howard-Johnston 2008, 949쪽.
245. ↑  Kazhdan 1990, 7, 10쪽; Kennedy 1990, 134쪽; Chrysos 1990, 28–29쪽.
246. ↑  Haldon 1990, 286쪽.
247. ↑  Kazhdan 1990, 5쪽.
248. ↑  Kazhdan 1990a, 11, 13, 20쪽.
249. ↑  Kazhdan 1990a, 20–21쪽.
250. ↑  Howard-Johnston 2008, 945쪽.
251. 1 2  Oikonomides 1990, 74쪽.
252. ↑  Oikonomides 1990, 75쪽.
253. ↑  Oikonomides 1990, 75–77쪽.
254. ↑  Gregory 2010, 150쪽.
255. ↑  Merryman & Perez-Perdomo 2007, 7쪽
256. ↑  Troianos & Velissaropoulou-Karakosta 1997, 340쪽
257. ↑  Browning 1992, 97–98쪽.
258. ↑  Tussay, Ákos (2022). 《A History of the nomos empsychos idea》 (학위논문). Miklós Könczöl, Szilárd Tattay. doi:10.15774/PPKE.JAK.2022.010.
259. ↑  Nicol 1988, 64-65쪽; Bleicken 1978, 6쪽.
260. ↑  Bleicken 1978, 25쪽; Tuori 2016, 11쪽; Nicol 1988, 64–65쪽.
261. ↑  Christov, Ivan (2020). 〈Political Philosophy, Byzantine〉.   Lagerlund, Henrik. 《Encyclopedia of medieval philosophy: philosophy between 500 and 1500》. Springer reference 2판. Dordrecht: Springer. 1574쪽. ISBN 978-94-024-1663-3.
262. ↑  Kazhdan 1991, 472, 999쪽.
263. ↑  Laiou & Morrisson 2007, 1, 23–38쪽.
264. ↑  Laiou & Morrisson 2007, 3, 45, 49–50, 231쪽; Magdalino 2002b, 532쪽.
265. 1 2  Laiou & Morrisson 2007, 90–91, 127, 166–169, 203–204쪽; Magdalino 2002b, 535쪽.
266. ↑  Matschke 2002, 805–806쪽.
267. ↑  Laiou 2002b, 723쪽; Laiou & Morrisson 2007, 13쪽.
268. 1 2  Laiou 2002a, 3–4쪽; Laiou & Morrisson 2007, 18쪽.
269. ↑  Angeliki E. Laiou, Cécile Morrisson. 〈?〉. 《The Byzantine Economy》. ?쪽.
270. ↑  Ash 1995, 224: "Having inherited pastirma from the Byzantines, the Turks took it with them when they conquered Hungary and Romania."쪽
271. ↑  Davidson 2014, "Byzantine cookery", pp. 123–124: "This is certainly true of Byzantine cuisine. Dried meat, a forerunner of the pastirma of modern Turkey, became a delicacy."
272. ↑  Dalby 외. 2013, 81: "paston or tarichon... Cured meats were either eaten raw or cooked in pasto-mageireia with bulgur and greens, mainly cabbage."쪽
273. ↑  Ash 1995, 223쪽
274. ↑  Faas 2005, 184쪽
275. ↑  Vryonis 1971, 482쪽
276. ↑  Faas 2005, 184–185쪽
277. ↑  Vryonis 1971, 482쪽
278. ↑  Salaman 1986, 184쪽
279. ↑  Halsall, Paul (January 1996). “Medieval Sourcebook: Liutprand of Cremona: Report of his Mission to Constantinople”. 《Internet History Sourcebooks Project》. Fordham University. 2014년 10월 17일에 원본 문서에서 보존된 문서. 2016년 6월 25일에 확인함.
280. ↑  Jayyusi & Marín 1994, 729쪽.
281. ↑  Perry, Charles (2001년 10월 31일). “The Soy Sauce That Wasn't”. 《Los Angeles Times》. 2016년 5월 27일에 원본 문서에서 보존된 문서. 2016년 6월 25일에 확인함.
282. 1 2  Austin 1934, 202–205쪽.
283. ↑  Kazhdan 1991.
284. ↑  Anna Komnene,The Alexiad, Book XIV, Chapter IV, translator Elizabeth Dawes
285. ↑  Kazanaki-Lappa 2002, 643쪽.
286. ↑  Ousterhout, Robert (2021). 〈Middle Byzantine Church Architecture〉.   Freeman, Evan. 《A Smarthistory Guide to Byzantine Art》. 2023년 12월 29일에 원본 문서에서 보존된 문서. 2023년 12월 30일에 확인함.
287. ↑  George D. Hurmuziadis (1979). 《Cultura Greciei》 (루마니아어). Editura științifică și enciclopedică. 92 & 93쪽.
288. ↑  Hopkins, Owen (2014). 《Architectural Styles A Visual Guide》 (영어). Laurence King. 17쪽. ISBN 978-1-78067-163-5.
289. ↑  Fortenberry, Diane (2017). 《The Art Museum》 (영어). Phaidon. 108쪽. ISBN 978-0-7148-7502-6.
290. ↑  Fortenberry, Diane (2017). 《The Art Museum》 (영어). Phaidon. 114쪽. ISBN 978-0-7148-7502-6.
291. ↑  Fortenberry, Diane (2017). 《The Art Museum》 (영어). Phaidon. 115쪽. ISBN 978-0-7148-7502-6.
292. ↑  Rice 1968; Weitzmann 1982.
293. ↑  Rice 1968, Chapters 15–17; Weitzmann 1982, Chapters 2–7; Evans 2004, 389–555쪽.
294. 1 2 3  Browning 2022, § para. 1.
295. ↑  Papaioannou 2021a, 1–2, 5–7쪽.
296. ↑  Browning 1991.
297. ↑  Papaioannou 2021a, 10쪽.
298. ↑  Kazhdan 1999, 1쪽; van Dieten 1980, 101–105쪽.
299. ↑  Browning 2022, § paras. 1–2; Kaldellis 2021, 162–163쪽.
300. 1 2 3 4 5 6  Kazhdan 1991a, 1236쪽.
301. ↑  Martín 2021, 685쪽.
302. ↑  Kazhdan 1991a, 1236–1237쪽.
303. 1 2  Kazhdan 1991a, 1237쪽.
304. ↑  Mango, 1980 & pp.233-234
305. ↑  〈Byzantine Literature〉. 《Catholic Encyclopedia》.
306. ↑  Ring, Trudy (1994). 《International Dictionary of Historic Places: Middle East and Africa》 4. Taylor & Francis. 318쪽. ISBN 978-1-884964-03-9. 2019년 6월 9일에 원본 문서에서 보존된 문서. 2016년 10월 23일에 확인함.
307. ↑  Ecumenical Patriarchate. “Byzantine Music”. 2016년 4월 16일에 원본 문서에서 보존된 문서. 2014년 11월 23일에 확인함.
308. ↑  Kartomi 1990, 124쪽.
309. ↑  〈lira〉. 《Encyclopædia Britannica》. 2009. 2009년 8월 1일에 원본 문서에서 보존된 문서. 2022년 6월 2일에 확인함.
310. ↑  Arkenberg, Rebecca (October 2002). “Renaissance Violins”. Metropolitan Museum of Art. 2021년 3월 7일에 원본 문서에서 보존된 문서. 2006년 9월 22일에 확인함.
311. ↑  Journal of Sport History, Vol. 8, No. 3 (Winter, 1981) p. 44 보관됨 22 6월 2017 - 웨이백 머신.
312. ↑  Douglas Earl Bush, Richard Kassel editors, The Organ: An Encyclopedia Routledge. 2006. ISBN 978-0-415-94174-7. p. 327 보관됨 30 5월 2016 - 웨이백 머신
313. ↑  Howard, Albert A. (1893). “The Αὐλός or Tibia”. 《Harvard Studies in Classical Philology》 4: 1–60. doi:10.2307/310399. ISSN 0073-0688. JSTOR 310399.
314. ↑  Flood, William Henry Grattan. 《The story of the bagpipe》. Рипол Классик. ISBN 978-1-176-34422-8. 2017년 2월 26일에 원본 문서에서 보존된 문서. 2016년 10월 23일에 확인함.
315. ↑  Diehl 1948.
316. 1 2  Tatakes & Moutafakis 2003, 110쪽.
317. 1 2  Browning 1992, 198–208쪽.
318. 1 2  Browning 1992, 218쪽.
319. ↑  Cameron 2006, 42쪽.
320. ↑  Cameron 2006, 47쪽.
321. ↑  George Saliba (2006년 4월 27일). “Islamic Science and the Making of Renaissance Europe”. 《Library of Congress》. 2006년 6월 29일에 원본 문서에서 보존된 문서. 2008년 3월 1일에 확인함.
322. ↑  Robins 1993, 8쪽.
323. ↑  Tatakes, Vasileios N.; Moutafakis, Nicholas J. (2003). 《Byzantine Philosophy》. Hackett Publishing. 189쪽. ISBN 978-0-87220-563-5.
324. ↑  King 1991, 116–118쪽
325. ↑  "The Formation of the Hellenic Christian Mind" by Demetrios Constantelos, ISBN 978-0-89241-588-5: "The fifth century marked a definite turning point in Byzantine higher education. Theodosios ΙΙ founded in 425 a major university with 31 chairs for law, philosophy, medicine, arithmetic, geometry, astronomy, music, rhetoric and other subjects. Fifteen chairs were assigned to Latin and 16 to Greek. The university was reorganized by Michael III (842–867) and flourished down to the fourteenth century".
326. ↑  John H. Rosser, Historical Dictionary of Byzantium, Scarecrow Press, 2001, p. xxx.
327. ↑  Aleksandr Petrovich Kazhdan, Annabel Jane Wharton, Change in Byzantine Culture in the Eleventh and Twelfth Centuries, University of California Press, 1985, p. 122.
328. ↑  Marina Loukaki: "Université. Domaine byzantin", in: Dictionnaire encyclopédique du Moyen Âge, Vol. 2, Éditions du Cerf, Paris, 1997, ISBN 978-2-204-05866-7, p. 1553: Le nom "université" désigne au Moyen Âge occidental une organisation corporative des élèves et des maîtres, avec ses fonctions et privilèges, qui cultive un ensemble d'études supérieures. L'existence d'une telle institution est fort contestée pour Byzance. Seule l'école de Constantinople sous Théodose Il peut être prise pour une institution universitaire. Par la loi de 425, l'empereur a établi l'"université de Constantinople", avec 31 professeurs rémunérés par l'État qui jouissaient du monopole des cours publics.
329. ↑  Anastos 1962, 409쪽.
330. ↑  Alexander Jones, "Book Review, Archimedes Manuscript" 보관됨 2 3월 2022 - 웨이백 머신 American Mathematical Society, May 2005.
331. ↑  Wildberg, Christian (2018).  Zalta, Edward N., 편집. 《The Stanford Encyclopedia of Philosophy》. Metaphysics Research Lab, Stanford University. 2019년 8월 22일에 원본 문서에서 보존된 문서. 2018년 3월 8일에 확인함 – Stanford Encyclopedia of Philosophy 경유.
332. 1 2  Lindberg, David. (1992) The Beginnings of Western Science. University of Chicago Press. p. 162.
333. ↑  Lindberg, David. (1992) The Beginnings of Western Science. University of Chicago Press. p. 349.[{{{설명}}}]
334. ↑  “Greek fire | weaponry”. 《Encyclopedia Britannica》. 2018년 3월 10일에 원본 문서에서 보존된 문서. 2018년 3월 1일에 확인함.
335. ↑  Partington, J.R. (1999). "A History of Greek Fire and Gunpowder". The Johns Hopkins University Press. p. 13.
336. ↑  Tatakes & Moutafakis 2003, 189쪽.
337. ↑  Robins 1993, 8쪽.
338. ↑  Jennifer Fretland VanVoorst (2012). 《The Byzantine Empire》. Capstone. 14쪽. ISBN 978-0-7565-4565-9. 2016년 6월 29일에 원본 문서에서 보존된 문서. 2015년 8월 14일에 확인함.
339. ↑  Runciman 2004, 1–2, 162–163쪽.
340. ↑  Raya, The Byzantine Church and Culture 보관됨 2008-10-09 - 웨이백 머신
341. 1 2  Meyendorff 1982, 13쪽.
342. ↑  Mango 2007, 108쪽.
343. ↑  B. Bahr, Ann Marie (2009). 《Christianity: Religions of the World》. Infobase Publishing. 139쪽. ISBN 978-1-4381-0639-7.
344. ↑  Meyendorff 1982, 19쪽.
345. ↑  Meyendorff 1982, 130쪽.
346. ↑  Mark Cartwright (2017년 12월 18일). “Byzantine Monasticism”. 《World History Encyclopedia》. 2021년 4월 20일에 원본 문서에서 보존된 문서. 2021년 4월 20일에 확인함.
347. ↑  Justinian Code: Book 1, Title 1 보관됨 9 3월 2021 - 웨이백 머신; Blume 2008, Headnote C. 1.1; Mango 2007, 108쪽.
348. ↑  Mango 2007, 108–109쪽.
349. ↑  Blume 2008, Headnote C. 1.1; Mango 2007, 108–109, 115–125쪽.
350. ↑  Timberlake 2004, 14쪽.
351. ↑  Timberlake 2004, 14쪽
352. ↑  Cameron 2009, 167–170쪽; Garland 1999, 89쪽
353. ↑  Parry 1996, 11–15쪽.
354. ↑  Cameron 2009, 267쪽.
355. ↑  Mango 2007, 111–114쪽.
356. ↑  Russell, Eugenia (2013). 《Literature and Culture in Late Byzantine Thessalonica》 (영어). A&C Black. ISBN 978-1-4411-5584-9. 2018년 6월 28일에 원본 문서에서 보존된 문서. 2020년 10월 2일에 확인함.
357. ↑  Miller 1907, p. 236
358. ↑  Üre, Pinar (2020). 《Reclaiming Byzantium: Russia, Turkey and the Archaeological Claim to the Middle East in the 19th Century》 (영어). Bloomsbury Academic. ISBN 978-1-78831-012-3.
359. ↑  Clark 2000, 213쪽.
360. ↑  Seton-Watson 1967, 31쪽.
361. ↑  Cameron 2009, 277–281쪽.
362. ↑  Cameron 2009, 186–277쪽.
363. 1 2  Cameron 2009, 261쪽.
364. ↑  Pirenne, Henri
  - Mediaeval Cities: Their Origins and the Rivival of Trade (Princeton, NJ, 1925). ISBN 0-691-00760-8
  - See also Mohammed and Charlemagne (London 1939) Dover Publications (2001). ISBN 0-486-42011-6.
365. ↑  Béhar 1999, 38쪽; Bideleux & Jeffries 1998, 71쪽.

### 참고 문헌
- Bury, John Bagnеll, 편집. (1920). 《The Early History of the Slavonic Settlements in Dalmatia, Croatia, & Serbia – Constantine Porphyrogennetos, De Administrando Imperio, Chapters 29–36》. New York: Macmillan. (in Greek)
- Choniates, Nicetas (1912). 〈The Sack of Constantinople (1204)〉. 《Translations and Reprints from the Original Sources of European History by D.C. Munro (Series 1, Vol 3:1)》. Philadelphia: University of Pennsylvania Press. 15–16쪽.
- Cinnamus, Ioannes (1976). 《Deeds of John and Manuel Comnenus》. New York and West Sussex: Columbia University Press. ISBN 978-0-231-04080-8.
- Eusebius. 《Life of Constantine (Book IV)》. Christian Classics Ethereal Library.
- Geoffrey of Villehardouin (1963). 〈The Conquest of Constantinople〉. 《Chronicles of the Crusades (translated by Margaret R. Shaw)》. Penguin Classics. ISBN 978-0-14-044124-6.
- Komnene, Anna (1928). 〈Books X–XIII〉. 《The Alexiad (translated by Elizabeth A.S. Dawes)》. Internet Medieval Sourcebook. 2020년 4월 13일에 원본 문서에서 보존된 문서. 2022년 4월 11일에 확인함.
- Seeck, Otto, 편집. (1876). 《Notitia Dignitatum; accedunt Notitia Urbis Constantinopolitanae Laterculi Prouinciarum》. Berlin: Weidmann.
- Thurn, Hans, 편집. (1973). 《Ioannis Scylitzae Synopsis historiarum》. Berlin; New York: De Gruyter. ISBN 978-3-11-002285-8.
- Alemany, Agustí (2000). 《Sources on the Alans: A Critical Compilation》. Leiden: Brill. 170–243쪽. ISBN 978-90-04-11442-5.
- Ahrweiler, Hélène; Laiou, Angeliki E. (1998). 〈Preface〉. 《Studies on the Internal Diaspora of the Byzantine Empire》. Washington, DC: Dumbarton Oaks. ISBN 978-0-88402-247-3.
- Anastos, Milton V. (1962). “The History of Byzantine Science. Report on the Dumbarton Oaks Symposium of 1961”. 《Dumbarton Oaks Papers》 16: 409–411. doi:10.2307/1291170. ISSN 0070-7546. JSTOR 1291170.
- Angold, Michael (1997). 《The Byzantine Empire, 1025–1204: A Political History》. London: Longman. ISBN 978-0-582-29468-4.
- Antonucci, Michael (1993). “War by Other Means: The Legacy of Byzantium”. 《History Today》 43 (2): 11–13. ISSN 0018-2753. 2007년 5월 21일에 확인함.
- Apostolides, Sophocles Evangelinus (1992). 《Greek Lexicon of the Roman and Byzantine Periods》. Hildesheim: Georg Olms. ISBN 978-3-487-05765-1.
- Ash, John (1995). 《A Byzantine Journey》. New York: Random House Incorporated. ISBN 978-1-84511-307-0.
- Austin, Roland G. (1934). “Zeno's Game of τάβλη”. 《The Journal of Hellenic Studies》 54 (2): 202–205. doi:10.2307/626864. ISSN 0075-4269. JSTOR 626864.
- Bayless, William N. (1976). “The Treaty with the Huns of 443”. 《The American Journal of Philology》 97 (2): 176–179. doi:10.2307/294410. JSTOR 294410.
- Baynes, Norman Hepburn (1912). “The Restoration of the Cross at Jerusalem”. 《The English Historical Review》 27 (106): 287–299. doi:10.1093/ehr/XXVII.CVI.287. ISSN 0013-8266.
- Baynes, Norman Hepburn; Moss, Henry St. Lawrence Beaufort, 편집. (1948). 《Byzantium: An Introduction to East Roman Civilization》. Oxford, England: Clarendon Press.
- Baynes, Spencer (1907). 〈Vlachs〉. 《Encyclopædia Britannica》 11판. New York.
- Beaton, Roderick (1996). 《The Medieval Greek Romance》. New York and London: Routledge. ISBN 978-0-415-12032-6.
- Beckwith, John (1993). 《Early Christian and Byzantine Art》. New Haven: Yale University Press. ISBN 978-0-300-05296-1.
- Béhar, Pierre (1999). 《Vestiges d'Empires: La Décomposition de l'Europe Centrale et Balkanique》. Paris: Éditions Desjonquères. ISBN 978-2-84321-015-0.
- Benz, Ernst (1963). 《The Eastern Orthodox Church: Its Thought and Life》. Piscataway: Aldine Transaction. ISBN 978-0-202-36298-4.
- Bideleux, Robert; Jeffries, Ian (1998). 《A History of Eastern Europe: Crisis and Change》. New York and London: Routledge. ISBN 978-0-415-16111-4.
- Birkenmeier, John W. (2002). 《The Development of the Komnenian Army: 1081–1180》. Leiden: Brill. ISBN 978-90-04-11710-5.
- Blume, Fred H. (2008).  Kearley, Timothy, 편집. 《Annotated Justinian Code》. Laramie: University of Wyoming.
- Bowersock, G.M. (1997). 《Julian the Apostate》. Harvard University Press. ISBN 978-0-674-48882-3.
- Bray, R.S. (2004). 《Armies of Pestilence: The Impact of Disease on History》. James Clarke. ISBN 978-0-227-17240-7.
- Browning, Robert (1983). 〈The Continuity of Hellenism in the Byzantine world: Appearance or Reality?〉.   Winnifrith, Tom; Murray, Penelope. 《Greece Old and New》. New York: Macmillan. 111–128쪽. ISBN 978-0-333-27836-9.
- Browning, Robert (1992). 《The Byzantine Empire》. Washington, DC: The Catholic University of America Press. ISBN 978-0-8132-0754-4.
- Bryce, James (1901). 《Studies in History and Jurisprudence, Vol. 1》. H. Frowde. ISBN 978-1-4021-9046-9.
- Brooke, Zachary Nugent (1962). 《A History of Europe, from 911 to 1198》. London: Methuen.
- Burns, Thomas S. (1991). 《A History of Ostrogoths》. Bloomington and Indianapolis: Indiana University Press. ISBN 978-0-253-20600-8.
- Bury, John Bagnall (1923). 《History of the Later Roman Empire》. London: Macmillan.
- Bury, John Bagnall; Philotheus (1911). 《The Imperial Administrative System of the Ninth Century: With a Revised Text of the Kletorologion of Philotheos》. London: Oxford University Press.
- Cameron, Averil (1979). “Images of Authority: Elites and Icons in Late Sixth-century Byzantium”. 《Past and Present》 84 (1): 3. doi:10.1093/past/84.1.3.
- Cameron, Averil (2006). 《The Byzantines》. Oxford, England: Blackwell. ISBN 978-1-4051-9833-2.
- Cameron, Averil (2009).  Οι Βυζαντινοί (그리스어). Athens: Psychogios. ISBN 978-960-453-529-3.
- Campbell, George L. (2000). 《Compendium of the World's Languages: Abaza to Kurdish》. New York and London: Routledge. ISBN 978-0-415-20296-1.
- Chapman, John H. (1971). 《Studies on the Early Papacy》. Kennikat Press, University of Michigan. ISBN 978-0-8046-1139-8.
- Chrysos, Evangelos (1992). 〈Byzantine Diplomacy, CE 300–800: Means and End〉.   Jonathan Shepard, Simon Franklin. 《Byzantine Diplomacy: Papers from the Twenty-Fourth Spring Symposium of Byzantine Studies, Cambridge, March 1990 (Society for the Promotion of Byzant)》. Variorum. ISBN 978-0-86078-338-1.
- Clark, Victoria (2000). 《Why Angels Fall: A Journey through Orthodox Europe from Byzantium to Kosovo》. London: Macmillan. ISBN 978-0-312-23396-9.
- Cohen, H. Floris (1994). 《The Scientific Revolution: A Historiographical Inquiry》. Chicago, IL: University of Chicago Press. ISBN 978-0-226-11280-0.
- Comrie, Bernard (1987). 〈Russian〉.   Shopen, Timothy. 《Languages and Their Status》. Philadelphia: University of Pennsylvania Press. 91–152쪽. ISBN 978-0-8122-1249-5.
- Dalby, Andrew; Bourbou, Chryssi; Koder, Johannes; Leontsinē, Maria (2013). 《Flavours and Delights: Tastes and Pleasures of Ancient and Byzantine Cuisine》. Athens and Thessaloniki: Armos Publications. ISBN 978-960-527-747-5.
- Davidson, Alan (2014). 《The Oxford Companion to Food》. Oxford, England: Oxford University Press. ISBN 978-0-19-967733-7.
- Davies, Norman (1996). 《Europe: A History》. Oxford, England: Oxford University Press. ISBN 978-0-19-820171-7.
- Day, Gerald W. (1977). “Manuel and the Genoese: A Reappraisal of Byzantine Commercial Policy in the Late Twelfth Century”. 《The Journal of Economic History》 37 (2): 289–301. doi:10.1017/S0022050700096947. JSTOR 2118759.
- Dennis, George T. (1985). 《Three Byzantine Military Treatises》. Washington, DC: Dumbarton Oaks.
- Diehl, Charles (1948). 〈Byzantine Art〉.   Baynes, Norman Hepburn; Moss, Henry St. Lawrence Beaufort. 《Byzantium: An Introduction to East Roman Civilization》. Oxford: Clarendon. OCLC 1058121.
- Drake, HA. (1995). “Constantine and Consensus”. 《Church History》 64 (1): 1–15. doi:10.2307/3168653. JSTOR 3168653. S2CID 163129848.
- Duiker, William J.; Spielvogel, Jackson J. (2010). 《The Essential World History》. Boston: Wadsworth. ISBN 978-0-495-90227-0.
- El-Cheikh, Nadia Maria (2004). 《Byzantium Viewed by the Arabs》. Cambridge, MA: Harvard University Press. ISBN 978-0-932885-30-2.
- Ene D-Vasilescu, Elena (2021). 《Michelangelo, the Byzantines, and Plato》. Oxford: Indep. ISBN 9781800498792.
- Ene D-Vasilescu, Elena (2021). 《Creation and Time. Byzantine and Modern》. Oxford: Indep. ISBN 9781800498815.
- Ene D-Vasilescu, Elena (2021). 《Glimpses into Byzantium. Its Philosophy and Arts》. Oxford: Indep. ISBN 9781800498808.
- Ene D-Vasilescu, Elena (2018). 《Heavenly sustenance in Patristic texts and Byzantine iconography. Nourished by the Word》. Basingstoke and London: Palgrave. ISBN 978-3-319-98985-3.
- Esler, Philip Francis (2004). 《The Early Christian World》. New York and London: Routledge. ISBN 978-0-415-33312-2.
- Evans, James Allan Stewart (2005). 《The Emperor Justinian and the Byzantine Empire》. Westport: Greenwood. ISBN 978-0-313-32582-3.
- Evans, Helen C. (2004). 《Byzantium, Faith and Power (1261–1557)》. New York, NY: Metropolitan Museum of Art/Yale University Press. ISBN 978-1-58839-114-8.
- Faas, Patrick (2005). 《Around the Roman Table: Food and Feasting in Ancient Rome》. Chicago, IL: University of Chicago Press. ISBN 978-0-226-23347-5.
- 틀:The Early Medieval Balkans
- Foss, Clive (1975). “The Persians in Asia Minor and the end of antiquity”. 《The English Historical Review》 90 (357): 721–747. doi:10.1093/ehr/XC.CCCLVII.721. JSTOR 567292.
- Fossier, Robert; Sondheimer, Janet (1997). 《The Cambridge Illustrated History of the Middle Ages》. Cambridge, England: Cambridge University Press. ISBN 978-0-521-26644-4.
- Fouracre, Paul; Gerberding, Richard A. (1996). 《Late Merovingian France: History and Hagiography, 640–720》. Manchester, England: Manchester University Press. ISBN 978-0-7190-4791-6.
- Freeman, Charles (1999). 《The Greek Achievement – The Foundation of the Western World》. New York: Penguin. ISBN 978-0-670-88515-2.
- Friell, Gerard; Williams, Stephen (2005). 《Theodosius: The Empire at Bay》. Routledge. ISBN 978-1-135-78262-7.
- Gabriel, Richard A. (2002). 《The Great Armies of Antiquity》. Westport: Greenwood. ISBN 978-0-275-97809-9.
- Garland, Lynda (1999). 《Byzantine Empresses: Women and Power in Byzantium, CE 527–1204》. New York and London: Routledge. ISBN 978-0-415-14688-3.
- Gibbon, Edward (1906).  J.B. Bury (with an Introduction by W.E.H. Lecky), 편집. 《The Decline and Fall of the Roman Empire (Volumes II, III, and IX)》. New York, NY: Fred de Fau.
- Grabar, André (1984). 《L'iconoclasme Byzantin: le dossier archéologique》. Flammarion. ISBN 978-2-08-081634-4.
- Grant, Robert M. (1975). “Religion and Politics at the Council at Nicaea”. 《The Journal of Religion》 55 (1): 1–12. doi:10.1086/486406. JSTOR 1202069. S2CID 170410226.
- Greatrex, Geoffrey B. (2005). 〈Byzantium and the East in the Sixth Century〉.   Maas, Michael. 《The Cambridge Companion to the Age of Justinian》. Cambridge, England: Cambridge University Press. 477–509쪽. ISBN 978-0-521-81746-2.
- Greatrex, Geoffrey; Lieu, Samuel N.C. (2002). 《The Roman Eastern Frontier and the Persian Wars (Part II, 363–630 AD)》. New York and London: Routledge. ISBN 978-0-415-14687-6.
- Gregory, Timothy E. (2010). 《A History of Byzantium》. Malden: Wiley-Blackwell. ISBN 978-1-4051-8471-7.
- Grierson, Philip (1999). 《Byzantine Coinage》 (PDF). Washington, DC: Dumbarton Oaks. ISBN 978-0-88402-274-9. 2007년 9월 27일에 원본 문서 (PDF)에서 보존된 문서.
- Gross, Feliks (1999). 《Citizenship and Ethnicity: The Growth and Development of a Democratic Multiethnic Institution》. Westport: Greenwood. ISBN 978-0-313-30932-8.
- Gutas, Dimitri (1998). 《Greek Thought, Arabic Culture: The Graeco-Arabic Translation Movement》. New York and London: Routledge. ISBN 978-0-415-06132-2.
- Hacikyan, Agop Jack; Basmajian, Gabriel; Franchuk, Edward S.; Ouzounian, Nourhan (2002). 《The Heritage of Armenian Literature: From the Sixth to the Eighteenth Century》. Detroit: Wayne State University Press. ISBN 978-0-8143-3023-4.
- Haldon, John (1990). 《Byzantium in the Seventh Century: The Transformation of a Culture》. Cambridge, England: Cambridge University Press. ISBN 978-0-521-31917-1.
- Haldon, John (2004). 〈The Fate of the Late Roman Senatorial Elite: Extinction or Transformation?〉.   John Haldon and Lawrence I. Conrad. 《The Byzantine and Early Islamic Near East VI: Elites Old and New in the Byzantine and Early Islamic Near East》. Darwin. ISBN 978-0-87850-144-1.
- Halsall, Paul (1998). “East Asian History Sourcebook: Chinese Accounts of Rome, Byzantium and the Middle East, c. 91 B.C.E. – 1643 C.E.”. New York, NY: Fordham University. 2014년 9월 10일에 원본 문서에서 보존된 문서. 2012년 4월 21일에 확인함.
- Harris, Jonathan (2014). 《Byzantium and the Crusades》 2판. Bloomsbury. ISBN 978-1-78093-767-0.
- Harvey, Alan (2003). 《Economic Expansion in the Byzantine Empire, 900–1200》. Cambridge: Cambridge University Press. ISBN 978-0-521-52190-1.
- Haywood, John (2001). 《Cassell's Atlas of World History》. London: Cassell. ISBN 978-0-304-35757-4.
- Heather, Peter (2005). 《The Fall of the Roman Empire》. London: Macmillan. ISBN 978-0-330-49136-5.
- Hindley, Geoffrey (2004). 《A Brief History of the Crusades》. London: Robinson. ISBN 978-1-84119-766-1.
- Hooper, Nicholas; Bennett, Matthew (1996). 《The Cambridge Illustrated Atlas of Warfare: The Middle Ages》. Cambridge, England: Cambridge University Press. ISBN 978-0-521-44049-3.
- James, Liz (2010). 《A Companion to Byzantium》. Chichester: John Wiley. ISBN 978-1-4051-2654-0.
- Jayyusi, Salma Khadra; Marín, Manuela (1994). 《The Legacy of Muslim Spain》 2판. Leiden, New York and Köln: E.J. Brill. ISBN 978-90-04-09599-1.
- Jenkins, Romilly James Heald (1987). 《Byzantium: The Imperial Centuries, CE 610–1071》. Toronto: University of Toronto Press. ISBN 978-0-8020-6667-1.
- Jones, Arnold Hugh Martin (1986). 《The Later Roman Empire, 284–602: A Social Economic and Administrative Survey》. Baltimore: Johns Hopkins University Press. ISBN 978-0-8018-3353-3.
- Kaegi, Walter Emil (2003). 《Heraclius, Emperor of Byzantium》. Cambridge, England: Cambridge University Press. ISBN 978-0-521-81459-1.
- Kaldellis, Anthony (2007). 《Hellenism in Byzantium: The Transformations of Greek Identity and the Reception of the Classical Tradition》. Cambridge, England: Cambridge University Press. ISBN 978-0-521-87688-9.
- Kaldellis, Anthony (2015). 《The Byzantine Republic: People and Power in New Rome》. Harvard University Press. ISBN 978-0-674-36540-7.
- Karlin-Heyer, P. (1967). “When Military Affairs Were in Leo's Hands: A Note on Byzantine Foreign Policy (886–912)”. 《Tradition》 23: 15–40. doi:10.1017/S0362152900008722. JSTOR 27830825.
- Kartomi, Margaret J. (1990). 《On Concepts and Classifications of Musical Instruments》. Chicago, IL: University of Chicago Press. ISBN 978-0-226-42548-1.[깨진 링크(과거 내용 찾기)]
- Kazanaki-Lappa, Maria (2002). 〈Medieval Athens〉 (PDF).   Angeliki E. Laiou. 《The Economic History of Byzantium (Volume 2)》. Washington, DC: Dumbarton Oaks. 639–646쪽. 2012년 2월 18일에 원본 문서 (PDF)에서 보존된 문서.
- Kazhdan, Alexander Petrovich, 편집. (1991). 《Oxford Dictionary of Byzantium》. New York and Oxford: Oxford University Press. ISBN 978-0-19-504652-6.
- Kazhdan, Alexander Petrovich; Constable, Giles (1982). 《People and Power in Byzantium: An Introduction to Modern Byzantine Studies》. Washington, DC: Dumbarton Oaks. ISBN 978-0-88402-103-2.
- Kazhdan, Aleksandr Petrovich; Epstein, Ann Wharton (1985). 《Change in Byzantine Culture in the Eleventh and Twelfth Centuries》. Berkeley and Los Angeles, CA: University of California Press. ISBN 978-0-520-05129-4.
- Kean, Roger Michael (2006). 《Forgotten Power: Byzantium: Bulwark of Christianity》. Shropshire: Thalamus. ISBN 978-1-902886-07-7.
- King, David A. (March 1991). “Reviews: The Astronomical Works of Gregory Chioniades, Volume I: The Zij al- Ala'i by Gregory Chioniades, David Pingree; An Eleventh-Century Manual of Arabo-Byzantine Astronomy by Alexander Jones”. 《Isis》 82 (1): 116–118. doi:10.1086/355661.
- Klein, Holgen A. (2004). “Eastern Objects and Western Desires: Relics and Reliquaries between Byzantium and the West”. 《Dumbarton Oaks Papers》 58: 283–314. doi:10.2307/3591389. JSTOR 3591389.
- Klewitz, Hans-Walter (1943년 1월 1일). “Eduard Eichmann, Die Kaiserkrönung im Abendland. Ein Beitrag zur, Geistesgeschichte des Mittelalters, mit besonderer Berücksichtigung des kirchlichen Rechts, der Liturgie und der Kirchenpolitik”. 《Zeitschrift der Savigny-Stiftung für Rechtsgeschichte: Kanonistische Abteilung》 32 (1): 509–525. doi:10.7767/zrgka.1943.32.1.509. S2CID 183386465. 2018년 2월 22일에 원본 문서에서 보존된 문서. 2018년 2월 21일에 확인함.
- Köprülü, Mehmet Fuad (1992). 《The Origins of the Ottoman Empire》. Translated and edited by Gary Leiser. Albany, NY: State University of New York Press. ISBN 978-0-7914-0819-3.
- Kountoura-Galake, Eleonora (1996).  Ο βυζαντινός κλήρος και η κοινωνία των "Σκοτεινών Αἰώνων [The Byzantine Clergy and the Society of the 'Dark Ages'] (그리스어). Athens: Ethniko Idryma Erevnon. ISBN 978-960-7094-46-9.
- Kuhoff, Wolfgang (2002). “de:Die diokletianische Tetrarchie als Epoche einer historischen Wende in antiker und moderner Sicht”. 《International Journal of the Classical Tradition》 (독일어) 9 (2): 177–194. doi:10.1007/BF02898434. JSTOR 30224306. S2CID 162343296.
- Laiou, Angeliki E. (2002a). 〈Writing the Economic History of Byzantium〉 (PDF).   Angeliki E. Laiou. 《The Economic History of Byzantium (Volume 1)》. Washington, DC: Dumbarton Oaks. 3–8쪽. 2013년 9월 30일에 원본 문서 (PDF)에서 보존된 문서.
- Laiou, Angeliki E. (2002b). 〈Exchange and Trade, Seventh-Twelfth Centuries〉.   Angeliki E. Laiou. 《The Economic History of Byzantium (Volume 2)》. Washington, DC: Dumbarton Oaks. 697–770쪽. 2013년 9월 30일에 원본 문서에서 보존된 문서.
- Laiou, Angeliki E.; Morisson, Cécile (2007). 《The Byzantine Economy》. Cambridge, England: Cambridge University Press. ISBN 978-0-521-84978-4.
- Lapidge, Michael; Blair, John; Keynes, Simon (1998). 《The Blackwell Encyclopaedia of Anglo-Saxon England》. Malden: Blackwell. ISBN 978-0-631-22492-1.
- Lenski, Noel (1999). “Assimilation and Revolt in the Territory of Isauria, From the 1st Century BC to the 6th Century AD”. 《Journal of the Economic and Social History of the Orient》 42 (4): 413–465. doi:10.1163/1568520991201687. ISSN 0022-4995. JSTOR 3632602.
- 틀:New Cambridge Medieval History
- Lowry, Heath W. (2003). 《The Nature of the Early Ottoman State》. Albany, NY: State University of New York Press. ISBN 978-0-7914-8726-6.
- Madden, Thomas F. (2005). 《Crusades: The Illustrated History》. Ann Arbor: University of Michigan Press. ISBN 978-0-472-03127-6.
- Magdalino, Paul (2002a). 《The Empire of Manuel I Komnenos, 1143–1180》. Cambridge, England: Cambridge University Press. ISBN 978-0-521-52653-1.
- Magdalino, Paul (2002b). 〈Medieval Constantinople: Built Environment and Urban Development〉.   Angeliki E. Laiou. 《The Economic History of Byzantium (Volume 2)》. Washington, DC: Dumbarton Oaks. 529–537쪽. 2013년 9월 30일에 원본 문서에서 보존된 문서.
- Mango, Cyril A. (2007).  Η Αυτοκρατορία της Νέας Ρώμης [Byzantium: The Empire of the New Rome] (그리스어). 번역 Dimitris Tsoungarakis. Athens: Educational Institution of the National Bank of Greece.
- Mango, Cyril A. (2002). 《The Oxford History of Byzantium》. Oxford: Oxford University Press. ISBN 978-0-19-814098-6.
- Matschke, Klaus-Peter (2002). 〈Commerce, Trade, Markets, and Money: Thirteenth-Fifteenth Centuries〉.   Angeliki E. Laiou. 《The Economic History of Byzantium (Volume 2)》. Washington, DC: Dumbarton Oaks. 771–806쪽. 2013년 9월 30일에 원본 문서에서 보존된 문서.
- McDonnell, Myles Anthony (2006). 《Roman Manliness: Virtus and the Roman Republic》. Cambridge, England: Cambridge University Press. ISBN 978-0-521-82788-1.
- Meier, William N. (2003). “Die Inszenierung einer Katastrophe: Justinian und der Nika-Aufstand”. 《Zeitschrift für Papyrologie und Epigraphik》 142 (142): 273–300. JSTOR 20191600.
- Merryman, John Henry; Perez-Perdomo, Rogelio (2007). 《The Civil Law Tradition: An Introduction to the Legal Systems of Europe and Latin America》. Stanford University Press. ISBN 978-0-8047-5569-6.
- Meyendorff, John (1982). 《The Byzantine Legacy in the Orthodox Church》. Yonkers: St Vladimir's Seminary Press. ISBN 978-0-913836-90-3.
- Millar, Fergus (2006). 《A Greek Roman Empire: Power and Belief under Theodosius II (408–450)》. Berkeley and Los Angeles, CA: University of California Press. ISBN 978-0-520-24703-1.
- Miller, William (1907). “Monemvasia”. 《The Journal of Hellenic Studies》 27: 229–301. doi:10.2307/624442. JSTOR 624442.
- Moravcsik, Gyula (1970). 《Byzantium and the Magyars》. Amsterdam: Hakkert.
- Neumann, Iver B. (2006). “Sublime Diplomacy: Byzantine, Early Modern, Contemporary” (PDF). 《Millennium: Journal of International Studies》 34 (3): 865–888. doi:10.1177/03058298060340030201. ISSN 1569-2981. S2CID 144773343. 2020년 7월 27일에 원본 문서 (PDF)에서 보존된 문서.
- Neville, Leonora Alice (2004). 《Authority in Byzantine Provincial Society, 950–1100》. Cambridge, England: Cambridge University Press. ISBN 978-0-521-83865-8.
- Nicol, Donald M. (1988). 〈Byzantine political thought〉.   Burns, J. H. 《The Cambridge History of Medieval Political Thought, c. 350–c. 1450》. Cambridge, England: Cambridge University Press. 51–79쪽. ISBN 978-0-52-142388-5.
- 틀:The Last Centuries of Byzantium, 1261–1453
- Nicol, Donald M. (1996). 《The Reluctant Emperor: A Biography of John Cantacuzene, Byzantine Emperor and Monk, c. 1295–1383》. Cambridge, England: Cambridge University Press. ISBN 978-0-521-52201-4.
- Norwich, John Julius (1998). 《A Short History of Byzantium》. Ringwood, Vic.: Penguin. ISBN 978-0-14-025960-5.
- Norwich, John Julius (1982). 《A History of Venice》. New York: Alfred A. Knopf Inc. ISBN 978-0-394-52410-8.
- Nystazopoulou-Pelekidou, Maria (1970). Συμβολή εις την χρονολόγησιν των Αβαρικών και Σλαβικών επιδρομών επί Μαυρικίου (582–602) (μετ' επιμέτρου περί των Περσικών πολέμων) [Contribution to the chronology of Avar and Slav raids during the reign of Maurice (582–602), with an excursus about the Persian Wars]. 《Byzantina Symmeikta》 (그리스어) 2: 145–206. doi:10.12681/byzsym.649. ISSN 1105-1639. 2012년 6월 27일에 원본 문서에서 보존된 문서. 2012년 3월 10일에 확인함.
- Obolensky, Dimitri (1974). 《The Byzantine Commonwealth: Eastern Europe, 500–1453》. London: Cardinal. ISBN 978-0-351-17644-9.
- Obolensky, Dimitri (1994). 《Byzantium and the Slavs》. Yonkers: St Vladimir's Seminary Press. ISBN 978-0-88141-008-2.
- Oikonomides, Nikos (1999). “L᾽"Unilinguisme" Officiel de Constantinople Byzantine”. 《Byzantina Symmeikta》 13: 9–22. doi:10.12681/byzsym.857. ISSN 1105-1639.
- Ostrogorsky, George (1969). 《History of the Byzantine State》. New Brunswick: Rutgers University Press. ISBN 978-0-8135-1198-6.
- Ostrogorsky, George (1959). “The Byzantine Empire in the World of the Seventh Century” (PDF). 《Dumbarton Oaks Papers》 13: 1–21. doi:10.2307/1291127. JSTOR 1291126. S2CID 165376375. 2020년 7월 27일에 원본 문서 (PDF)에서 보존된 문서.
- Paparrigopoulos, Constantine; Karolidis, Pavlos (1925).  Ιστορία του Ελληνικού Έθνους [History of the Greek Nation] (그리스어) 4. Eleftheroudakis.
- Parry, Kenneth (1996). 《Depicting the Word: Byzantine Iconophile Thought of the Eighth and Ninth Centuries》. Leiden and New York: Brill. ISBN 978-90-04-10502-7.
- Patterson, Gordon M. (1995). 《The Essentials of Medieval History: 500 to 1450 AD, the Middle Ages》. Piscataway: Research and Education Association. ISBN 978-0-87891-705-1.
- Perrottet, Tony (2004). 《The Naked Olympics: The True Story of the Ancient Games》. Random House. ISBN 978-1-58836-382-4.
- Postan, Michael Moïssey; Miller, Edward; Postan, Cynthia (1987). 《The Cambridge Economic History of Europe (Volume 2)》. Cambridge, England: Cambridge University Press. ISBN 978-0-521-08709-4.
- Pounds, Norman John Greville (1979). 《An Historical Geography of Europe, 1500–1840》. Cambridge, England: Cambridge University Press. ISBN 978-0-521-22379-9.
- Ragkou, Katerina (2018년 12월 7일). “The Economic Centrality of Urban Centers in the Medieval Peloponnese: Late 11th–Mid-14th Centuries”. 《Land》 (MDPI AG) 7 (4): 153. doi:10.3390/land7040153. ISSN 2073-445X.
- Read, Piers Paul (2000). 《The Templars: The Dramatic History of the Knights Templar, The Most Powerful Military Order of the Crusades》. New York: St. Martin's Press. ISBN 978-0-312-26658-5.
- Reinert, Stephen W. (2002). 〈Fragmentation (1204–1453)〉.   Cyril Mango. 《The Oxford History of Byzantium》. Oxford, England: Oxford University Press. 248–283쪽. ISBN 978-0-19-814098-6.
- Rice, David Talbot (1968). 《Byzantine Art》 3판. Harmondsworth: Penguin Books Limited.
- Robins, Robert Henry (1993). 《The Byzantine Grammarians: Their Place in History》. Berlin and New York: Mouton de Gruyter. ISBN 978-3-11-013574-9.
- Rosser, John H. (2011). 〈Introduction〉. 《Historical Dictionary of Byzantium》. Lanham, MA: Scarecrow. ISBN 978-0-8108-7567-8.
- Runciman, Steven (1990). 《The Fall of Constantinople, 1453》. Cambridge, England: Cambridge University Press. ISBN 978-0-521-39832-9.
- Runciman, Steven (2004). 《The Byzantine Theocracy》. Cambridge, England: Cambridge University Press. ISBN 978-0-521-54591-4.
- Salaman, Rena (1986). 〈The Case of the Missing Fish, or Dolmathon Prolegomena〉.   Jaine, Tom. 《Oxford Symposium on Food & Cookery 1984 & 1985: Cookery: Science, Lore & Books: Proceedings (Introduction by Alan Davidson)》. London: Prospect Books Limited. 184–187쪽. ISBN 978-0-907325-16-1.
- Sarantis, Alexander (2009). “War and Diplomacy in Pannonia and the Northwest Balkans during the Reign of Justinian: The Gepid Threat and Imperial Responses”. 《Dumbarton Oaks Papers》 63: 15–40. JSTOR 41219761.
- Sedlar, Jean W. (1994). 《East Central Europe in the Middle Ages, 1000–1500》 III. Seattle: University of Washington Press. ISBN 978-0-295-97290-9.
- Seton-Watson, Hugh (1967). 《The Russian Empire, 1801–1917》. Oxford, England: Oxford University Press. ISBN 978-0-19-822152-4.
- Sotinel, Claire (2005). 〈Emperors and Popes in the Sixth Century: The Western View〉.   Maas, Michael. 《The Cambridge Companion to the Age of Justinian》. Cambridge, England: Cambridge University Press. 267–290쪽. ISBN 978-0-521-81746-2.
- Speck, Paul (1984). “Ikonoklasmus und die Anfänge der Makedonischen Renaissance”. 《Poikila Byzantina》 4: 175–210.
- Stephenson, Paul (2000). 《Byzantium's Balkan Frontier: A Political Study of the Northern Balkans, 900–1204》. Cambridge, England: Cambridge University Press. ISBN 978-0-521-77017-0.
- Tarasov, Oleg; Milner-Gulland, R.R. (2004). 《Icon and Devotion: Sacred Spaces in Imperial Russia》. London: Reaktion. ISBN 978-1-86189-118-1.
- Tatakes, Vasileios N.; Moutafakis, Nicholas J. (2003). 《Byzantine Philosophy》. Indianapolis: Hackett. ISBN 978-0-87220-563-5.
- Teall, John L. (1967). “The Age of Constantine Change and Continuity in Administration and Economy”. 《Dumbarton Oaks Papers》 21: 11–36. doi:10.2307/1291256. JSTOR 1291256.
- Timberlake, Alan (2004). 《A Reference Grammar of Russian》. Cambridge, England: Cambridge University Press. ISBN 978-0-521-77292-1.
- Treadgold, Warren (1995). 《Byzantium and Its Army, 284–1081》. Stanford: Stanford University Press. ISBN 978-0-8047-2420-3.
- Treadgold, Warren (1997). 《A History of the Byzantine State and Society》. Stanford, California: Stanford University Press. ISBN 0-8047-2630-2.
- Troianos, Spyros; Velissaropoulou-Karakosta, Julia (1997).  Ιστορία δικαίου από την αρχαία στην νεώτερη Ελλάδα [History of law from ancient to modern Greece] (그리스어). Athens: Sakkoulas. ISBN 978-960-232-594-0.
- Vasiliev, Alexander Alexandrovich (1928–1935). 《History of the Byzantine Empire》. Madison: The University of Wisconsin Press. ISBN 978-0-299-80925-6.
- Versteegh, Cornelis H.M. (1977). 《Greek Elements in Arabic Linguistic Thinking》. Leiden: Brill. ISBN 978-90-04-04855-3.
- Vryonis, Speros (1971). 《The Decline of Medieval Hellenism in Asia Minor and the Process of Islamization from the Eleventh through the Fifteenth Century》. Berkeley, CA: University of California Press. ISBN 978-0-520-01597-5.
- Watson, Bruce (1993). 《Sieges: A Comparative Study》. Westport: Praeger. ISBN 978-0-275-94034-8.
- Weitzmann, Kurt (1982). 《The Icon》. London: Evans Brothers. ISBN 978-0-237-45645-0.
- Wells, Herbert George (1922). 《A Short History of the World》. New York: Macmillan. ISBN 978-0-06-492674-4.
- 틀:The Making of Byzantium, 600–1025
- Wickham, Chris (2009). 《The Inheritance of Rome: A History of Europe from 400 to 1000》. New York: Viking. ISBN 978-0-670-02098-0.
- Wolff, Robert Lee (1948). “Romania: The Latin Empire of Constantinople”. 《Speculum》 23 (1): 1–34. doi:10.2307/2853672. JSTOR 2853672. S2CID 162802725.
- Wroth, Warwick (1908). 《Catalogue of the Imperial Byzantine Coins in the British Museum》. British Museum Dept. of Coins and Medals. ISBN 978-1-4021-8954-8.
- 게오르크 오스트로고르스키 (1999). 《비잔티움 제국사》. 까치.